# Église Saint-Caprais de Saint-Caprais-de-Bordeaux
L'église Saint-Caprais est une église catholique située dans la commune de Saint-Caprais-de-Bordeaux, dans le département de la Gironde, en France.

## Localisation
L'église est située à l'ouest du bourg, sur la route départementale D240 en direction de Camblanes-et-Meynac.

## Historique
Un premier édifice est construit au XIe siècle sur les fondations d'une église paléochrétienne du Ve ou VIe siècle. Au XIIe siècle, une nouvelle église est construite, dont subsistent aujourd'hui l'abside voûtée en cul-de-four et l’élévation de la façade occidentale.
À l'entrée de la nef, sont présents un puits et un enfeu creusé dans le mur sud de l'abside.
L'abside a été surélevée au XVe siècle et la nef consolidée.
Le clocher est élevé au XVIIIe siècle. La cloche actuelle provient de l'ancienne église Saint-Jean, située dans la commune voisine de Madirac. La cloche est le dernier vestige de cette église, qui fut démolie entre 1815 et 1825, lors de la réunion des deux paroisses.
L'iconographie romane est exceptionnelle : à l'intérieur, se trouvent huit chapiteaux historiés dans le presbytérium, et, à l'extérieur, sous la corniche du chevet, une série de 45 modillons de grande qualité.

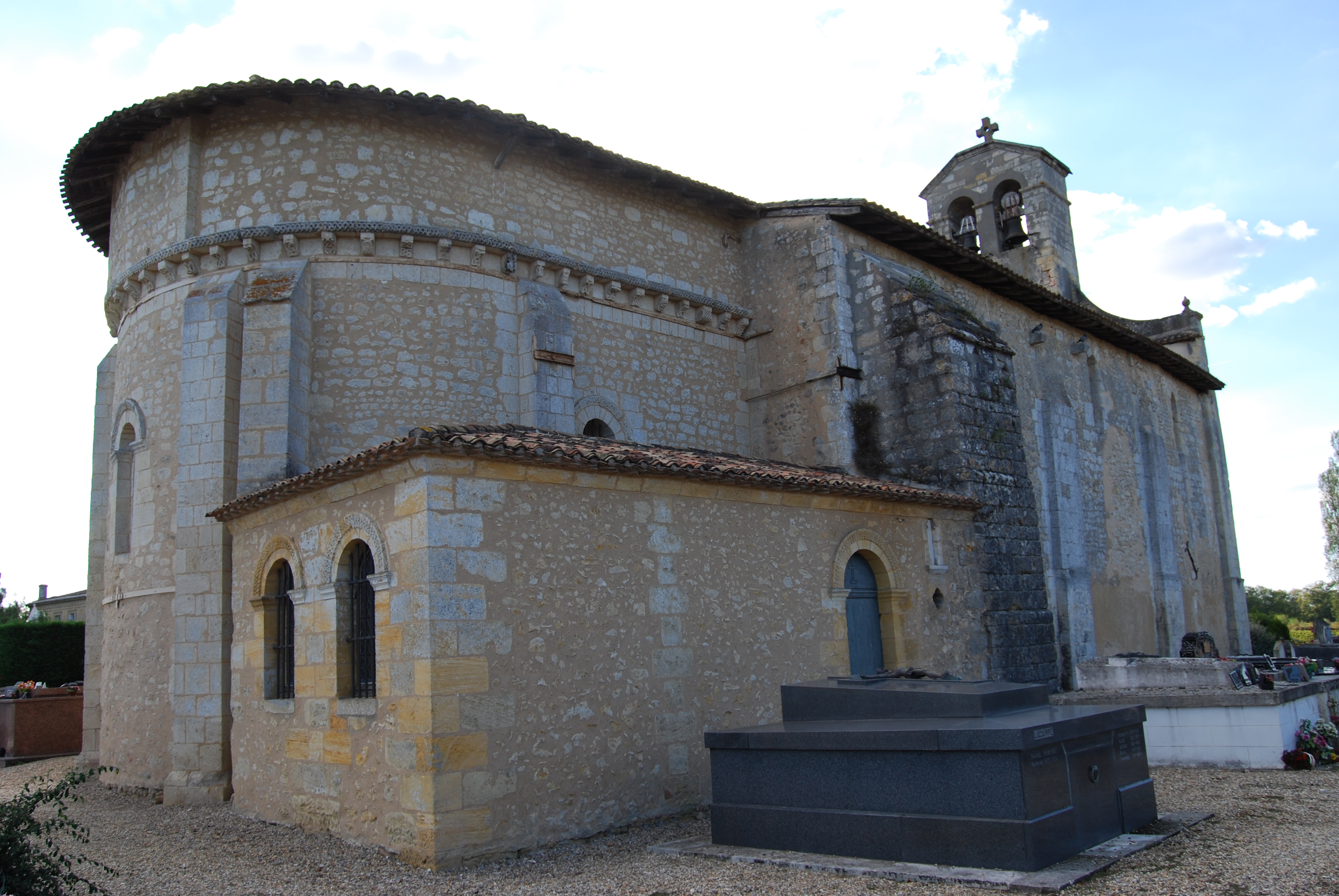
Vue nord-est
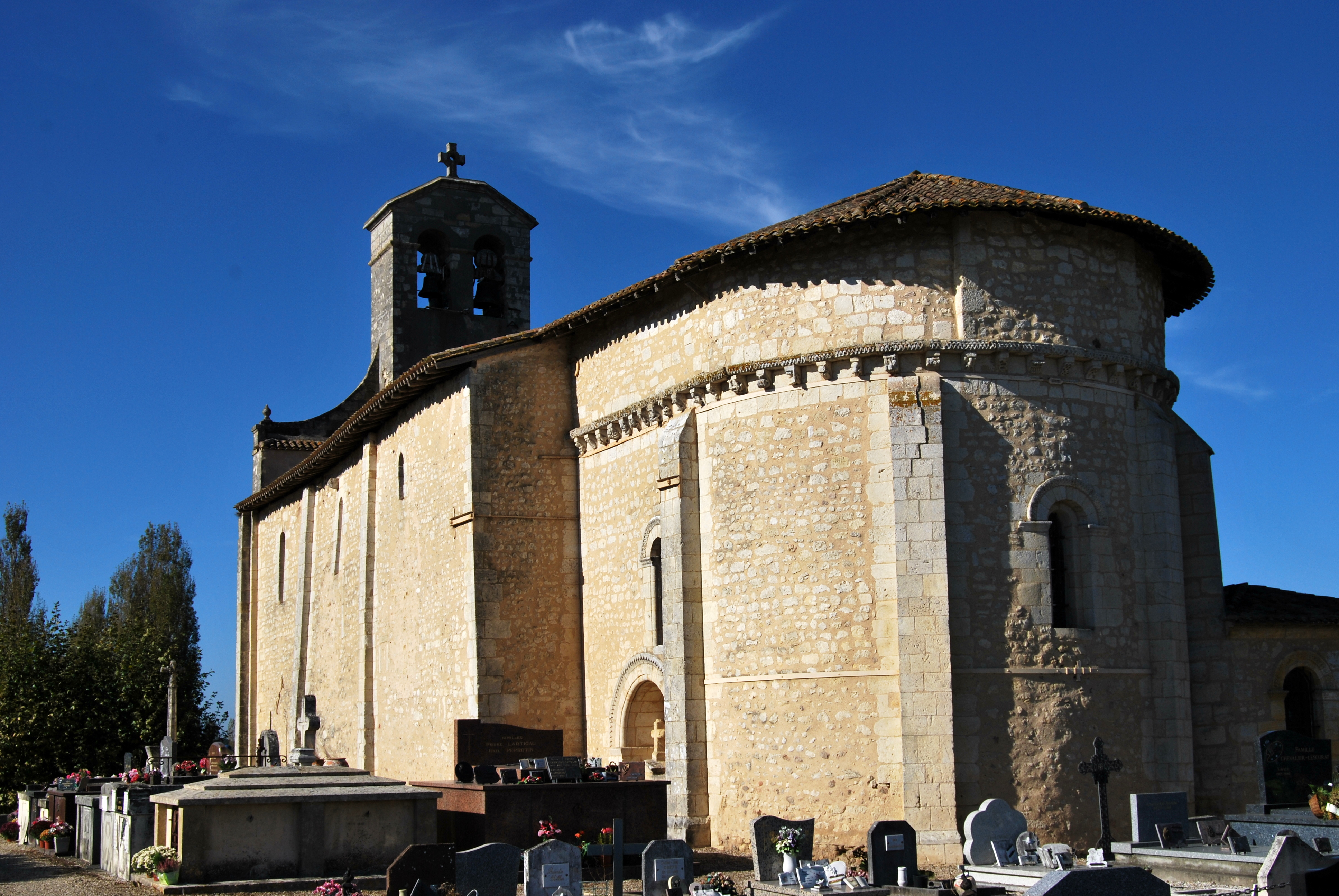
Vue sud-est
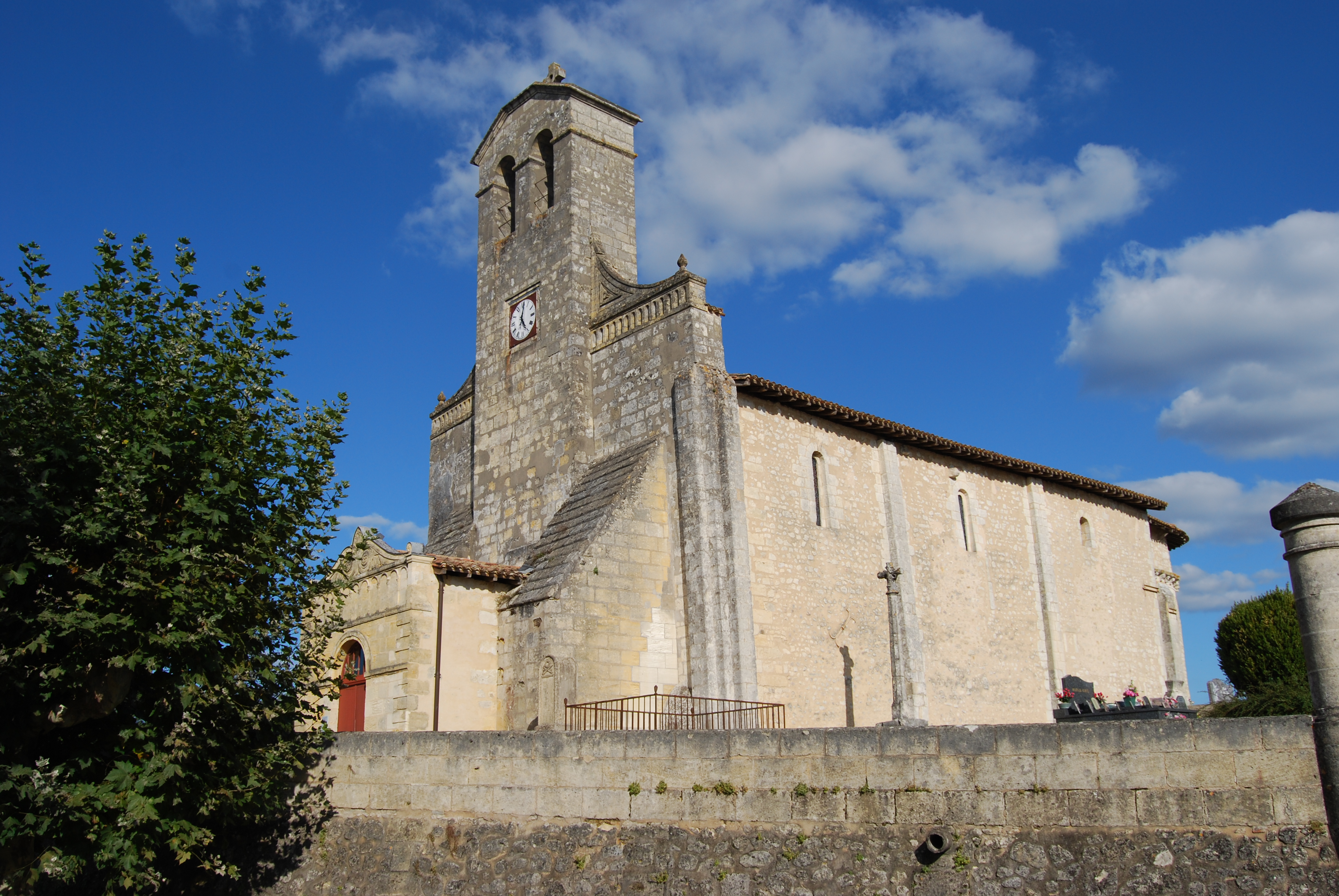
Vue sud-ouest
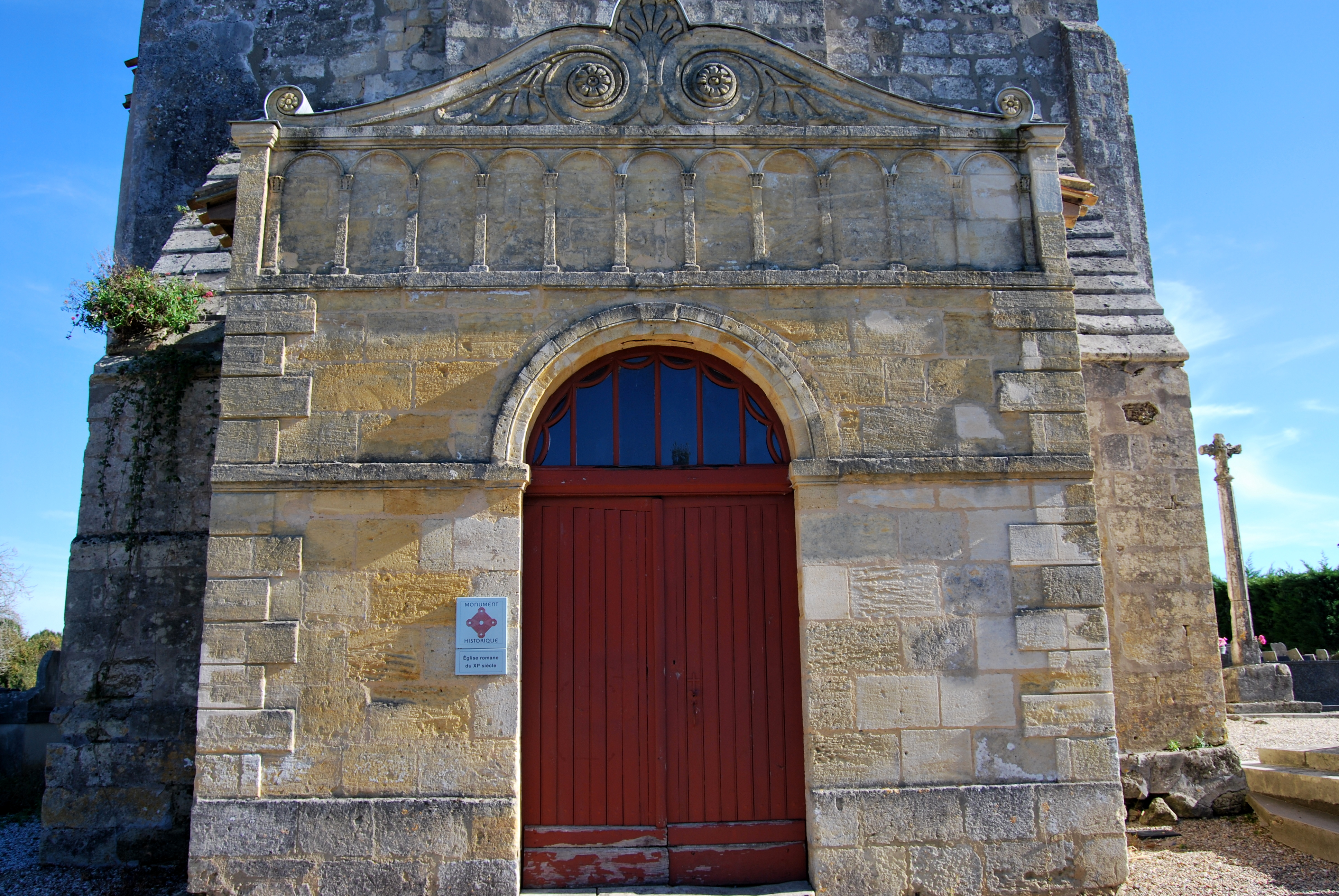
Le porche
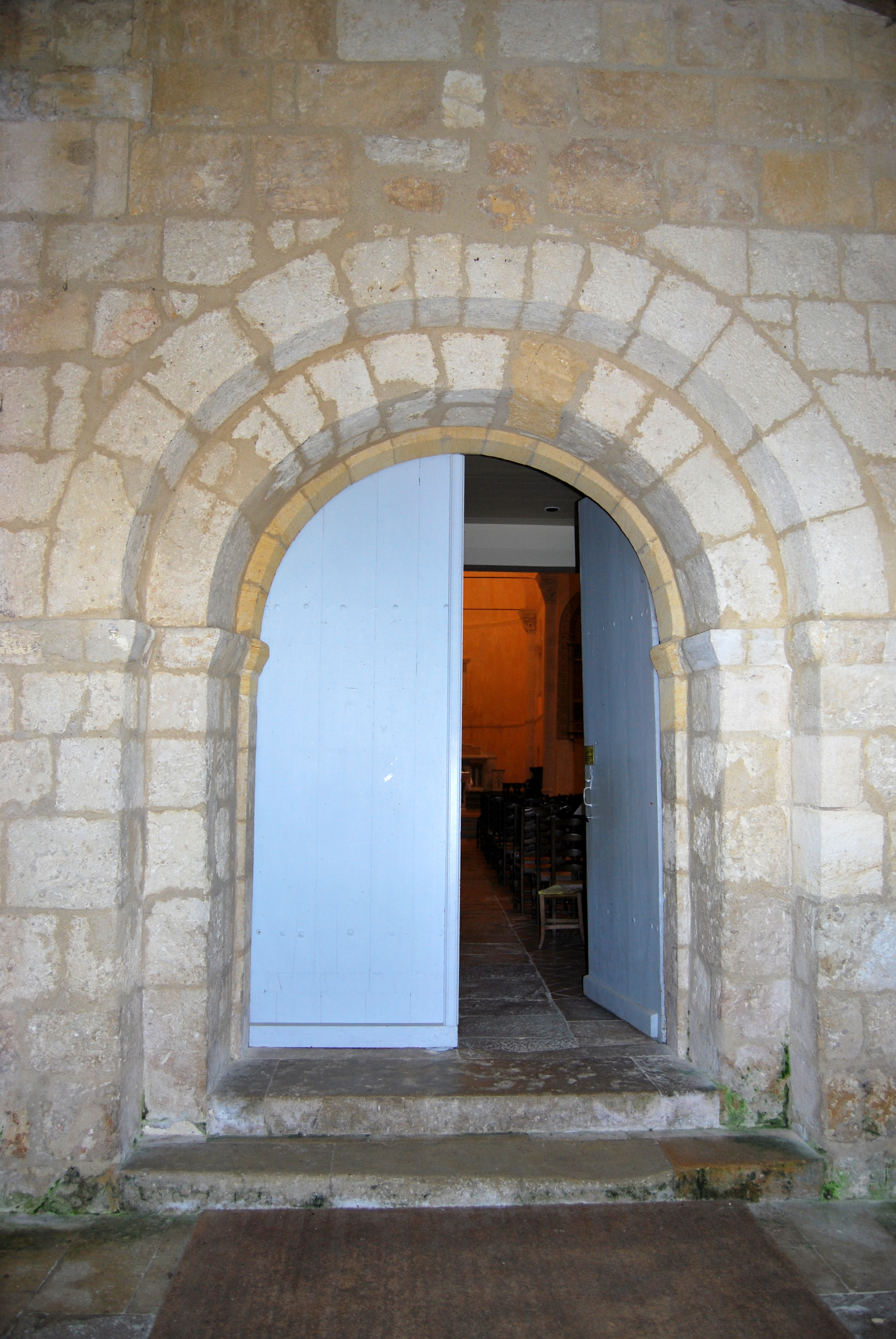
Le portail roman

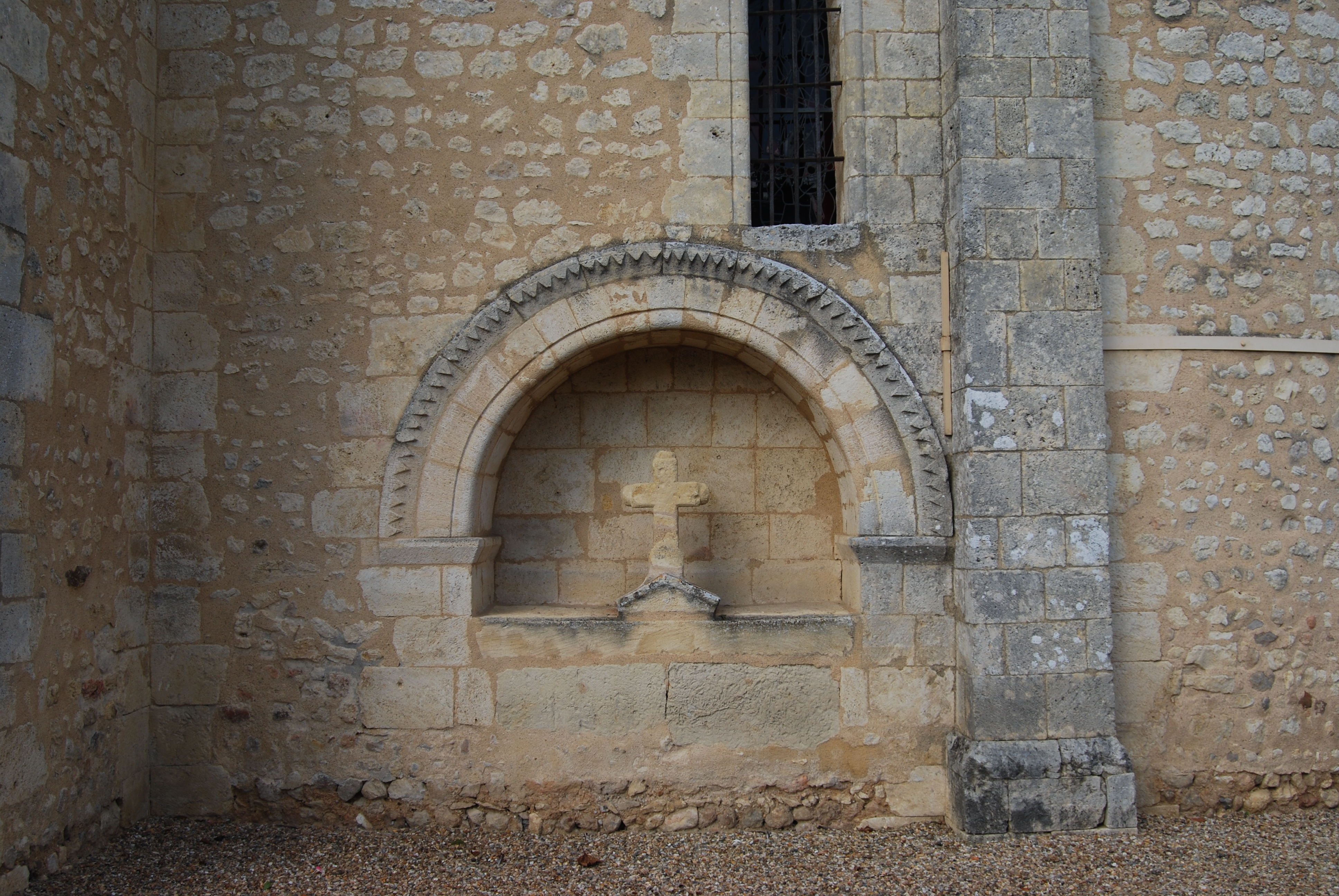
L'enfeu
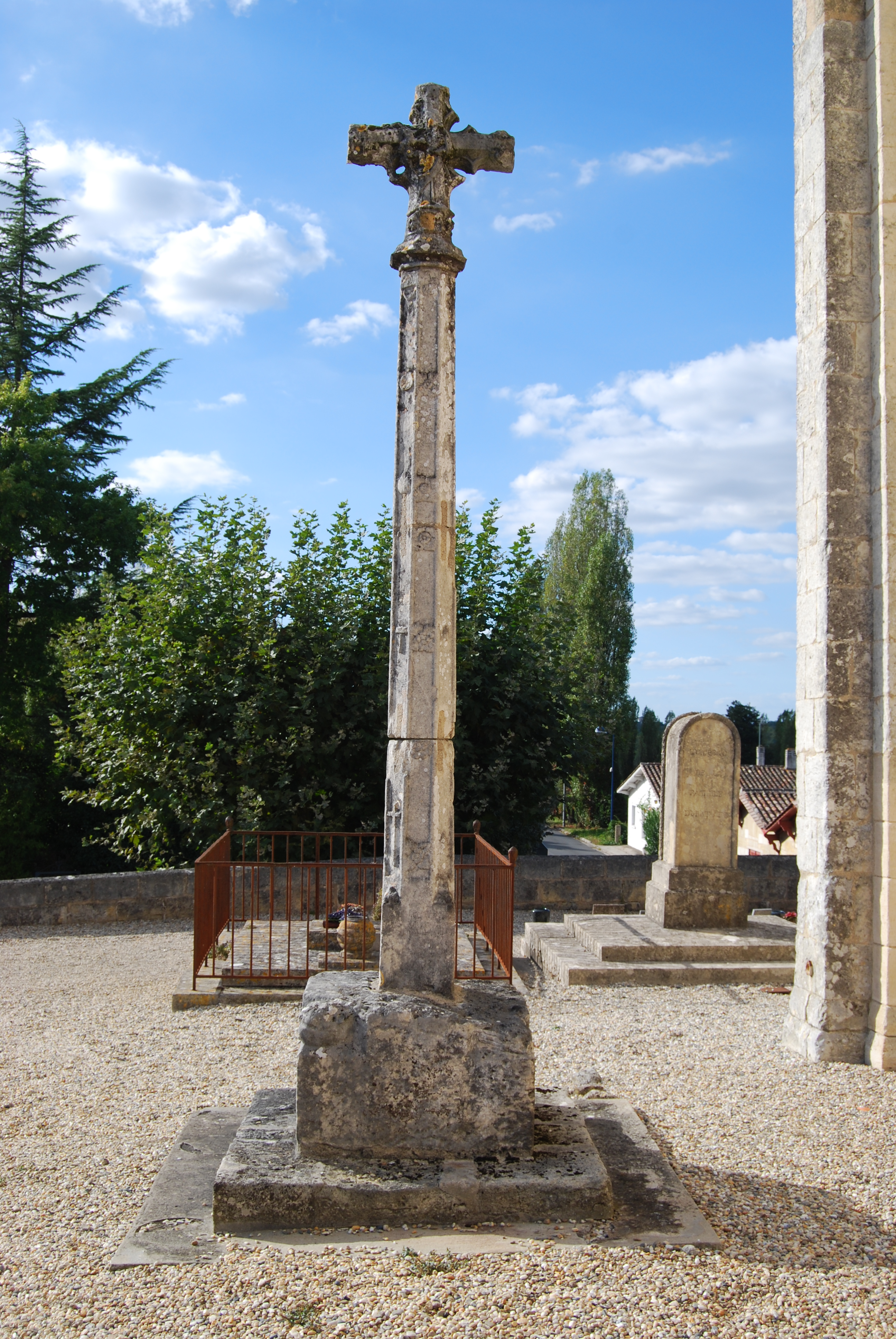
Croix de cimetière

La croix de cimetière date du XVIe siècle. Le fut de cette croix, élevé sur un socle carré, porte, pour décor, des fleurs et les instruments de la Passion, symboles traditionnels des croix hosannières. On y voit également une représentation du Christ et de la Vierge.
L'édifice est inscrit au titre des monuments historiques en 1925.

## Les chapiteaux du presbytérium
L'iconographie principale n'a subsisté que dans le presbytérium, à l'arrière de la clôture du chœur. Il s'agit donc d'une imagerie destinée au clergé : quatre chapiteaux de grand format, à la retombée des deux arcs doubleaux et quatre chapiteaux plus petits qui ornent les colonnettes des fenêtres. Parmi ces huit sculptures, on décèle un thème religieux. La série rappelle au clergé du sanctuaire ses trois devoirs fondamentaux : obéissance, pauvreté et chasteté. Les sculptures datent du milieu du XIIe siècle.
Arc triomphal nord : Le sacrifice d'Isaac : 
Abraham se tient debout sur le côté gauche du chapiteau. Il agrippe la chevelure de son fils de la main gauche et lève au-dessus de lui le glaive du sacrifice. En arrière de la tête d'Abraham, se trouve une colombe, perchée sur une feuille, dont le bec s'approche de l'oreille d'Abraham. C'est le symbole de « l'esprit de Dieu descendant du ciel ». Abraham, son fils Isaac et l'Ange qui vole à son secours sont tous habillés en bliaud à jupe fluide et plissée.
Isaac, qui a la place d'honneur sur la face principale, est un grand adolescent, debout mais courbé, la tête tenue par son père au-dessus d'un petit autel orné. Au-dessus de lui un ange vole à son secours et retient le bras d'Abraham. La chose le plus étrange dans cette représentation du récit biblique de la Genèse (chapitre 22, verset 6) est le troisième personnage dans le dos d'Isaac, qui le tire en arrière comme pour le soustraire du sacrifice. Cette créature, qui n'est pas humaine, ne figure pas dans le livre de la Genèse. En effet c'est un émissaire de Satan, Sammaël, dont le Talmud raconte avec force détails les tentatives de ce démon pour invalider et faire échouer le rituel du sacrifice voulu par Dieu.
Sur la troisième face se trouve un bélier, caché dans un roncier dont les sarments descendent en torsades jusqu'aux pieds de Sammaël. Cette corrélation entre le diable et le bélier rappelle que, selon le Midrach, c'est Sammaël lui-même qui avait caché le bélier pour éviter qu'il puisse servir de substitut sacrificiel.
Arc triomphal sud : l'indiscipline et la désobéissance : La corbeille est authentique, mais le tailloir lisse date d'une réfection ultérieure.
Le sujet de ce chapiteau est l'indiscipline et la désobéissance, qui est le contre-exemple, à ne pas suivre, du chapiteau précédent, qui, au contraire, prône l'obéissance absolue.
Au centre de la face principale, se trouve un petit homme, présenté frontalement, les pieds écartés, en équilibre sur les croupes de deux lions adossés verticalement. L'homme a de longs bras, étendus, et de ses mains, il saisit la langue de chaque bête. Les deux lions, assis sur leurs postérieurs, sont emprisonnés dans le lacis de lianes feuillues. Cette luxuriante végétation est générée par la dichotomie de leurs queues sexualisées. Cette composition, dont il existe d'autres en Aquitaine, de l'homme irréfléchi, qui jette ses doigts dans la gueule du lion (qui n'est autre que Satan, cherchant à le dévorer) est à la limite du subconscient et symbolise l'indiscipline et la désobéissance.
L'arc du chœur, chapiteau nord : Avarita (Cupidité) : Au milieu de la face principale, le Diable est assis en majesté, les jambes croisées, et, de ses mains, tient la longue corde des passions avec laquelle il asservit les faibles humains. Ici, il entrave le mauvais riche aux chevilles et au cou. On trouve une sculpture quasi identique au même emplacement dans l'église Saint-Martin de Landiras.
L'homme, à la droite du Diable, au coin de la face latérale, est le riche et cupide, aux vêtements extravagants et portant au cou sa bourse, représente le vice Avarita en personne, selon la Psychomachie de Prudence. Dans son dos, se dresse un gros serpent, emblème du Malin, qui chuchote à son oreille les moyens d'assouvir cette adoration de l'or. À la droite du Diable se déroule un assassinat. On voit un homme mourant, les deux mains accrochées à sa lance. Son vainqueur, derrière lui, le soulève par la chevelure en même temps qu'il lui plonge dans le dos un glaive qui transperce son corps.
Il y a un lien direct avec l'allégorie de la Cupidité que le diable tient en laisse. Car dans la Psychomachie, au chapitre sur la cupidité (verset 495) il est dit « qu'il n'y a pas sur terre de Vice plus violent » et pour ces hommes si insatiables de posséder, qu'ils sont prêts à « tuer d'un glaive leur propre frère pour le dépouiller ».
L'arc du chœur, chapiteau sud : deux damnés avalés : Sur la face principale, deux gros reptiles se dressent et tournent la tête de façon à dessiner un grand X.
Chaque monstre est en train d'avaler par les pieds un personnage nu, une femme pour le serpent de gauche et un homme pour celui de droite.
À gauche, la femme au visage ovale encadré de longs cheveux, baisse le bras gauche vers son ventre et sa main droite est placée sur sa poitrine. La queue du reptile avaleur rebique vers le haut. À droite, l'homme avec une coiffure au bol plutôt cléricale, a le bras droit qui plonge vers son abdomen et la queue du reptile avaleur est recourbée vers le bas. Le péché commun qui a valu la damnation de ce couple est probablement l'adultère ou la fornication.
Certains guides touristiques affirment que ce chapiteau représente Jonas avalé par la baleine, malgré le fait que l'on voit sur la corbeille deux serpents, et non pas une baleine, qui avalent un homme et une femme !
Fenêtre nord : lionceau héraldique : Seul le chapiteau de la colonnette occidentale est figuré et un lionceau constitue l'unique sujet, le motif de la colonnette orientale étant végétal. Le lion est étalé sur l'ensemble de la corbeille dans la position héraldique du lion passant : la patte avant droite levée, le dos creusé et la croupe relevée. Sa grande queue sexualisée et tourmentée se termine par un gros fruit.
Fenêtre sud : le félin, l'homme et l'oiseau : La corbeille est taillée en angle droit, sur deux faces. Sur le côté externe, se trouve un gros félin, joue contre joue avec un homme debout sur l'autre face. Les mains de l'homme et les pattes du félin se cherchent. Sur le dos de l'animal, chevauche un homuncule à tête d'oiseau, qui picore le cou du félin. Il est habillé comme un vrai chevalier. Il y a également une tête de rapace qui picore le dos de l'homme.
Le sens de cette fable est obscur.
Fenêtre orientale, chapiteau nord : Sirène : On voit sur les deux faces de la corbeille une sirène bicaudale. Ses deux bras retiennent les nageoires en extension et les deux queues se rejoignent derrière sa tête. La nature sexuée de la tentatrice se limite à deux petits seins, sous un visage régulier, coiffé à la garçonne. Elle est logée dans un lieu très symbolique, la fenêtre axiale du chevet, qui oriente l'église vers le lever du soleil. On trouve la même situation aux églises d'Artigues, de Haux, de Lestiac, de Saint-Michel-de-Lapujade, de Saint-Vincent-de-Pertignas et de Sainte-Radegonde.
Fenêtre orientale, chapiteau sud : thème animalier à contenu symbolique : Sur la corbeille, deux grands mammifères à tête d'oiseau ou de reptile sont dressés dos à dos verticalement. Entre eux, se trouve le protomé d'un lion placé à l'angle de la corbeille. La composition est de type pseudo-héraldique, avec autour du « chef » des animaux rampants qui lui rendent hommage. La métamorphose des queues est traditionnelle : elles sont anatomiques jusqu'au passage entre les cuisses, puis, en sortant sous le ventre, elles se transforment en lianes trinervées qui s'unissent en un nœud. Ce genre de mise en scène affichait souvent d'autres attributs du Péché.
Dans la nef, il reste quelques petites consoles alignées en haut des murs latéraux. Elles donnent appui aux entraits moisés. Certains portent des sculptures.

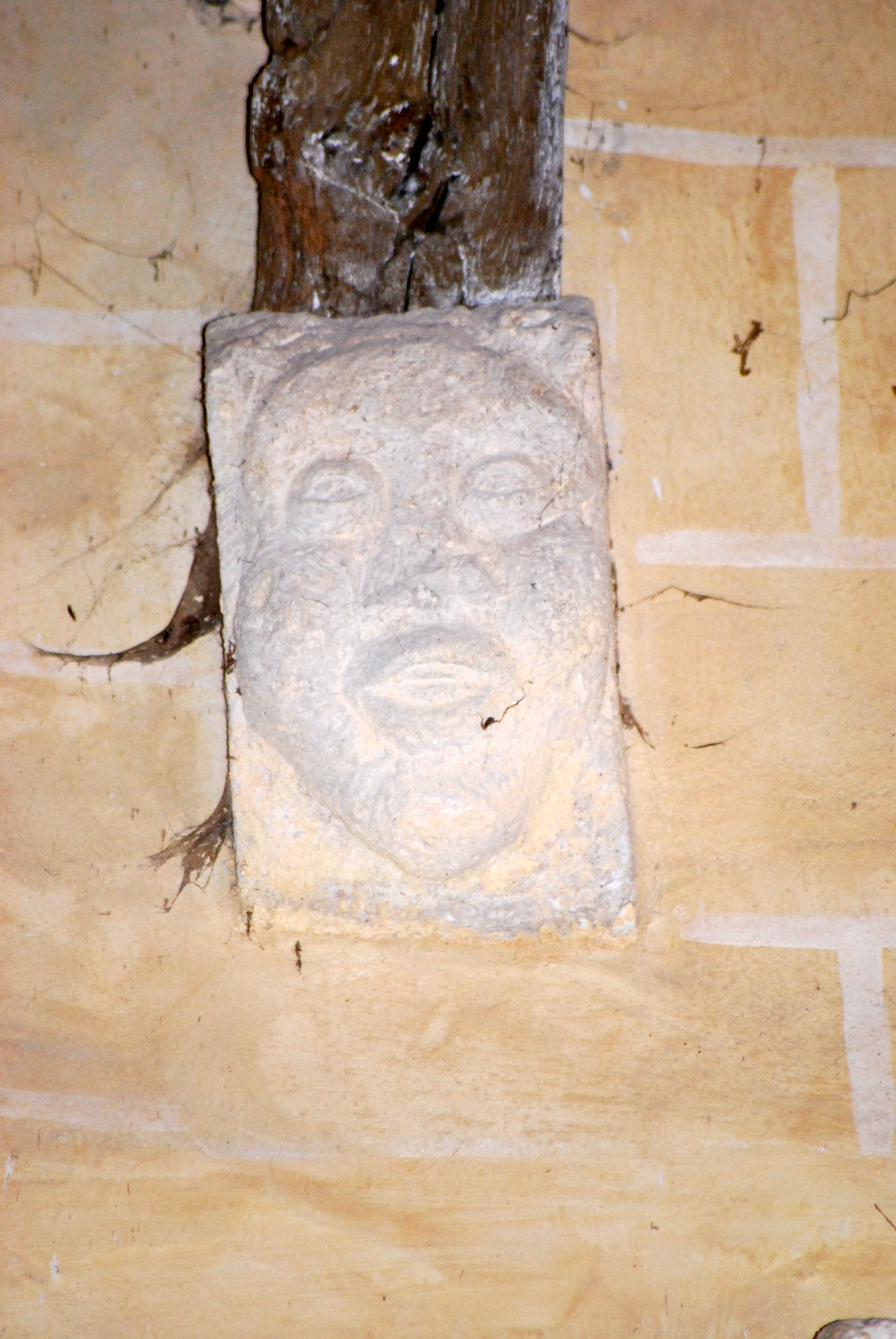
Console romane
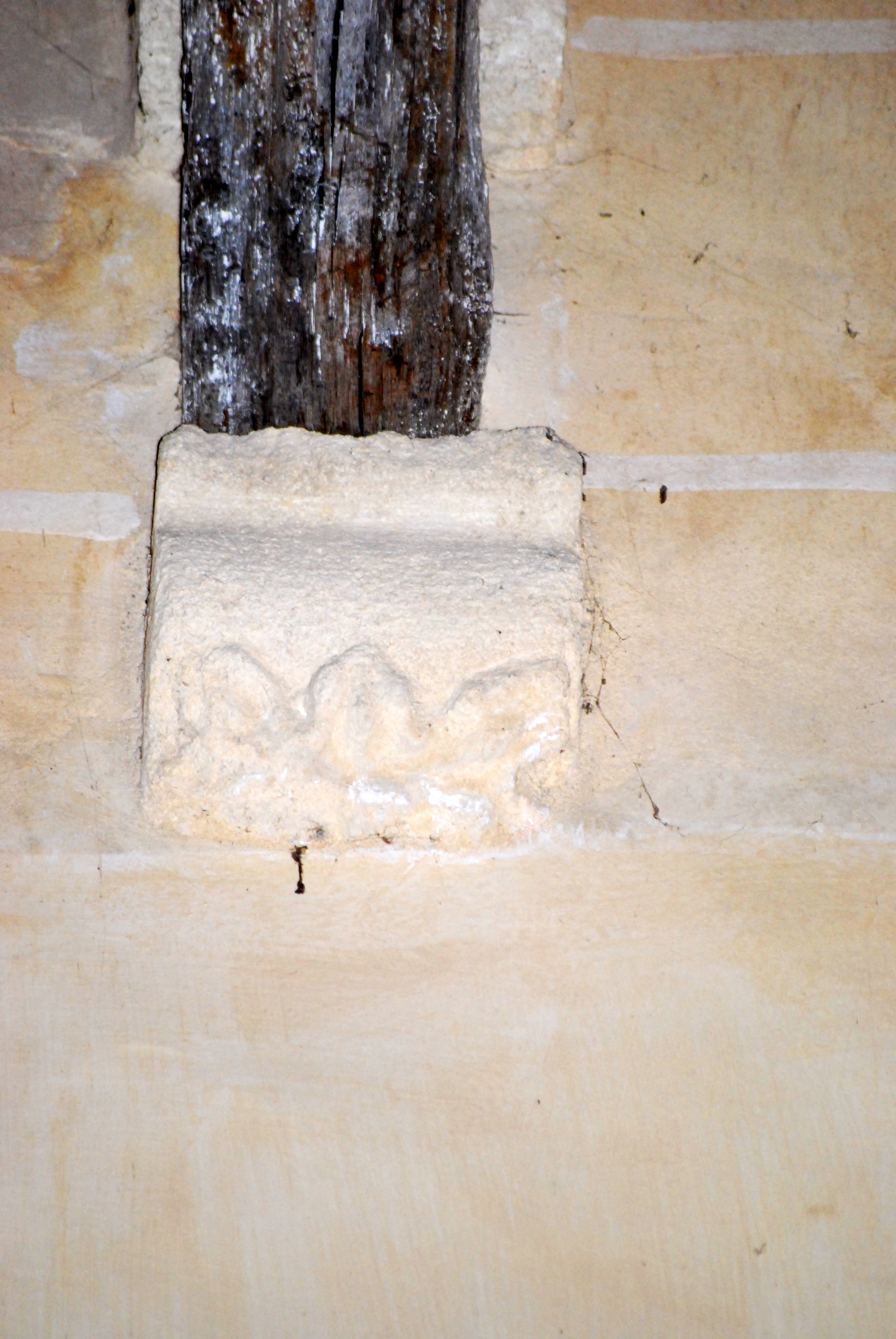
Console gothique
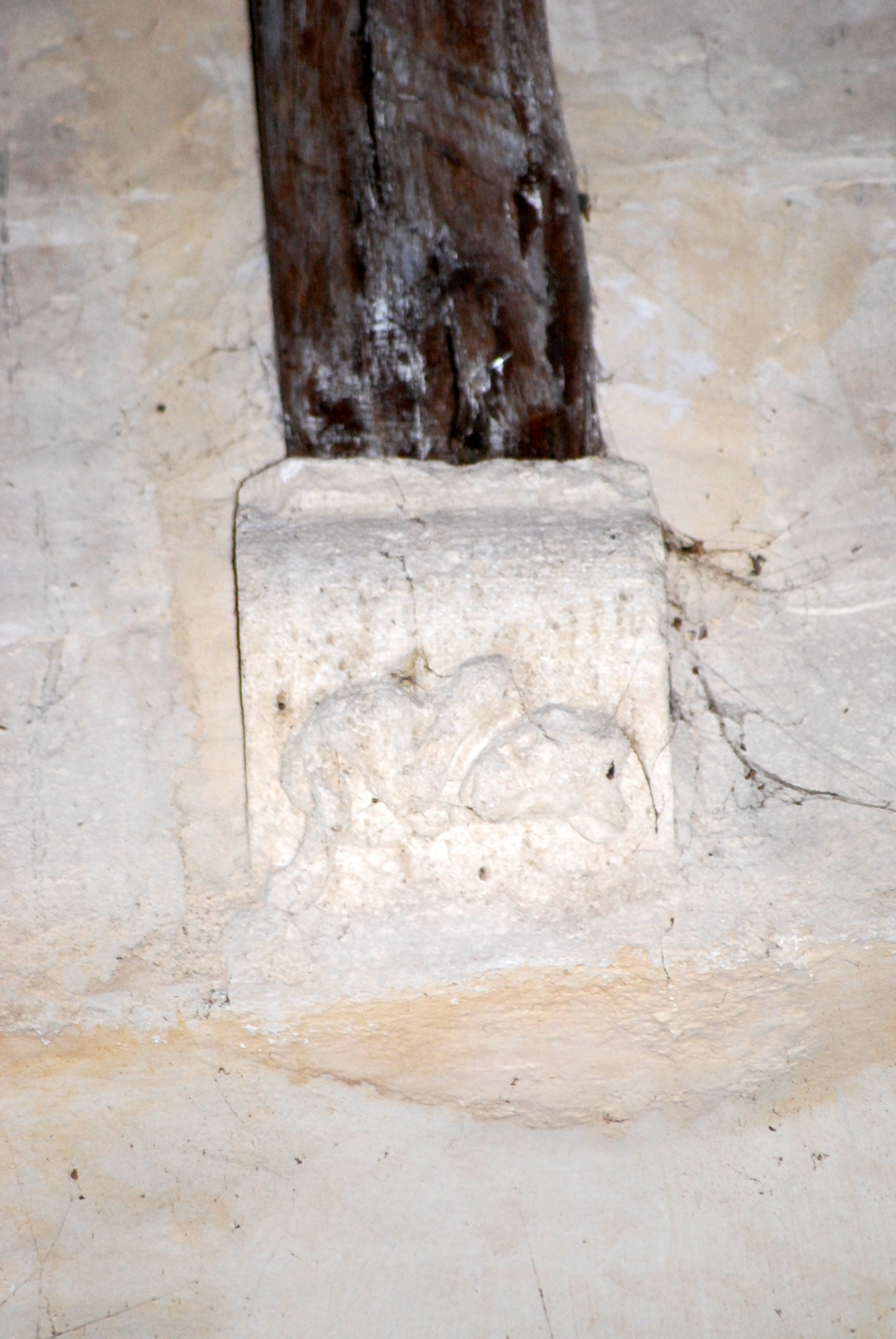
Console gothique
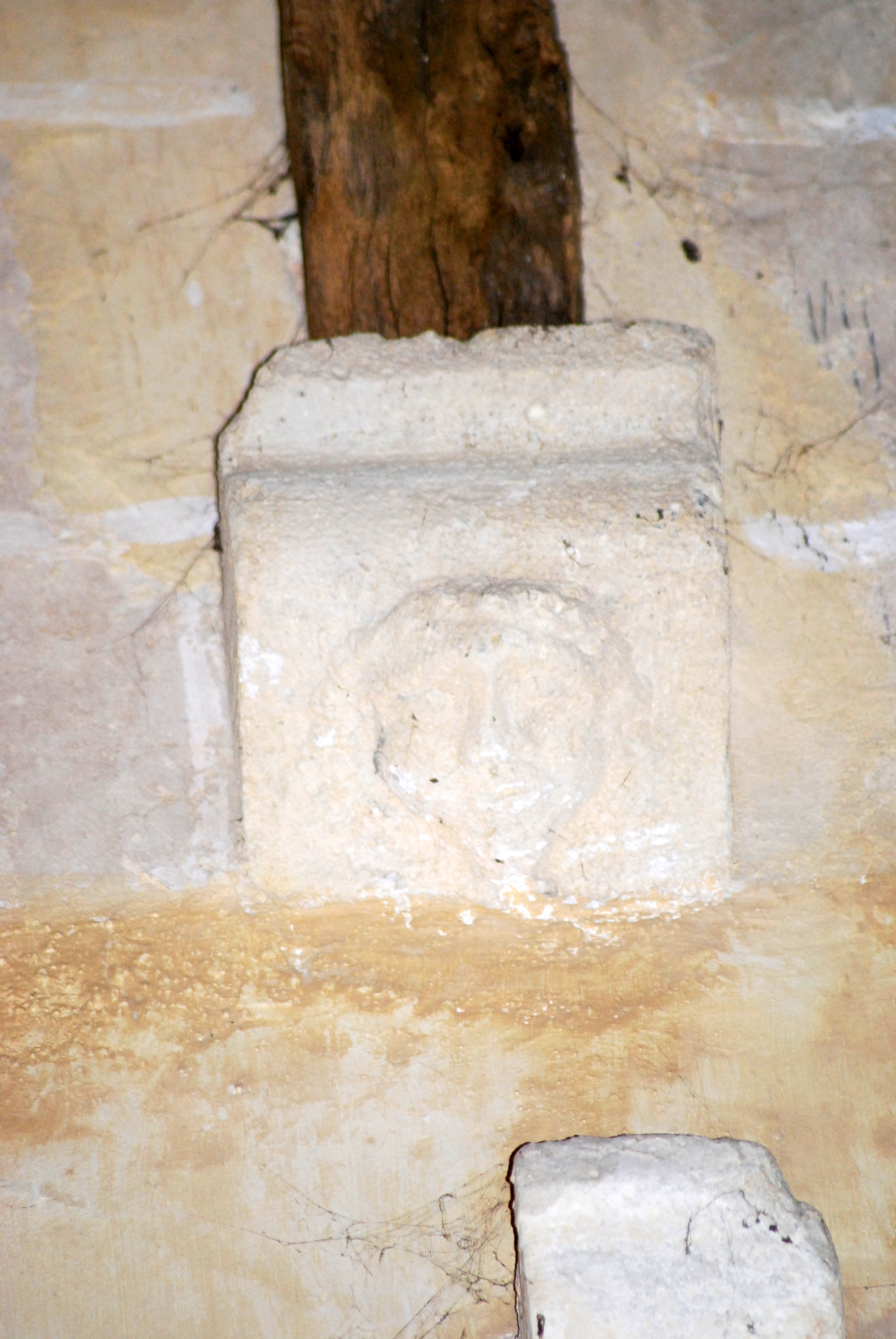
Console gothique

## Les modillons de la corniche
Le programme modillonaire de la corniche du chevet est de toute première importance. Les 45 modillons sont illustrés dans la galerie ci-dessous, commençant sur le mur sud du chevet et en progressant vers le mur nord. Il est possible que l'atelier avait l'intention d'introduire des personnages dans le bandeau tressé du chanfrein de la corniche. On voit un homme couché, caressant sa barbe, au-dessus du modillon no 1, mais il est le seul dans le bandeau.
La moitié nord de la série, modillons nos 21 à 45, sont des représentations géométriques et végétales (entrelacs, lianes et feuilles), sauf les nos 36 et 37, qui sont des masques démoniaques. La qualité des sculptures est variable, allant de la malhabileté de l’apprenti à l’œuvre du sculpteur confirmé. La moitié sud, modillons 1 à 20, donne des exemples de la quasi-totalité de la panoplie de la typologie de la dénonciation de la luxure.
Les modillons nos 9 à 2 donnent une leçon de moralité contre l'adultère — Une série de modillons ou de chapiteaux qui racontent une histoire doivent être lus, habituellement, de droite à gauche. —
Sur le modillon no 9, une femme mariée (elle porte une guimpe) est en pleine lecture, sans doute un livre saint ; à côté d'elle (no 8), un homme lui tend un fruit de la tentation, tout en lissant sa barbe (voir les « lisseurs de barbe » pour le sens sexuel de ce geste) ; puis, les nos 7 et 6 présentent un lapin et un sonneur de cor, deux symboles de la sexualité ; les modillons suivants (nos 5 et 4) représentent un homme et une femme qui s'enlacent, puis en train de copuler ; l'avant-dernier modillon de la série (no 3) montre une femme qui a mis sa main dans la gueule d'un monstre. Le dernier modillon (no 2) est une mise en garde contre l'Eucharistie sacrilège : on voit deux rapaces affrontés qui tiennent dans leur bec une hostie en forme de losange, mais entre leurs serres on voit les fruits sphériques, le fruit défendu de l'arbre de la connaissance du bien et du mal. La représentation est une parodie de la représentation eucharistique ou deux colombes boivent ensemble dans un calice. La leçon de moralité limpide.
Parmi les autres modillons du mur sud, on voit :
- no 9 : un homme qui chevauche à cru une bête à cornes (donc diabolique),
- no 12 : un penseur ou le méditatif parvenu à la tranquilitas animi,
- no 13 : deux hommes à genoux, les bras enlacés derrière le dos, une mise en garde entre les relations masculines « impures »,
- no 15 : un monstre tirant la langue,
- no 17 : la femme « impudique » qui écarte ses cuisses et tire sur sa vulve avec ses mains (Sheela Na Gig),
- no 19 : un tonnelet de vin, symbole de l'ivresse,
- no 20 : une sirène-oiseau.

L'interactivité est très fréquente entre deux modillons adjacents, soit l'exemple et le contre-exemple, soit le renforcement du symbole du péché.

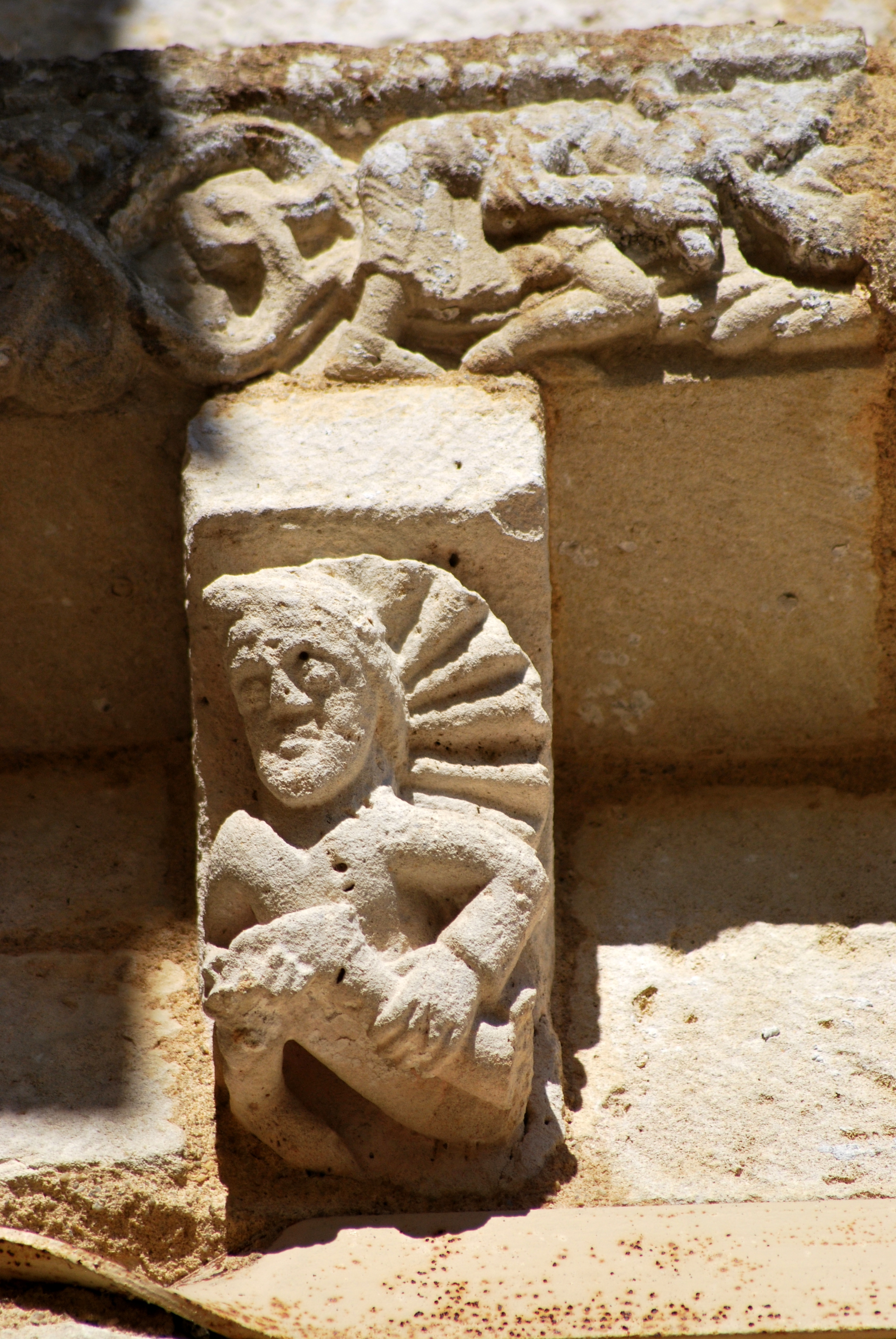
1
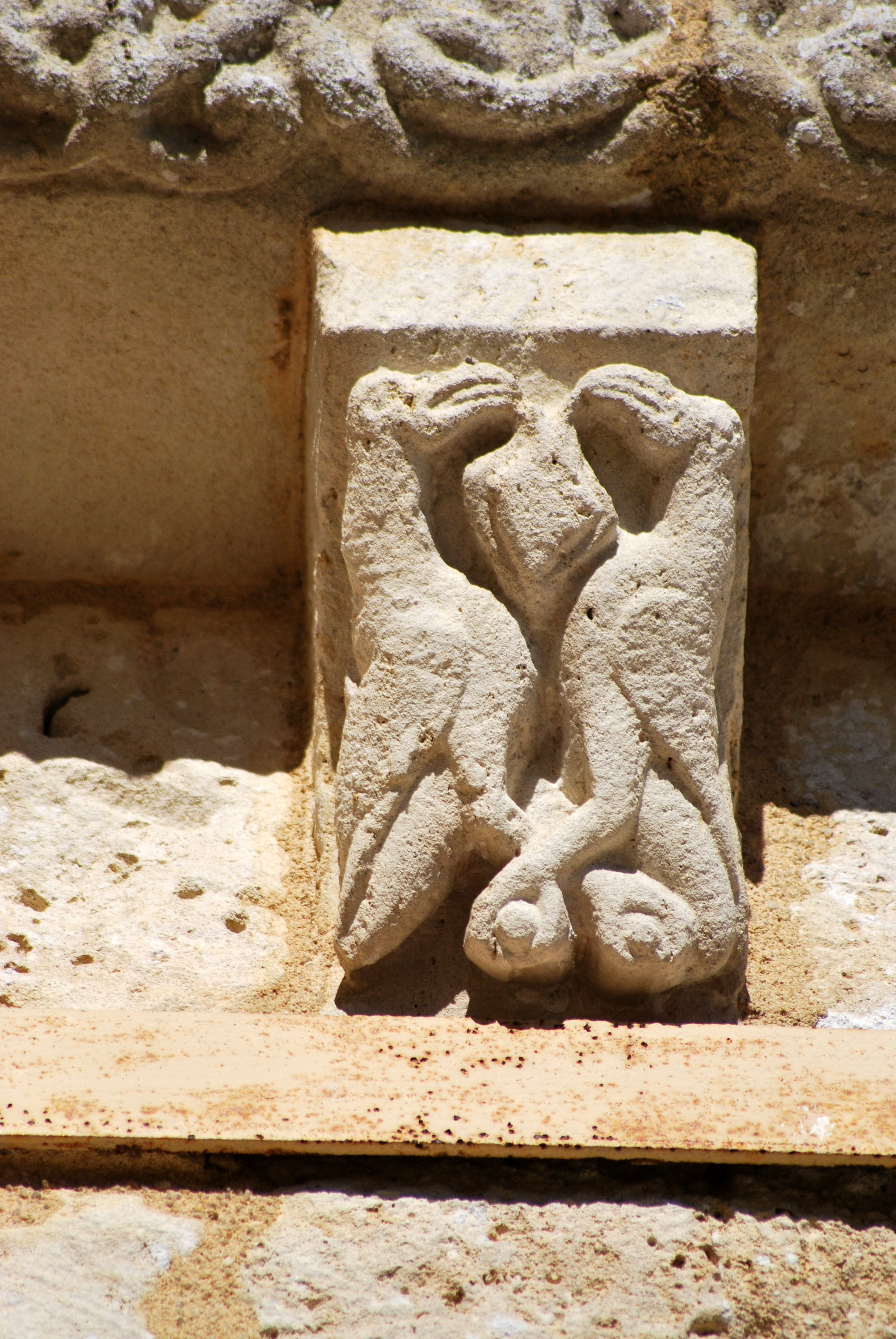
2
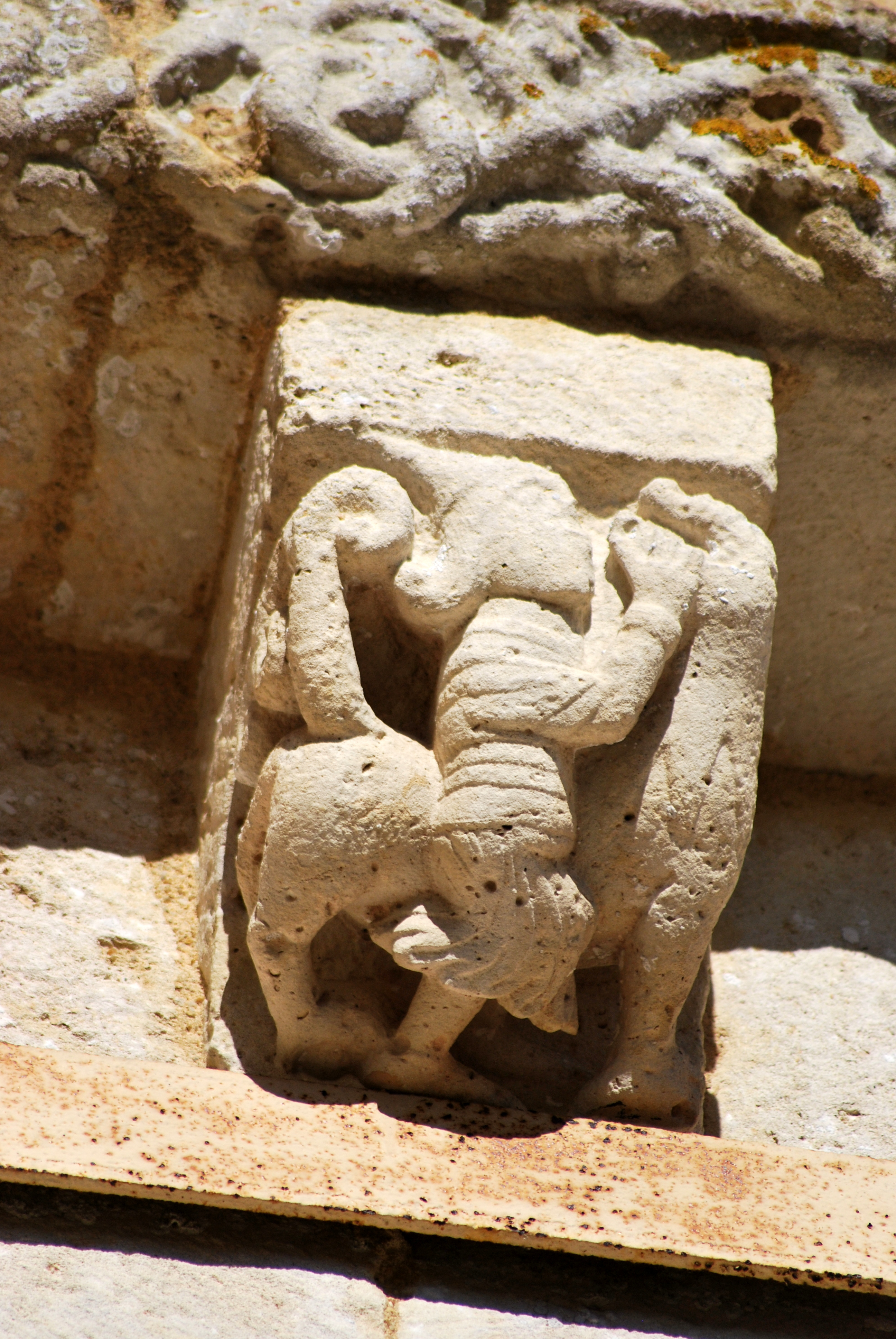
3
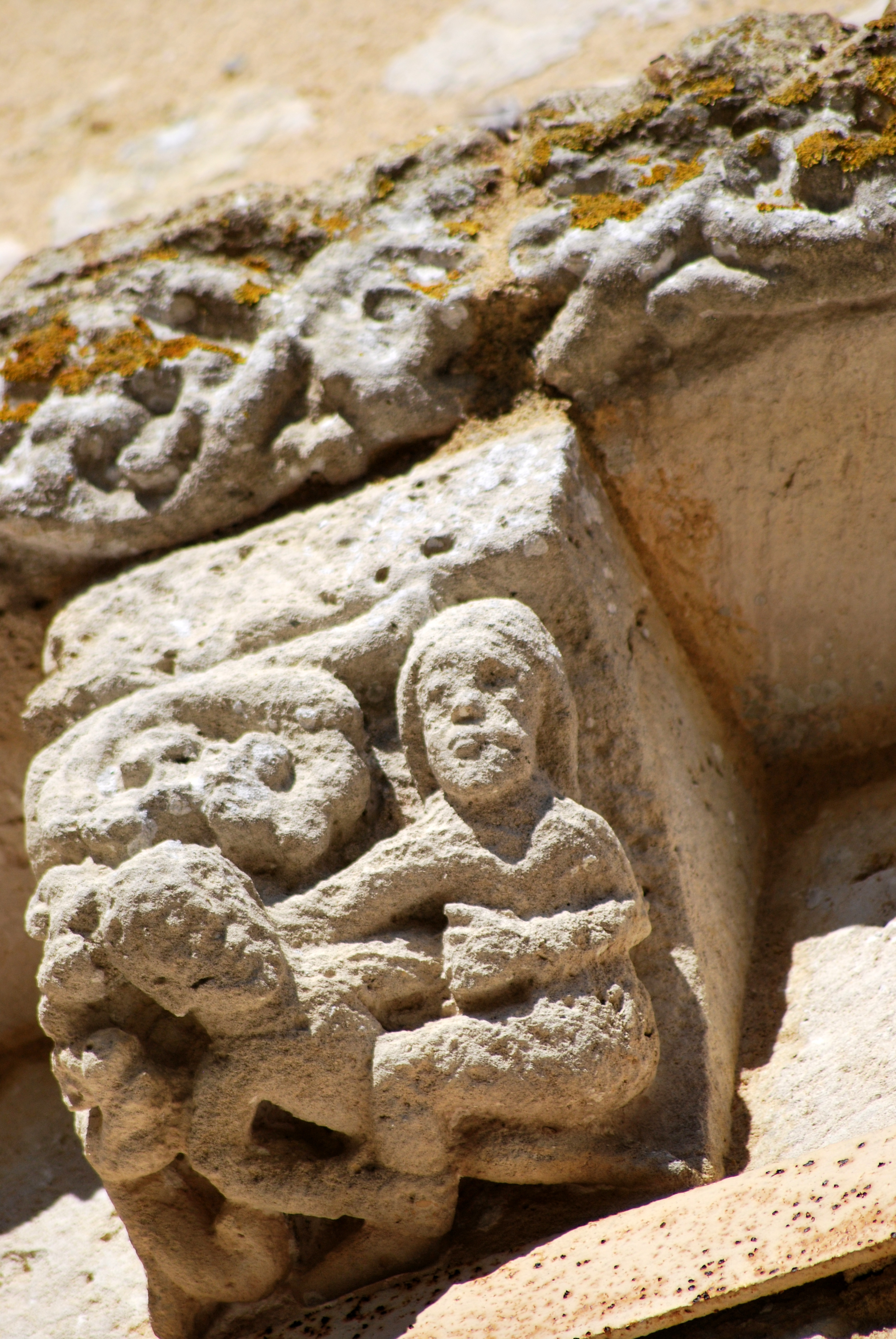
4
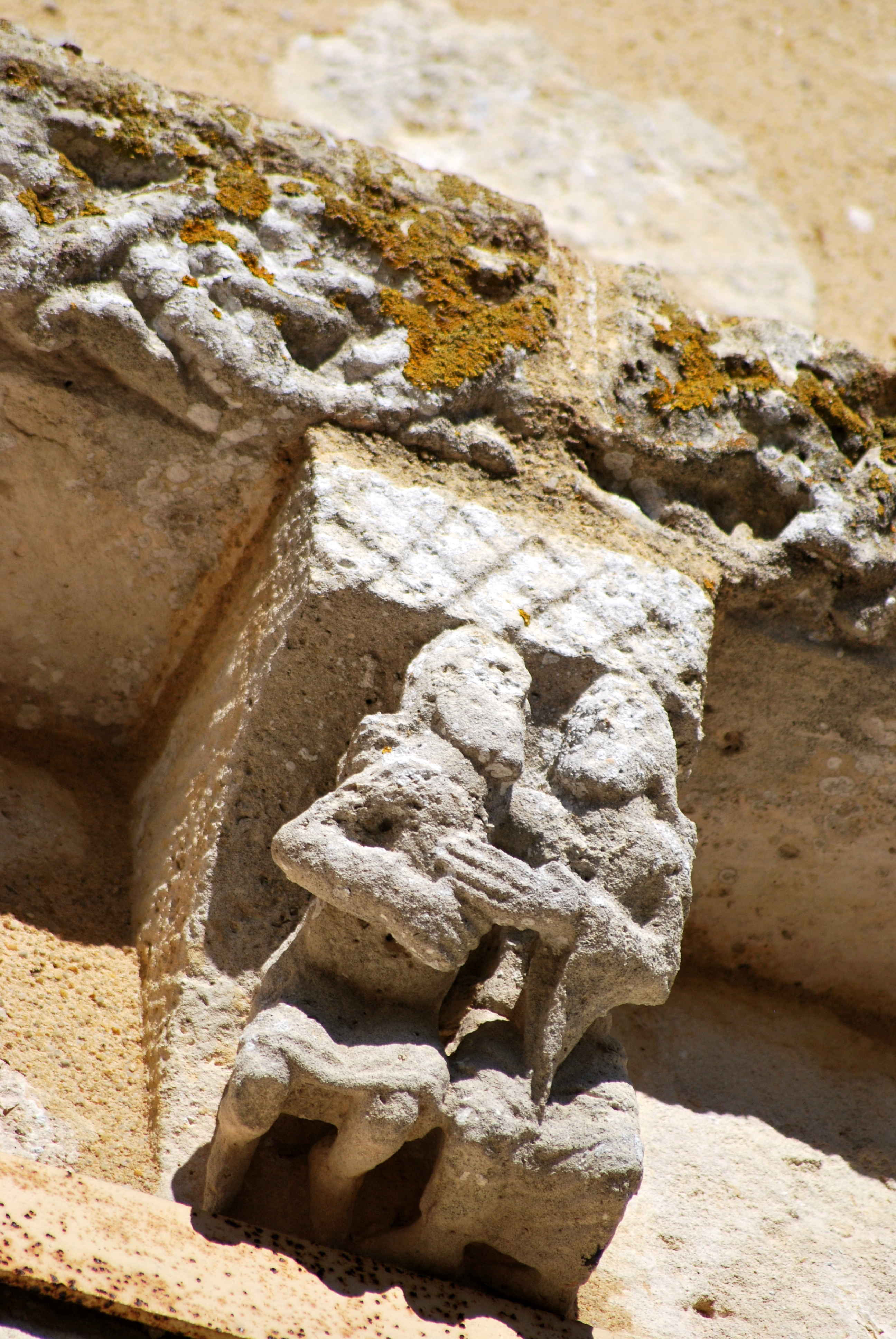
5
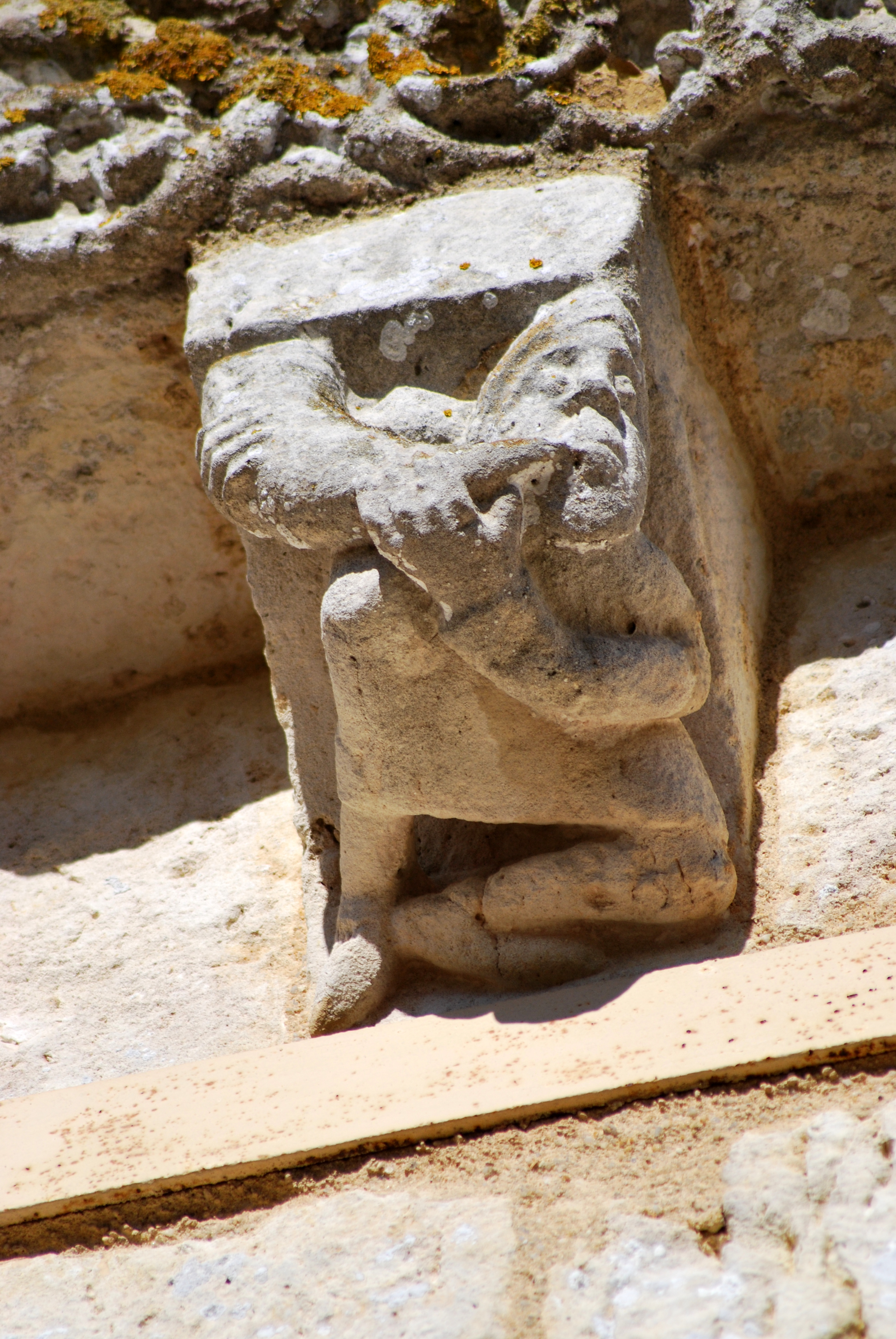
6
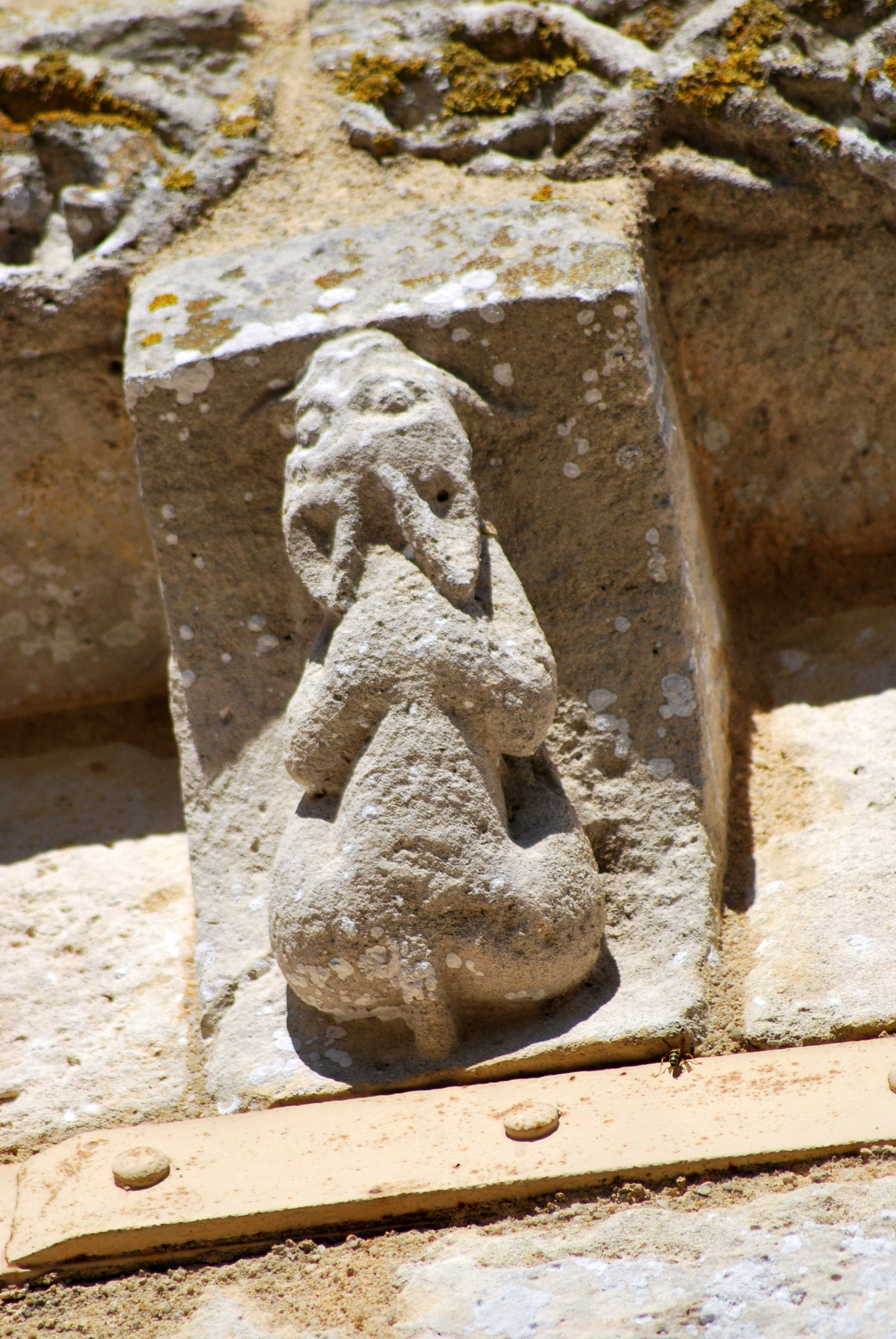
7
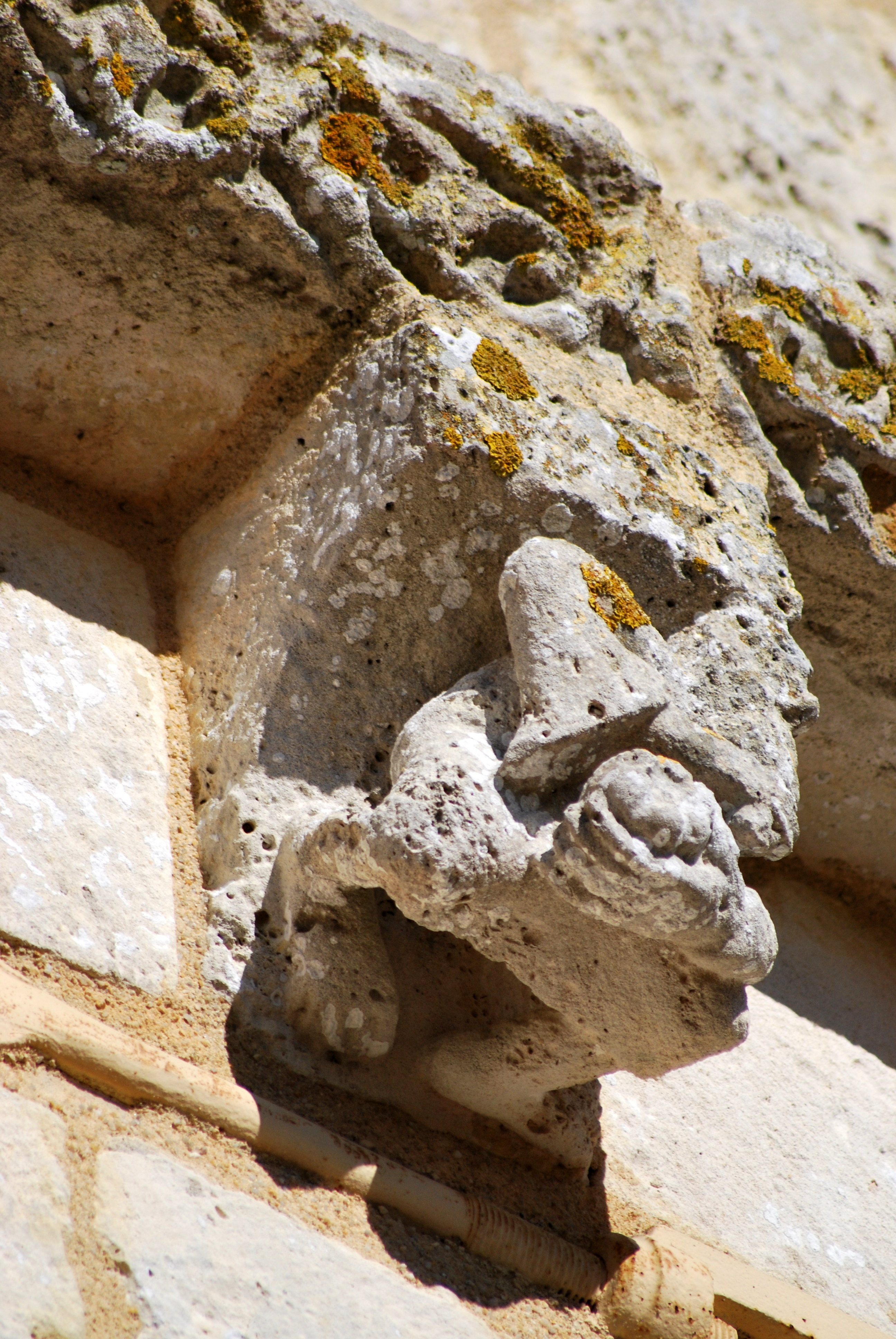
8
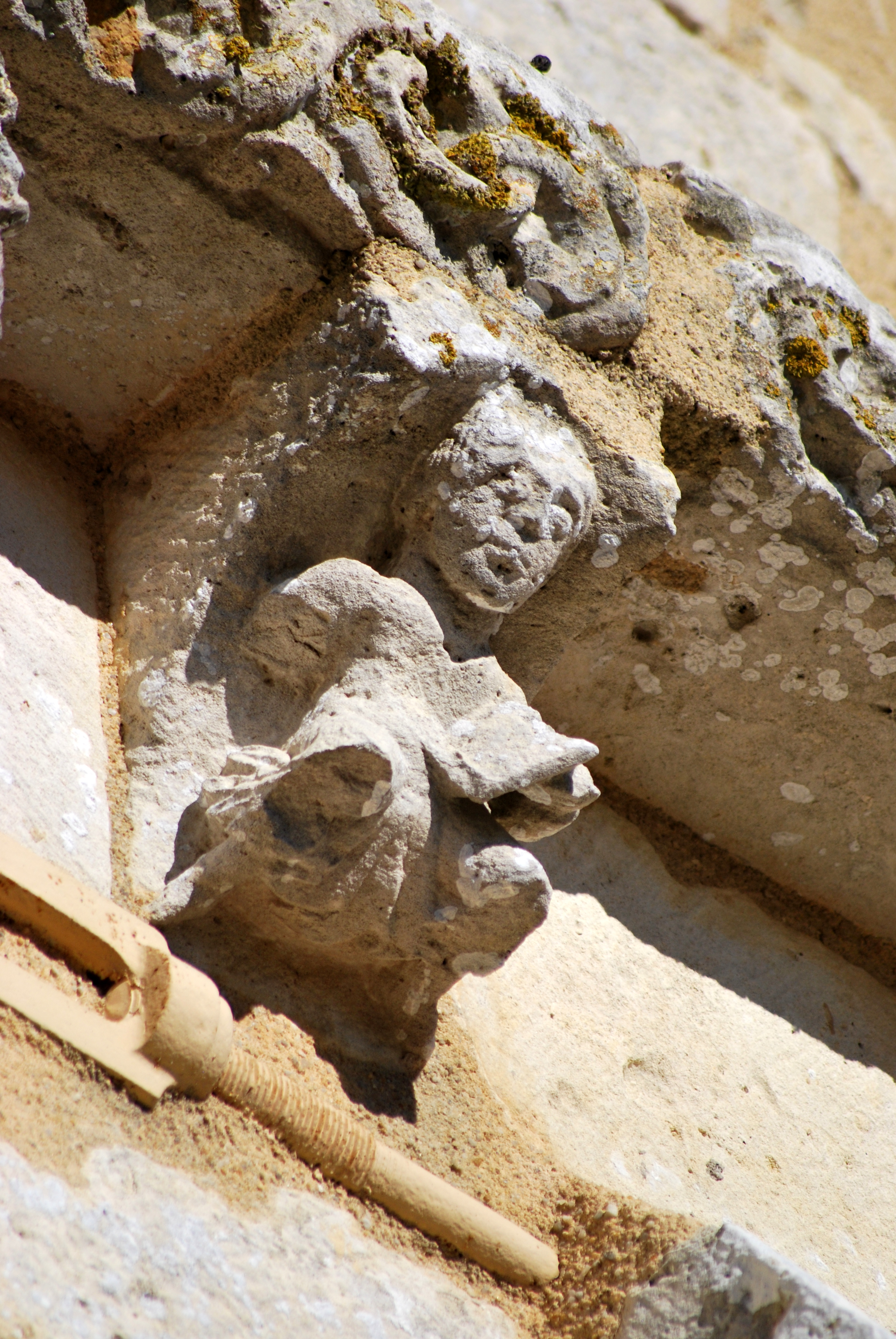
9
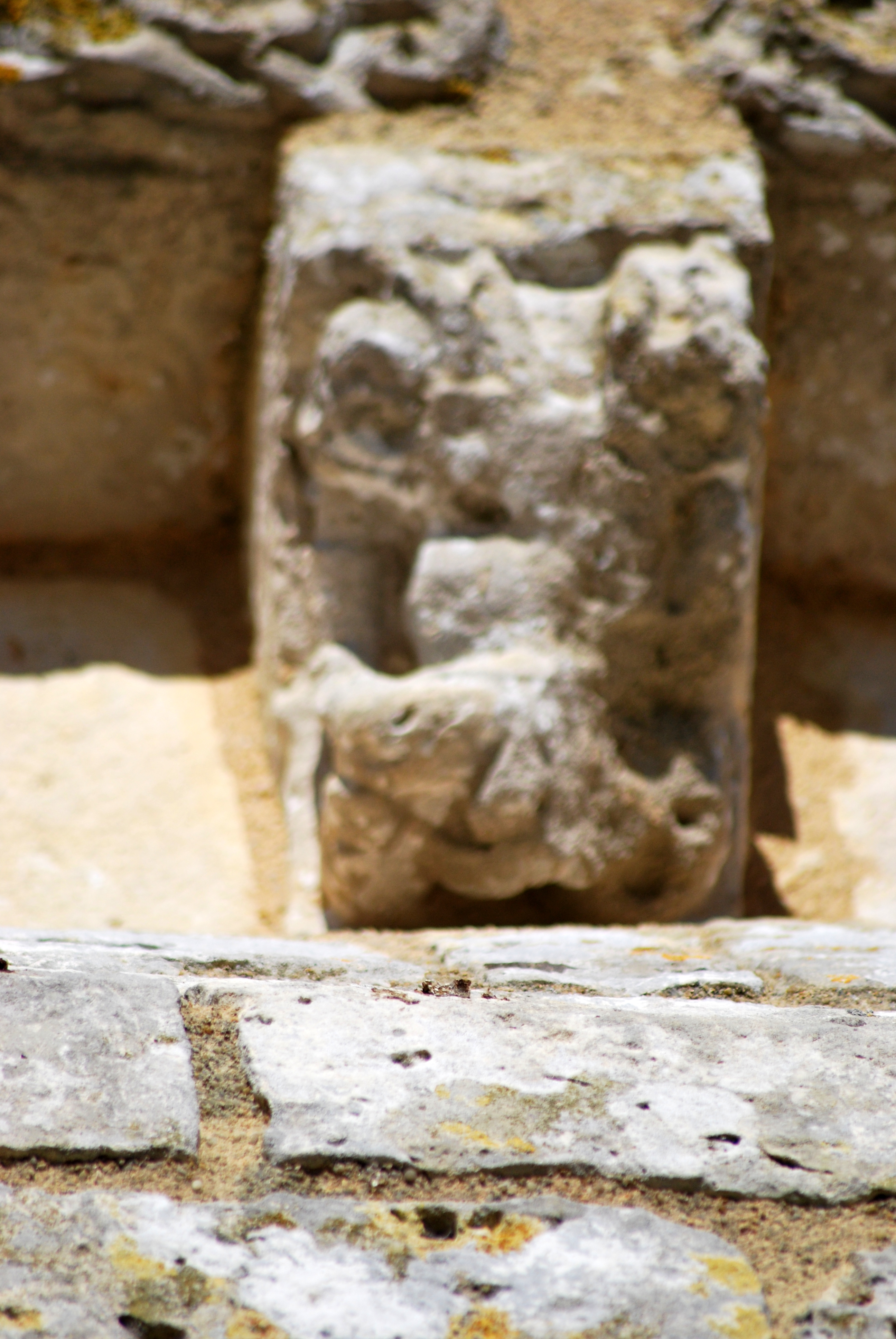
10
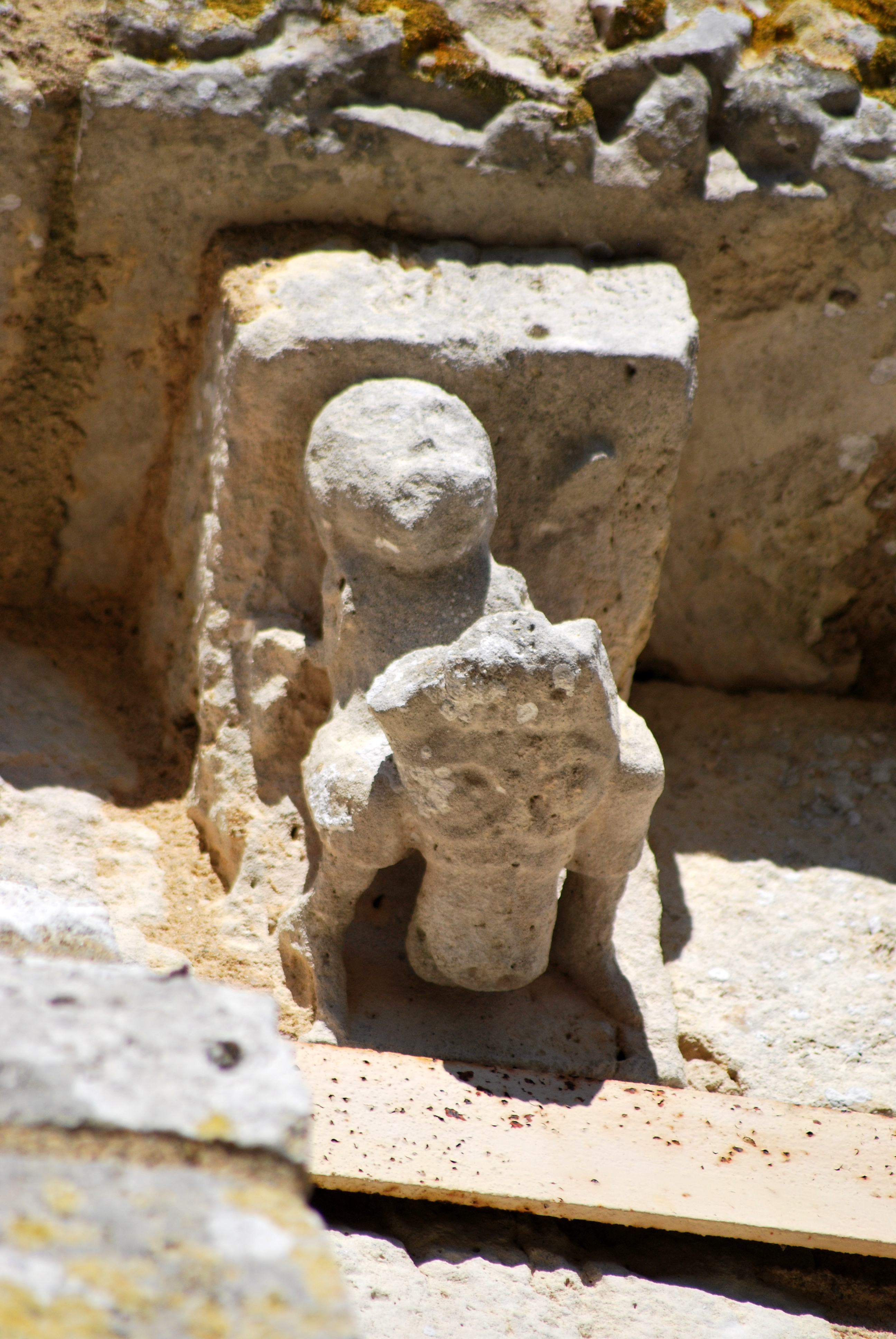
11
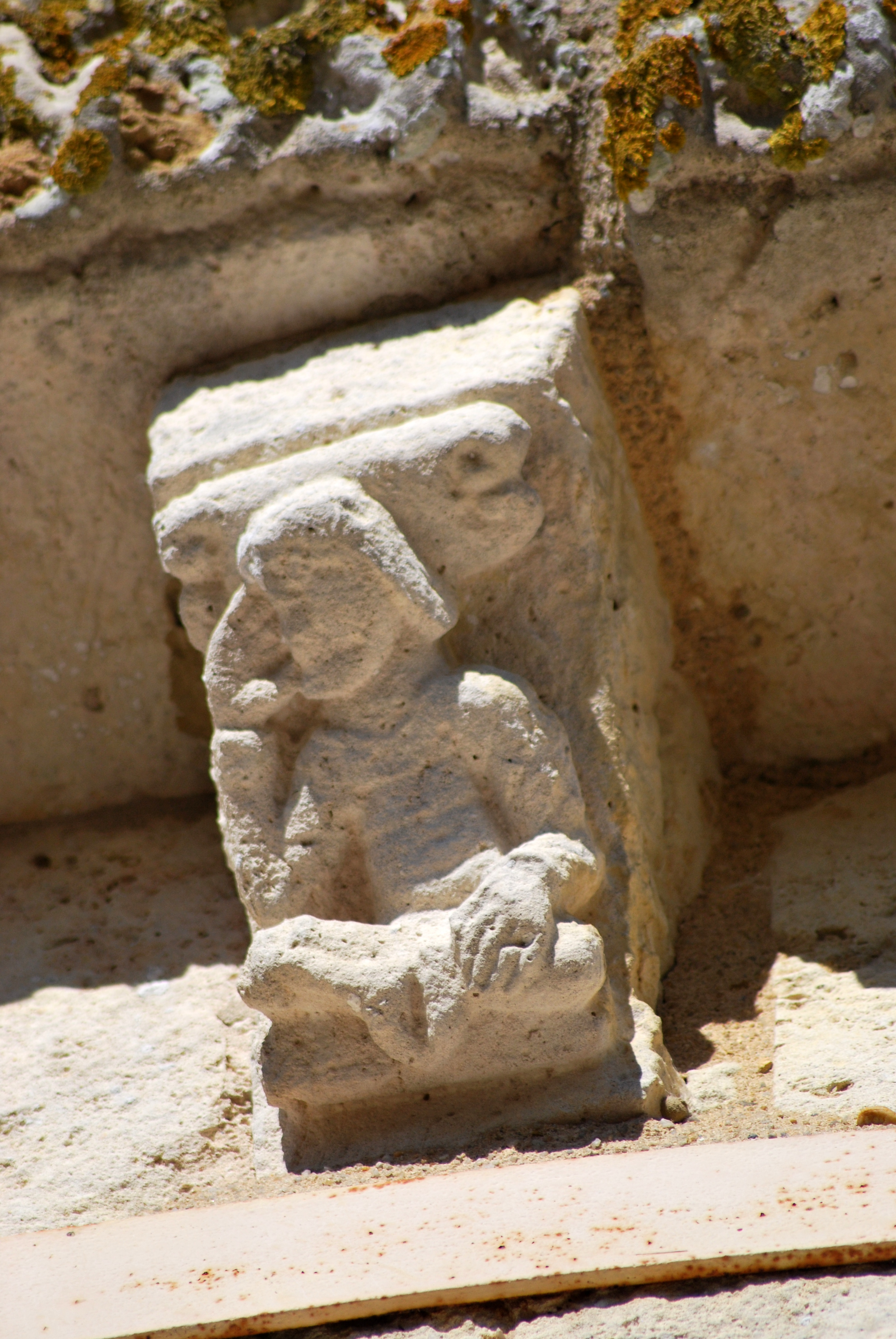
12
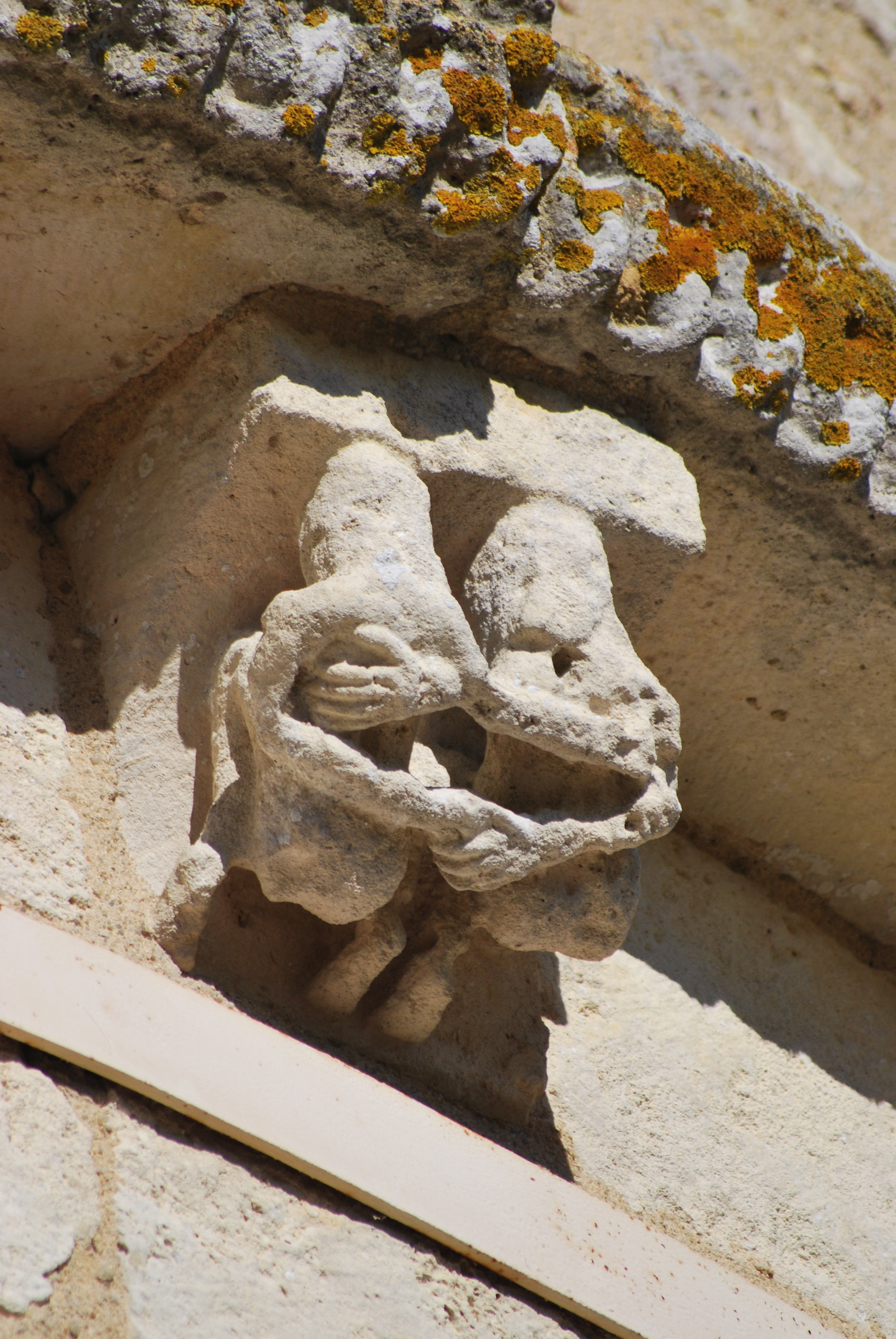
13
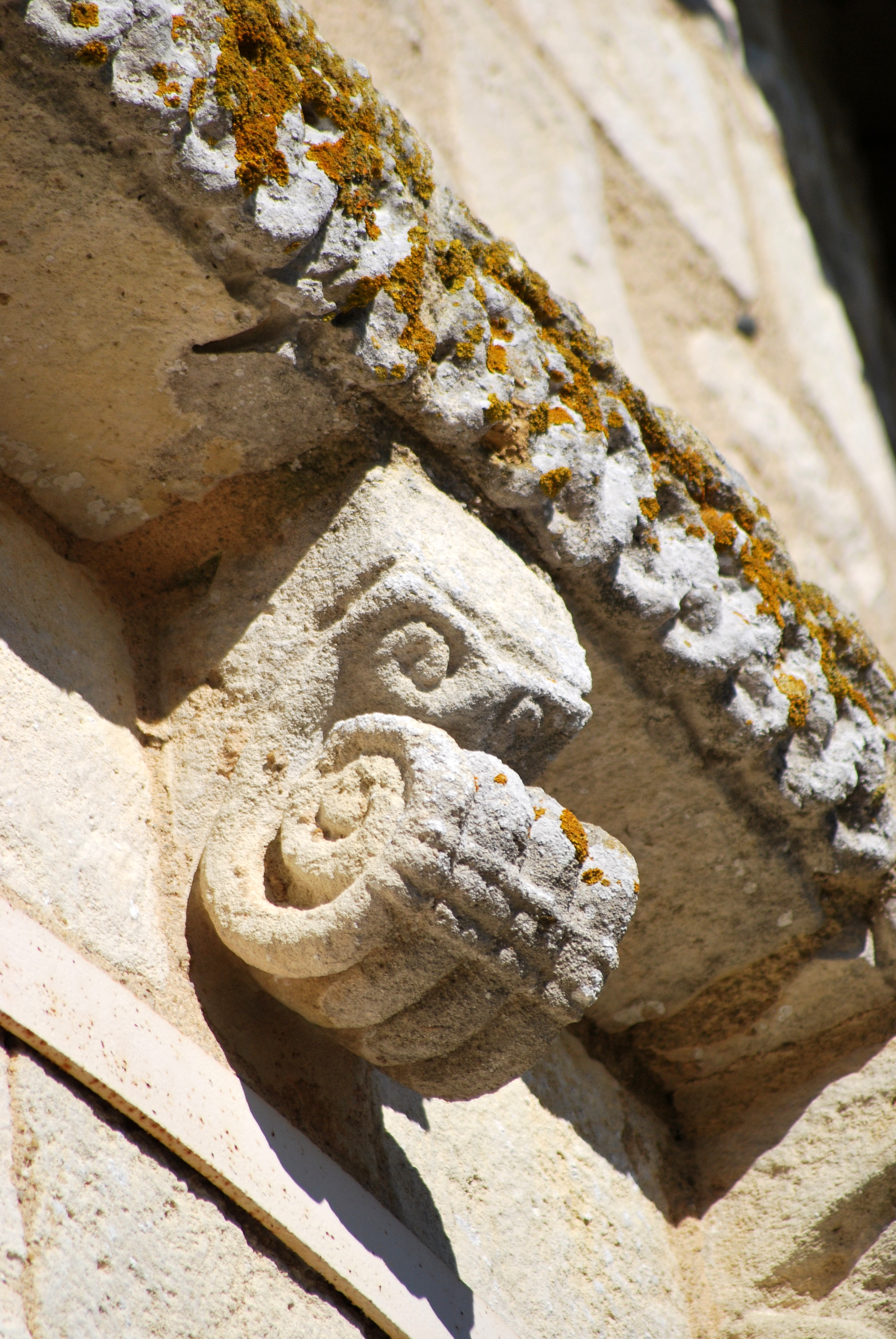
14
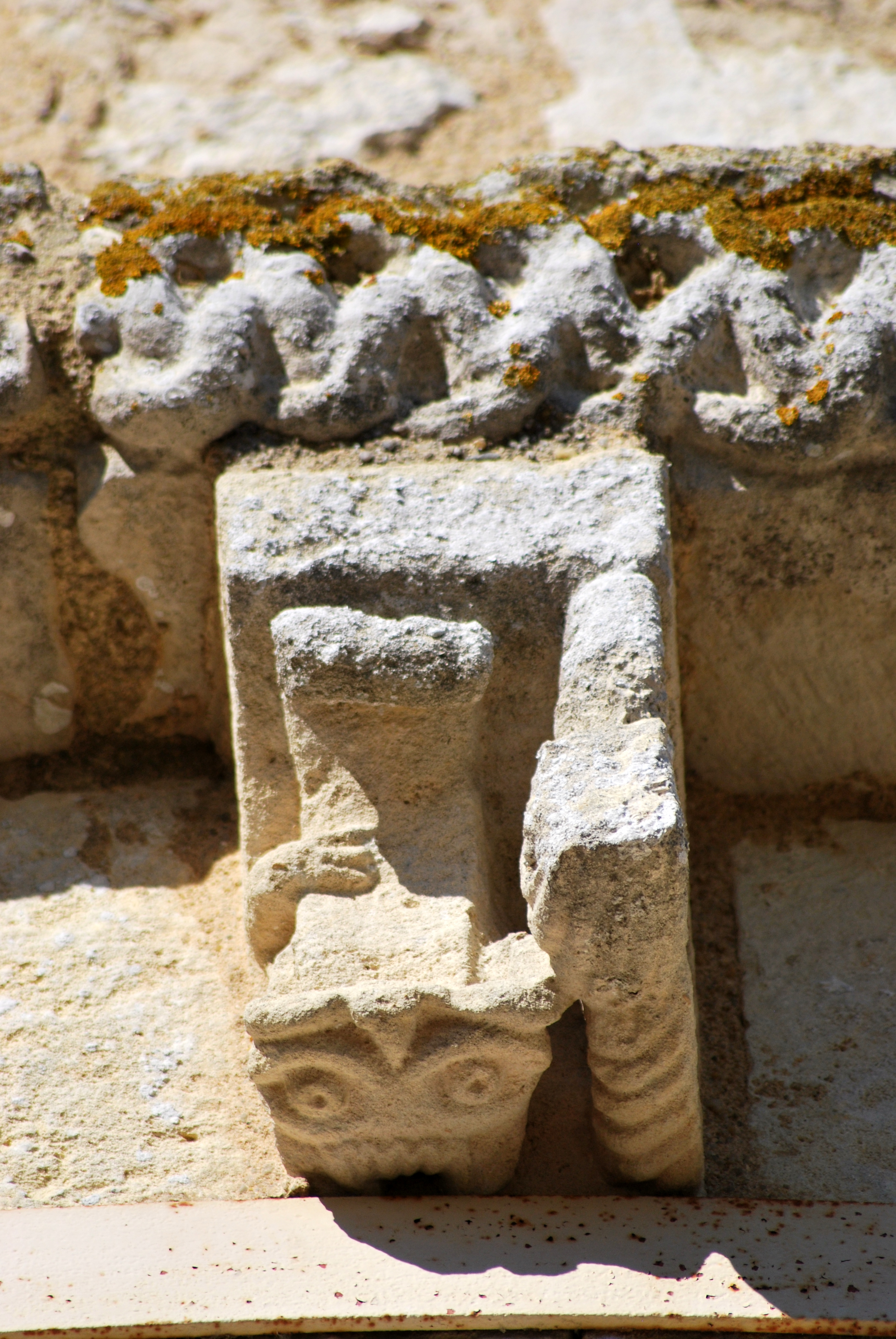
15
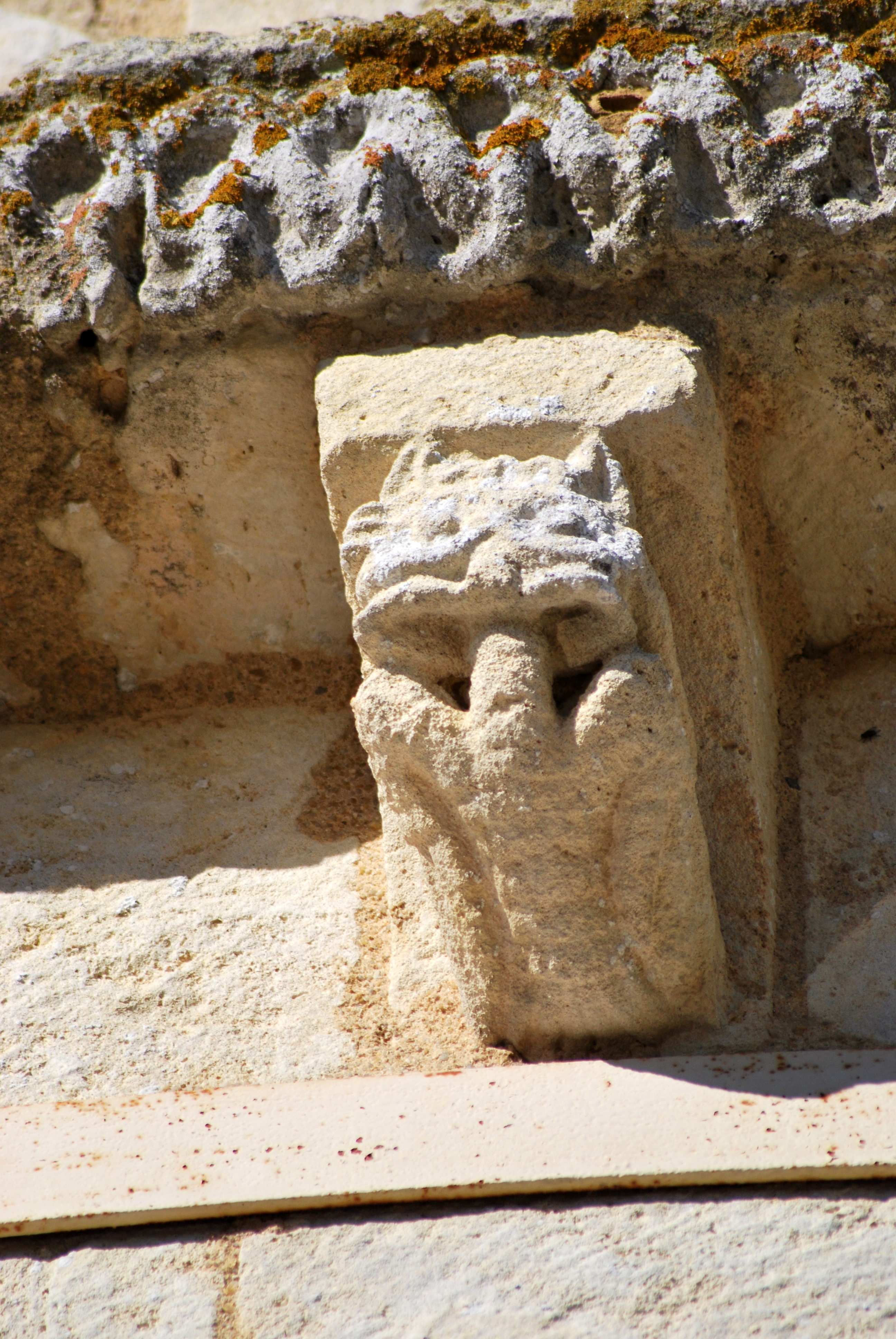
16
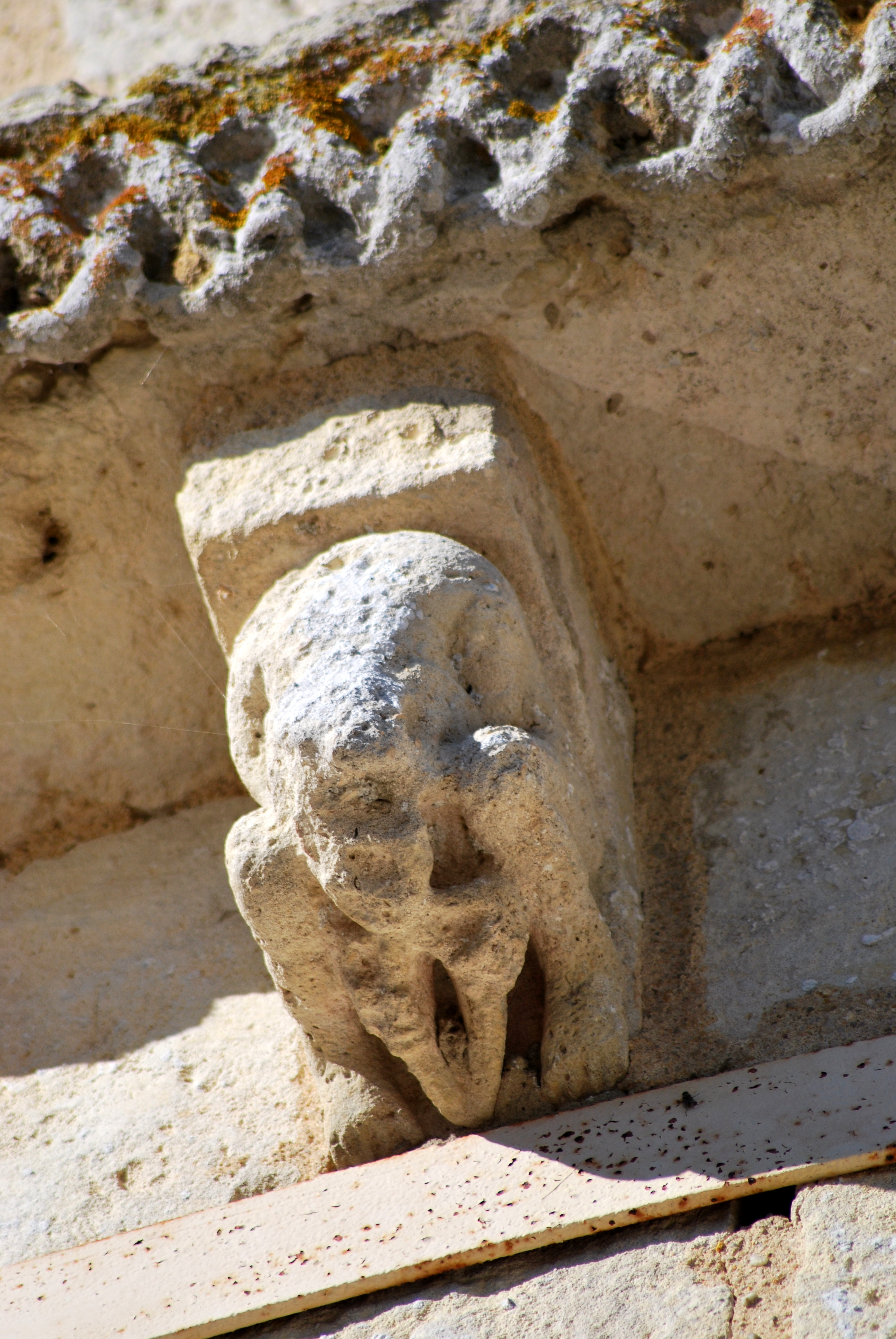
17
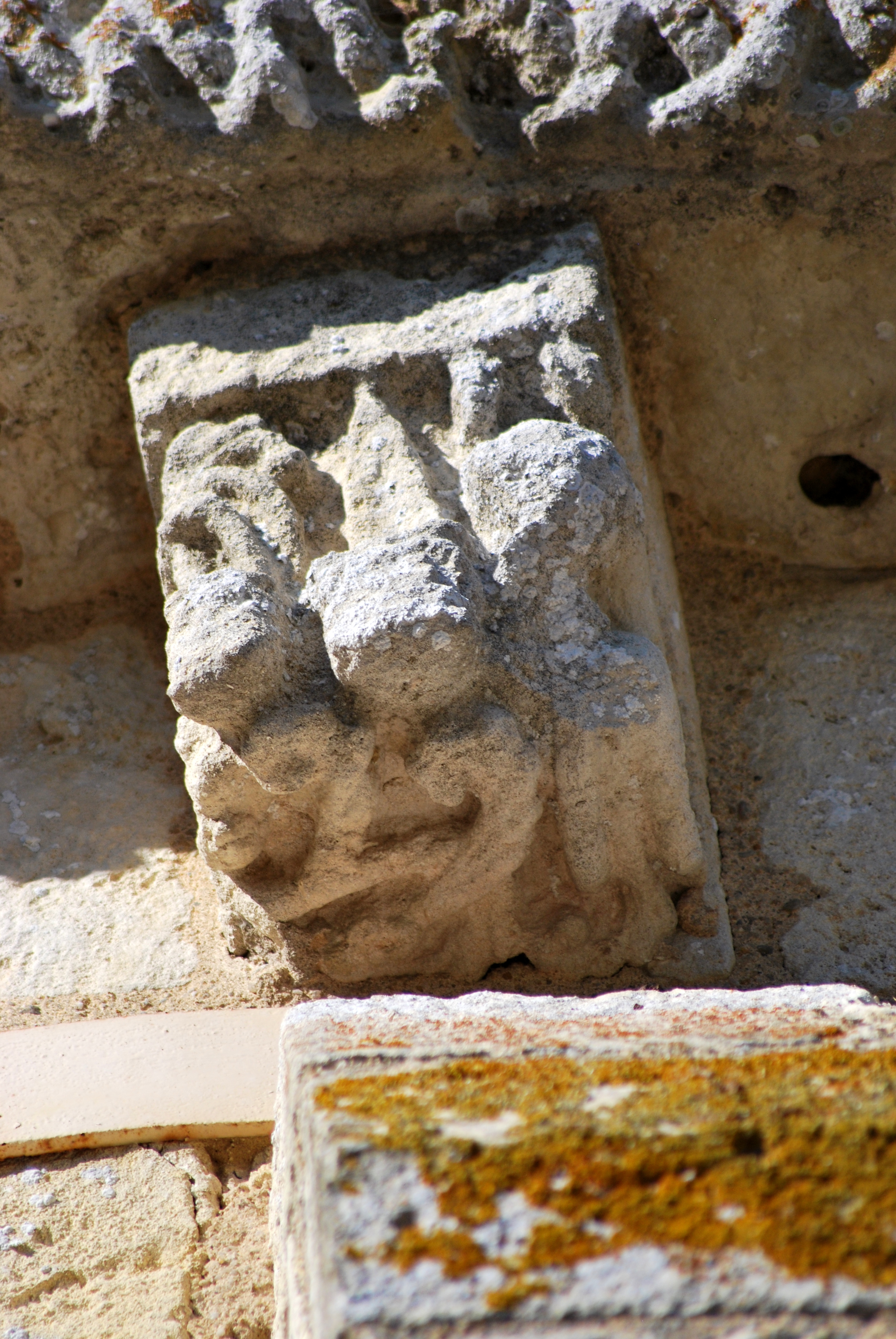
18
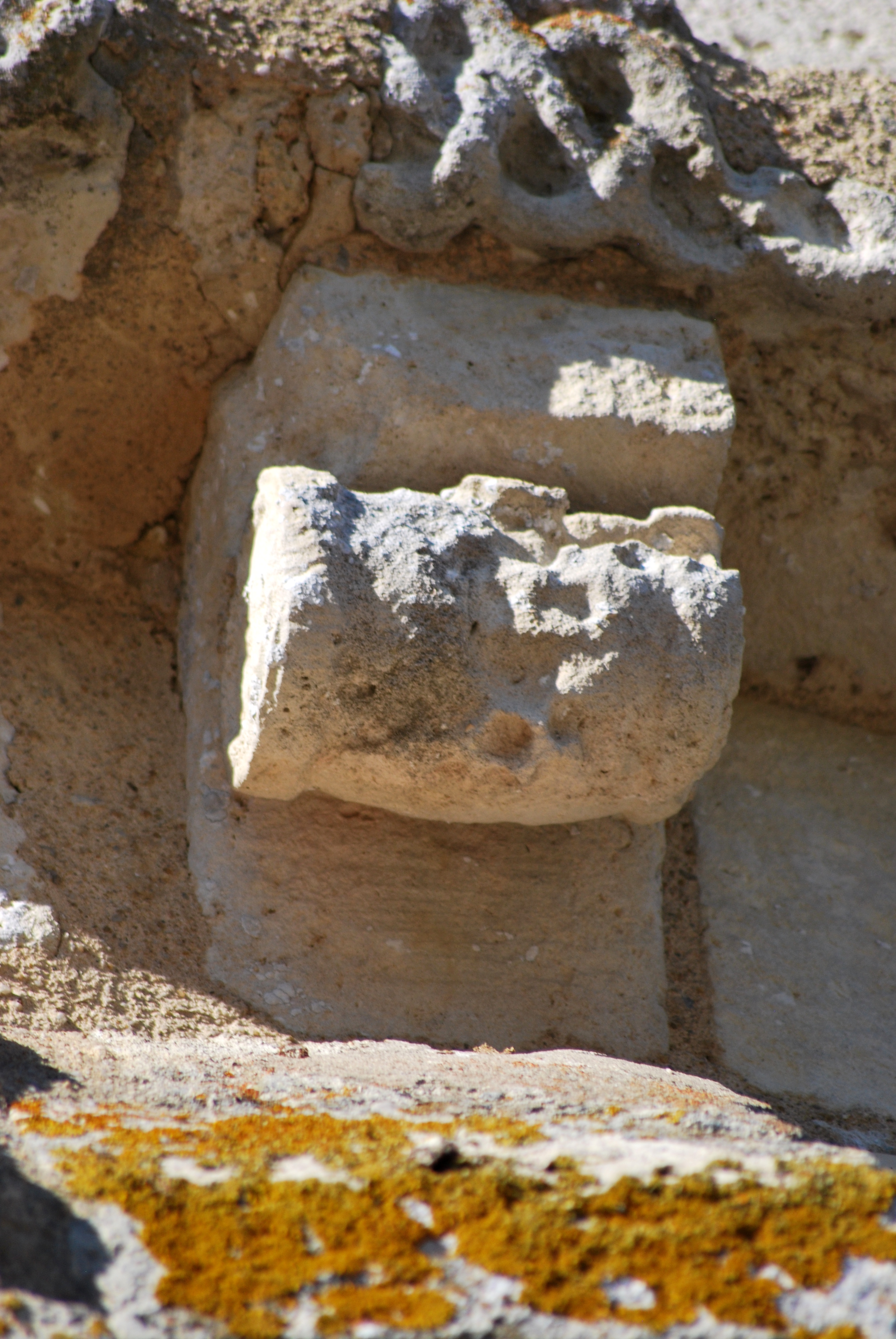
19
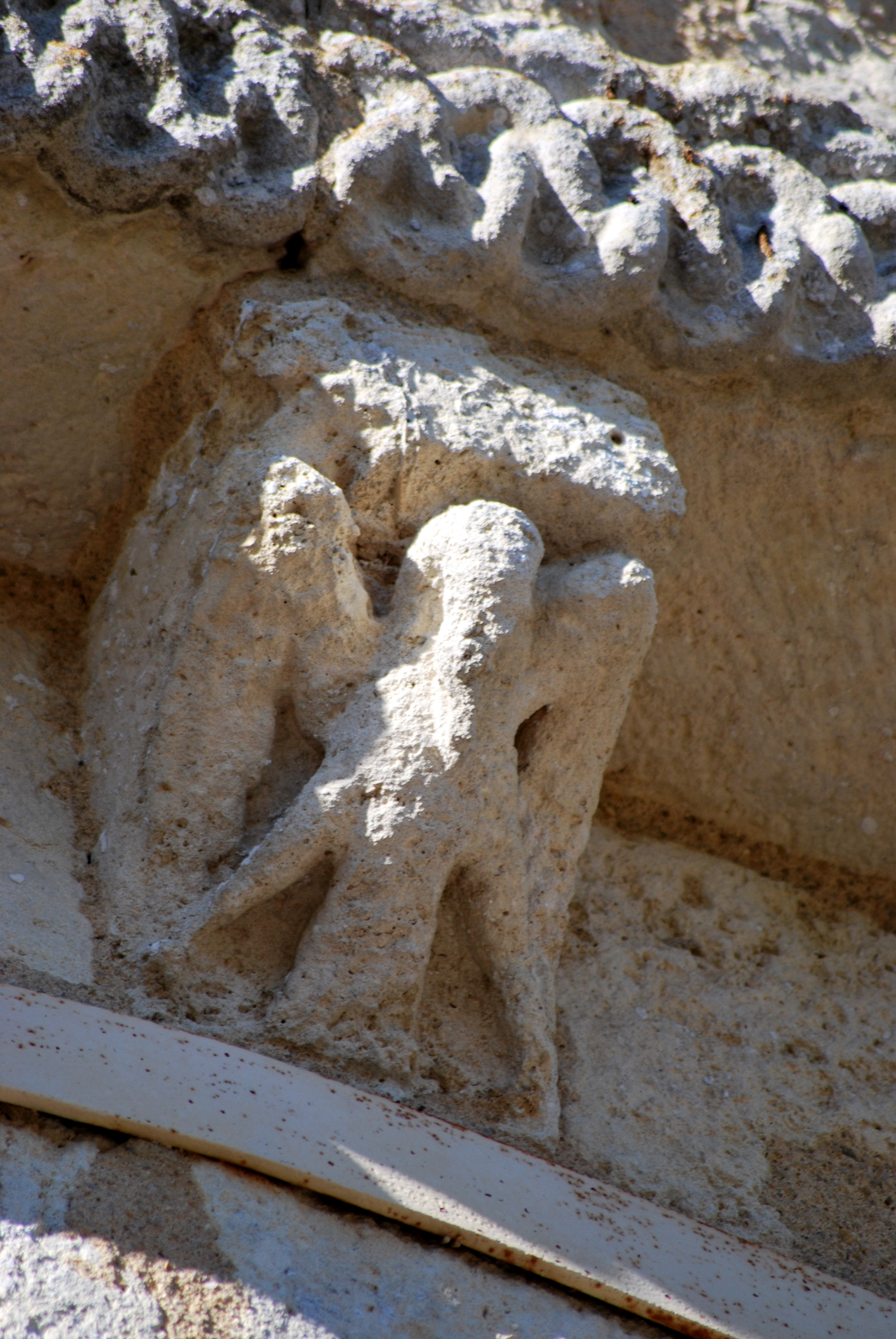
20
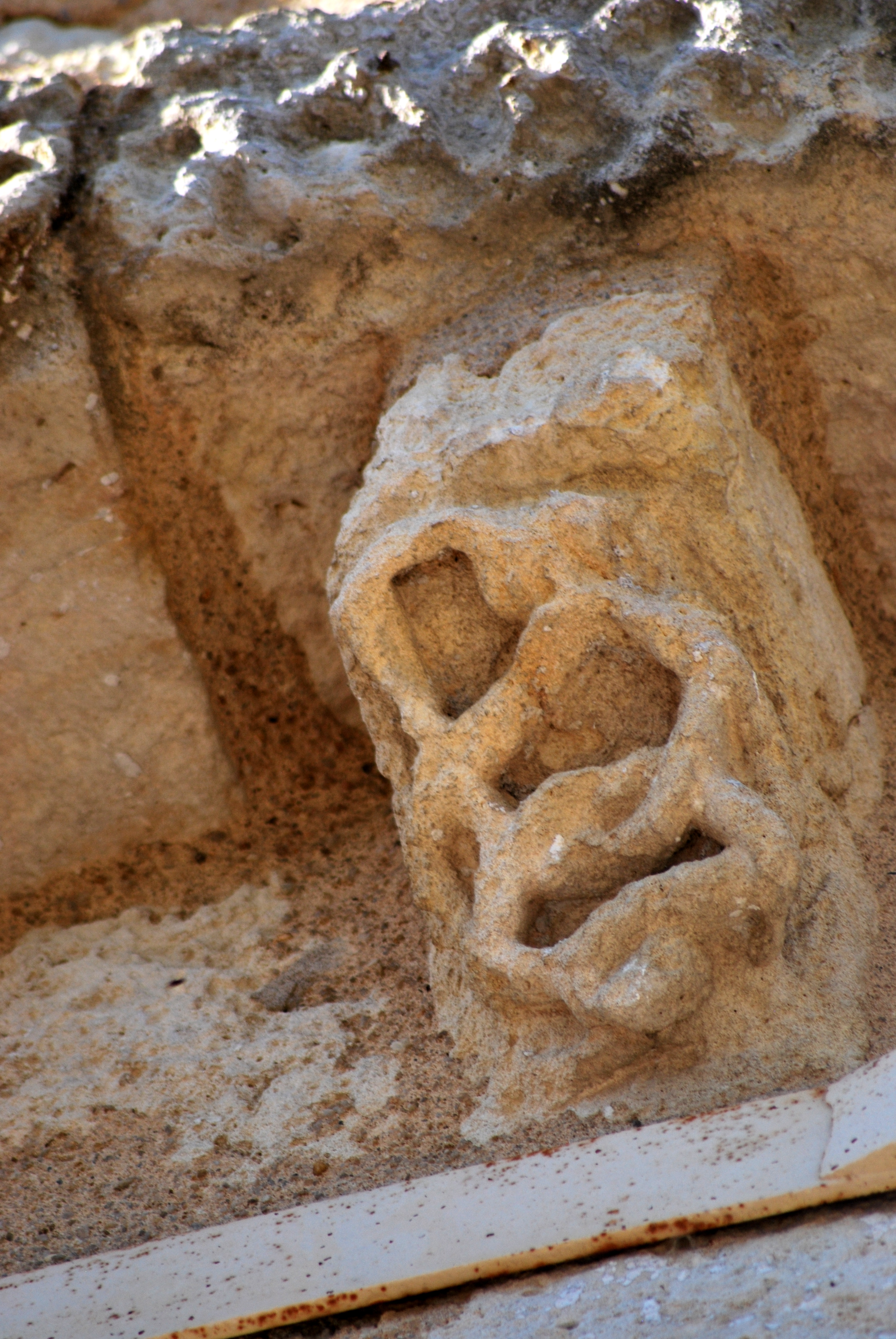
21
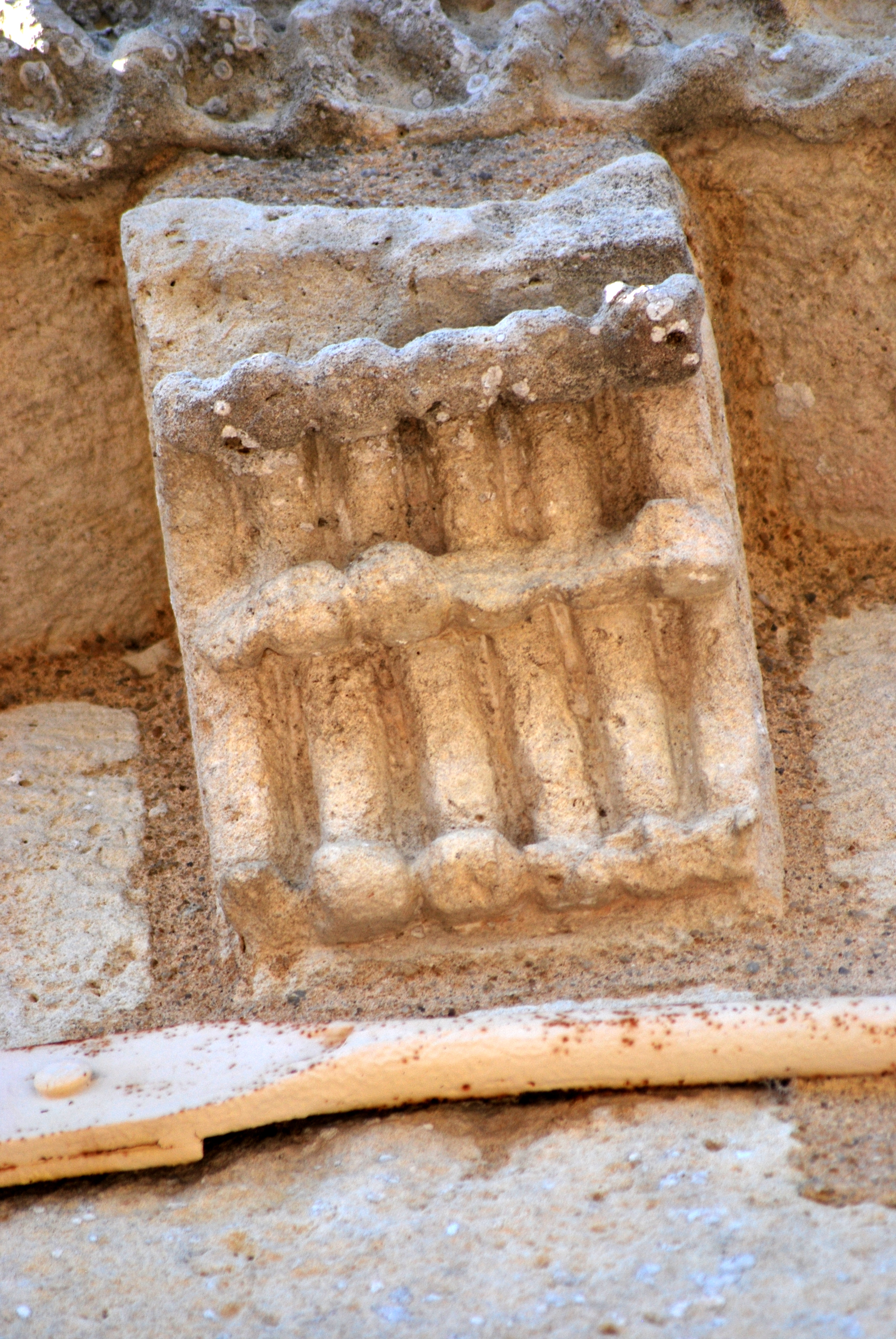
22
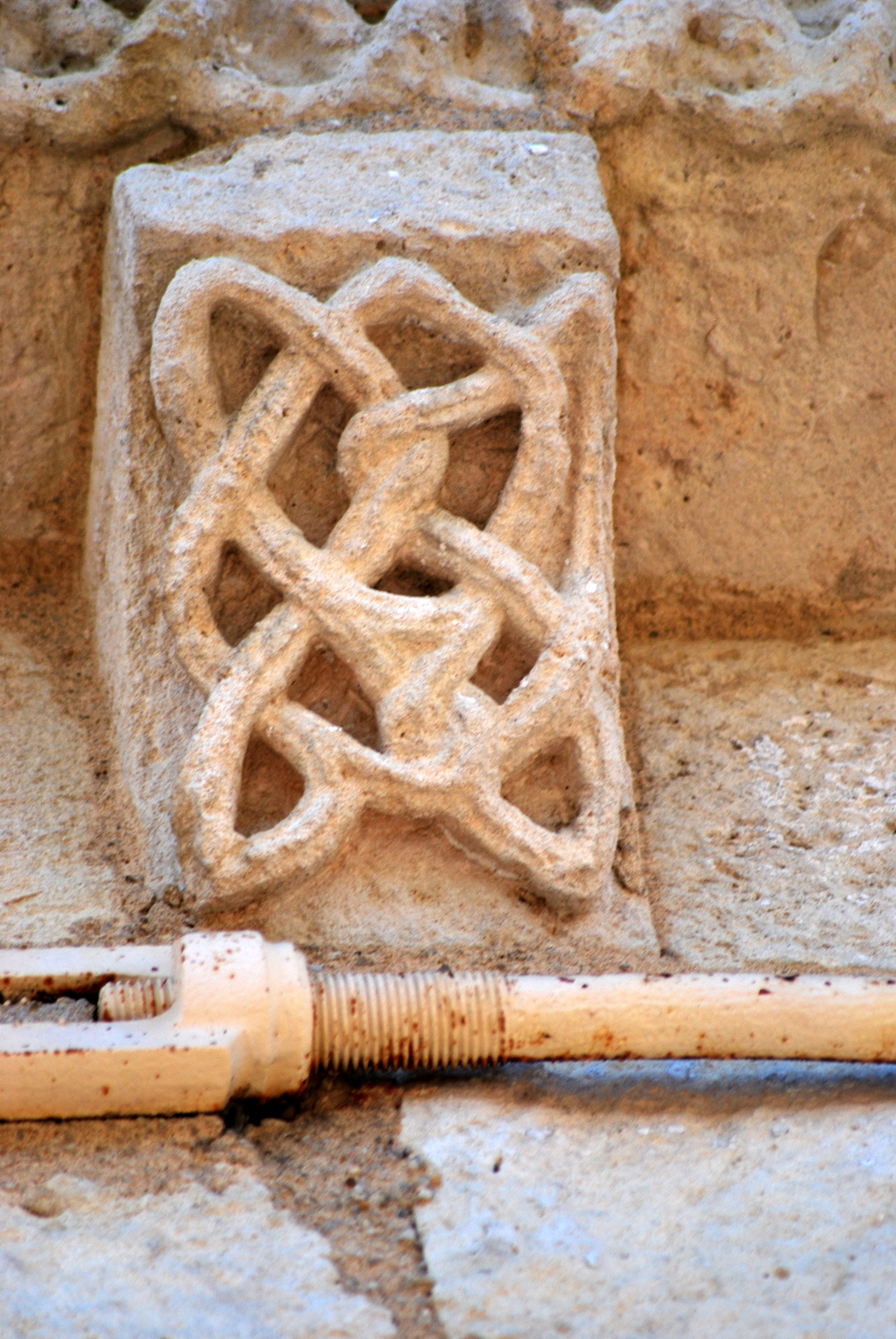
23
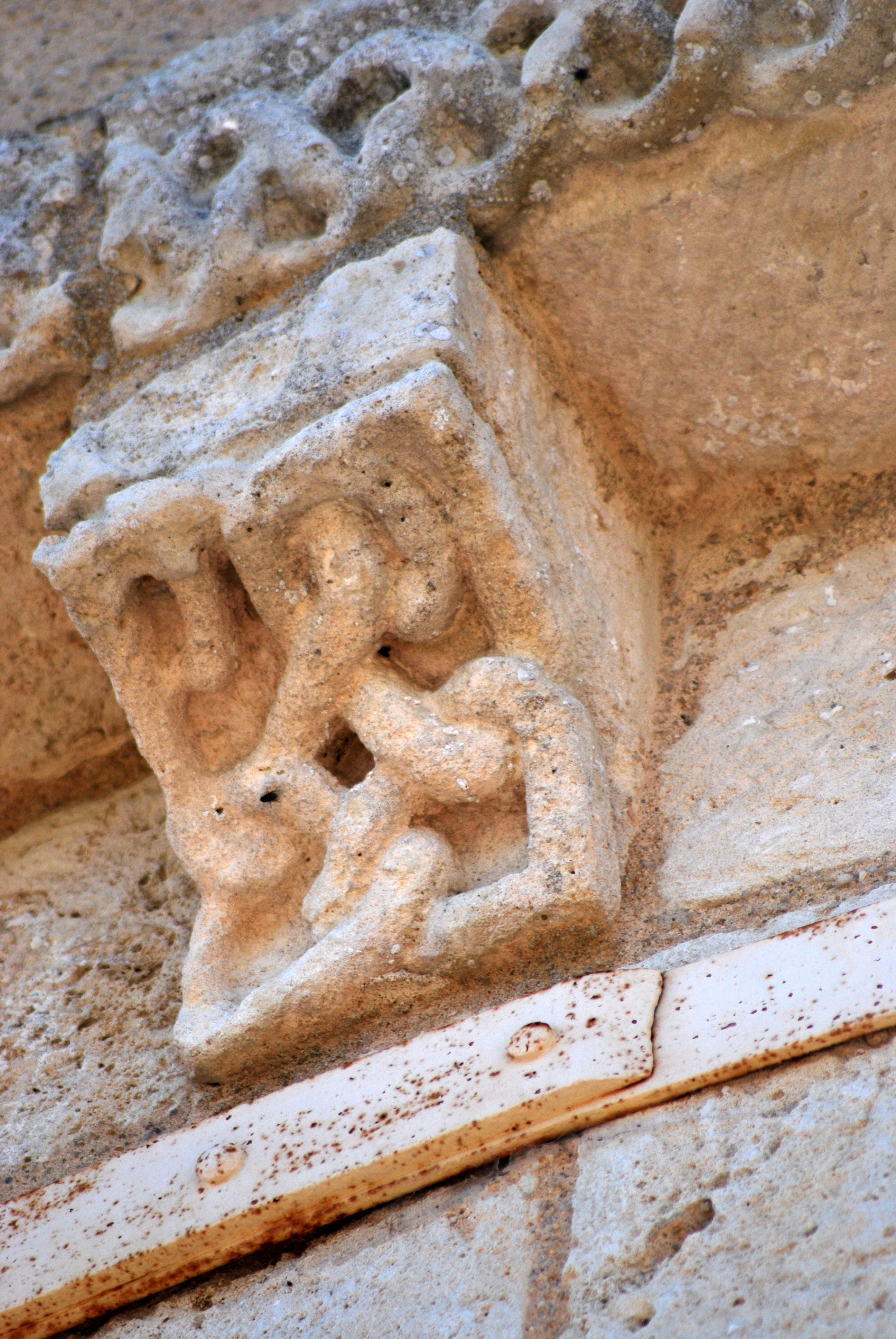
24
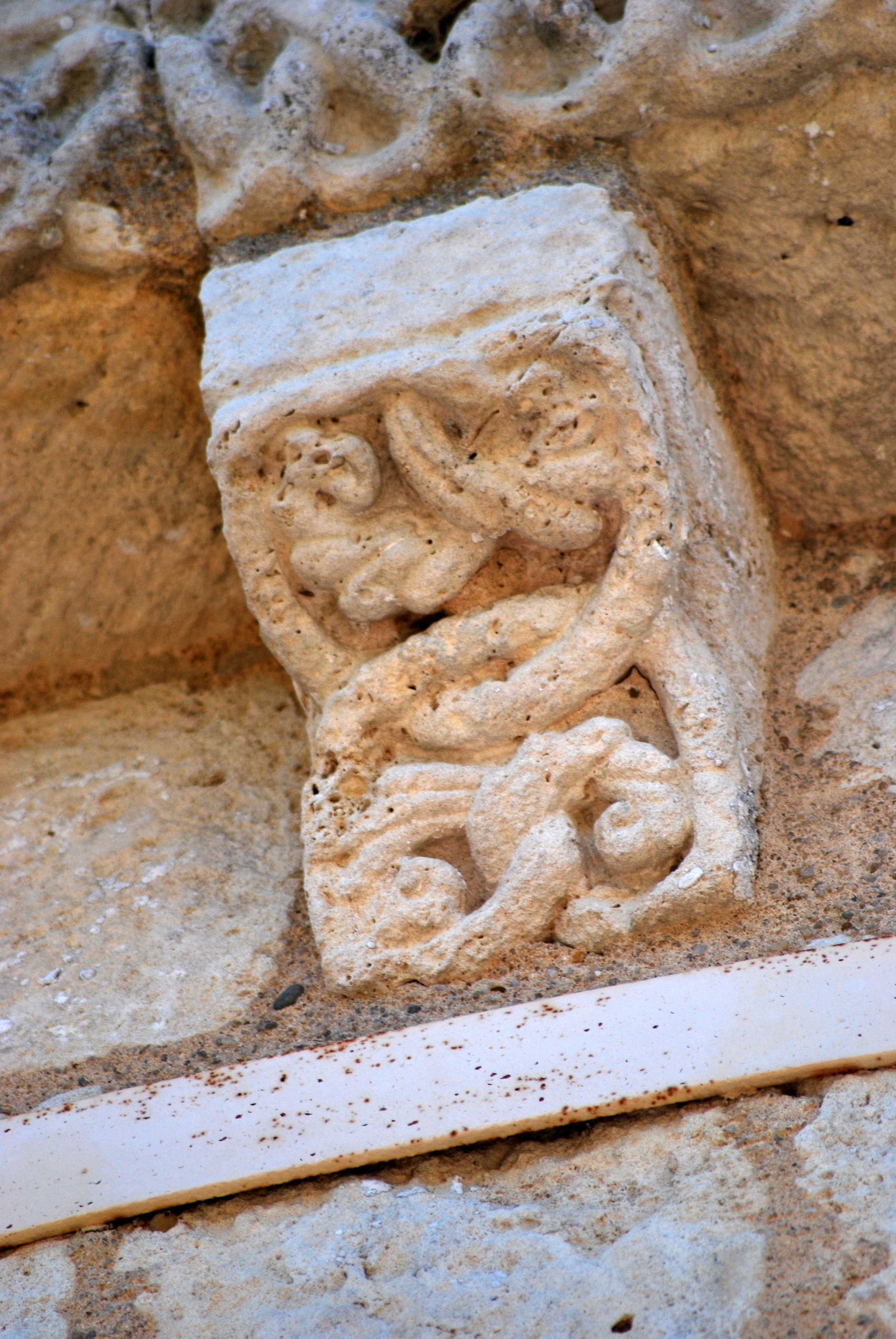
25
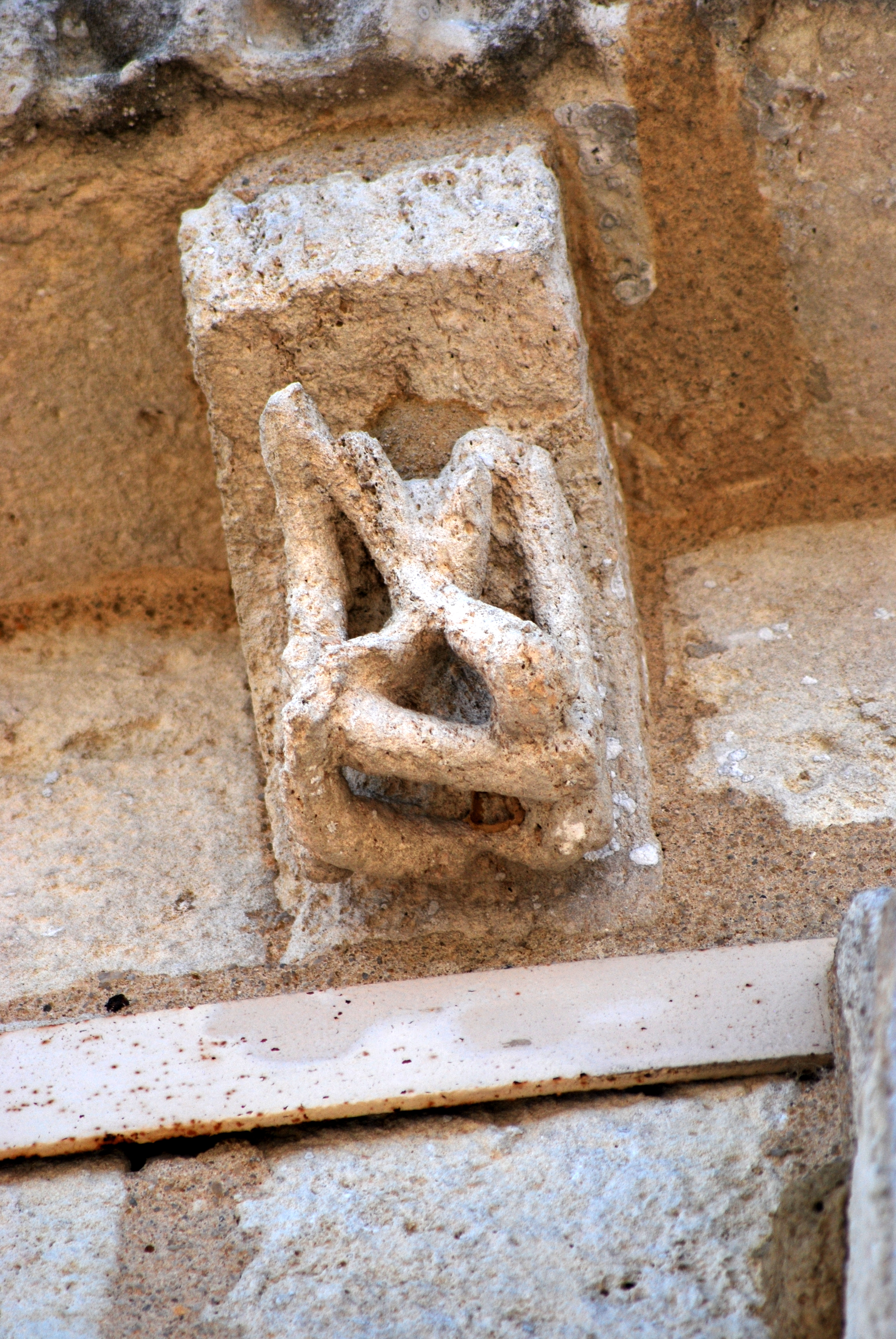
26
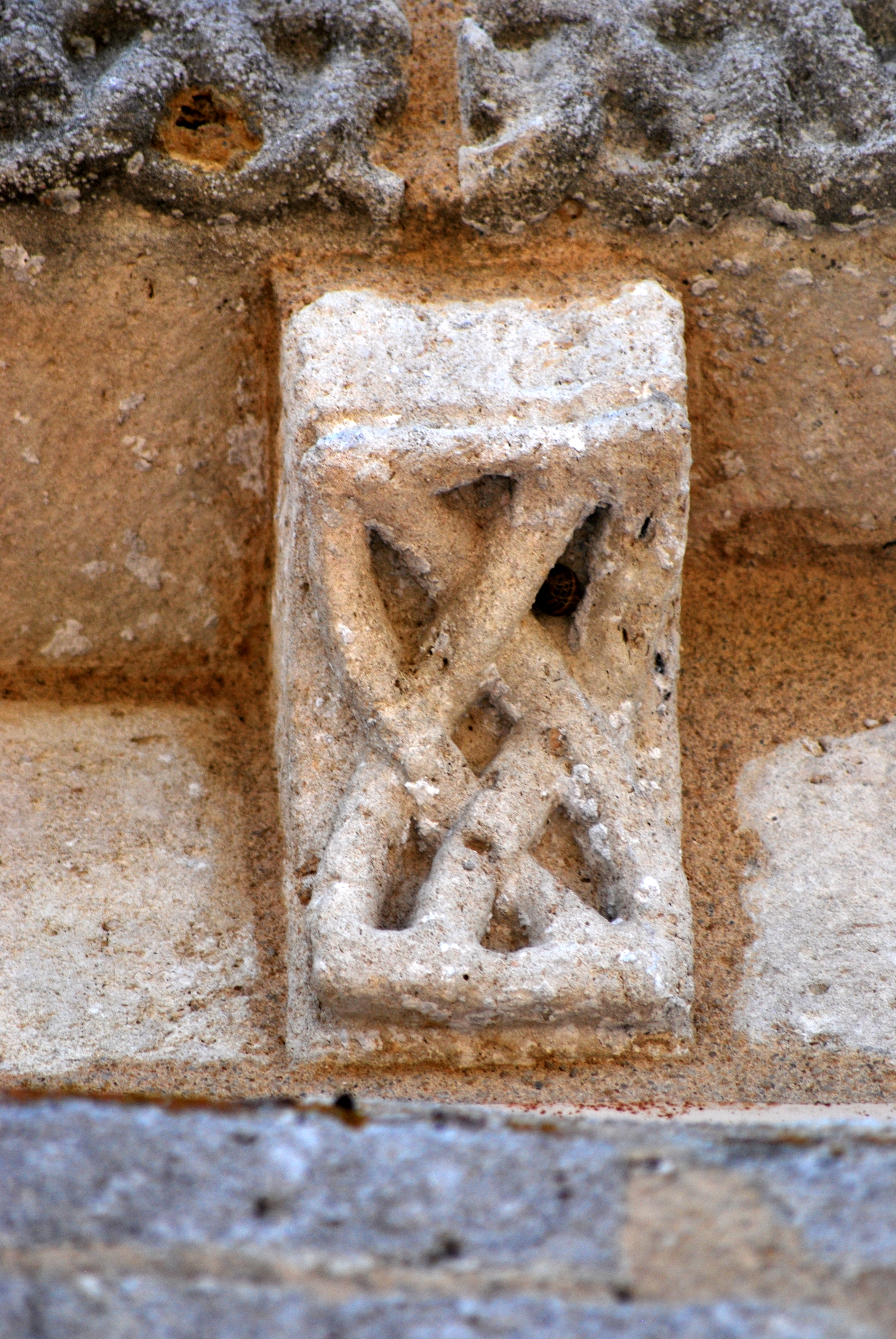
27
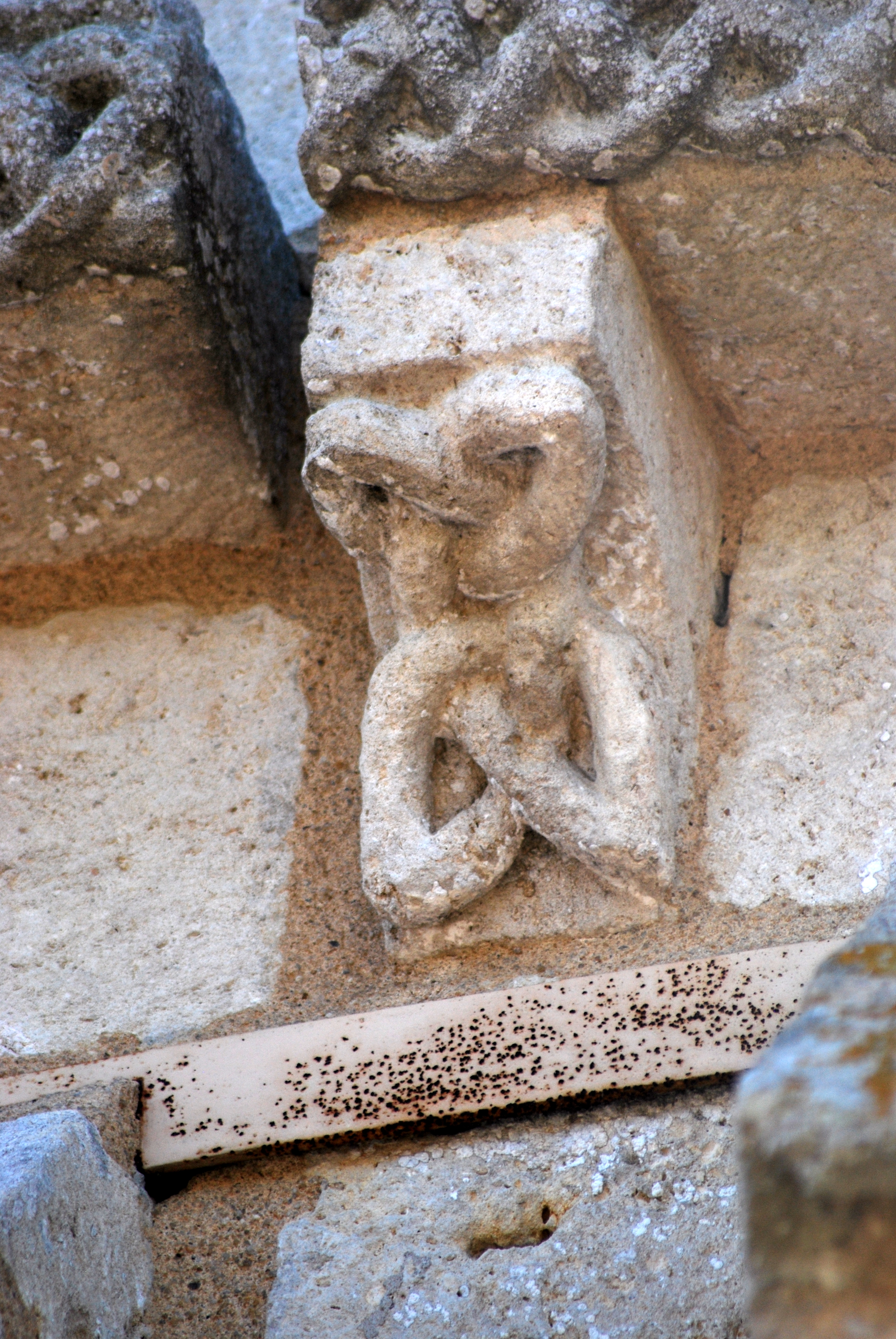
28
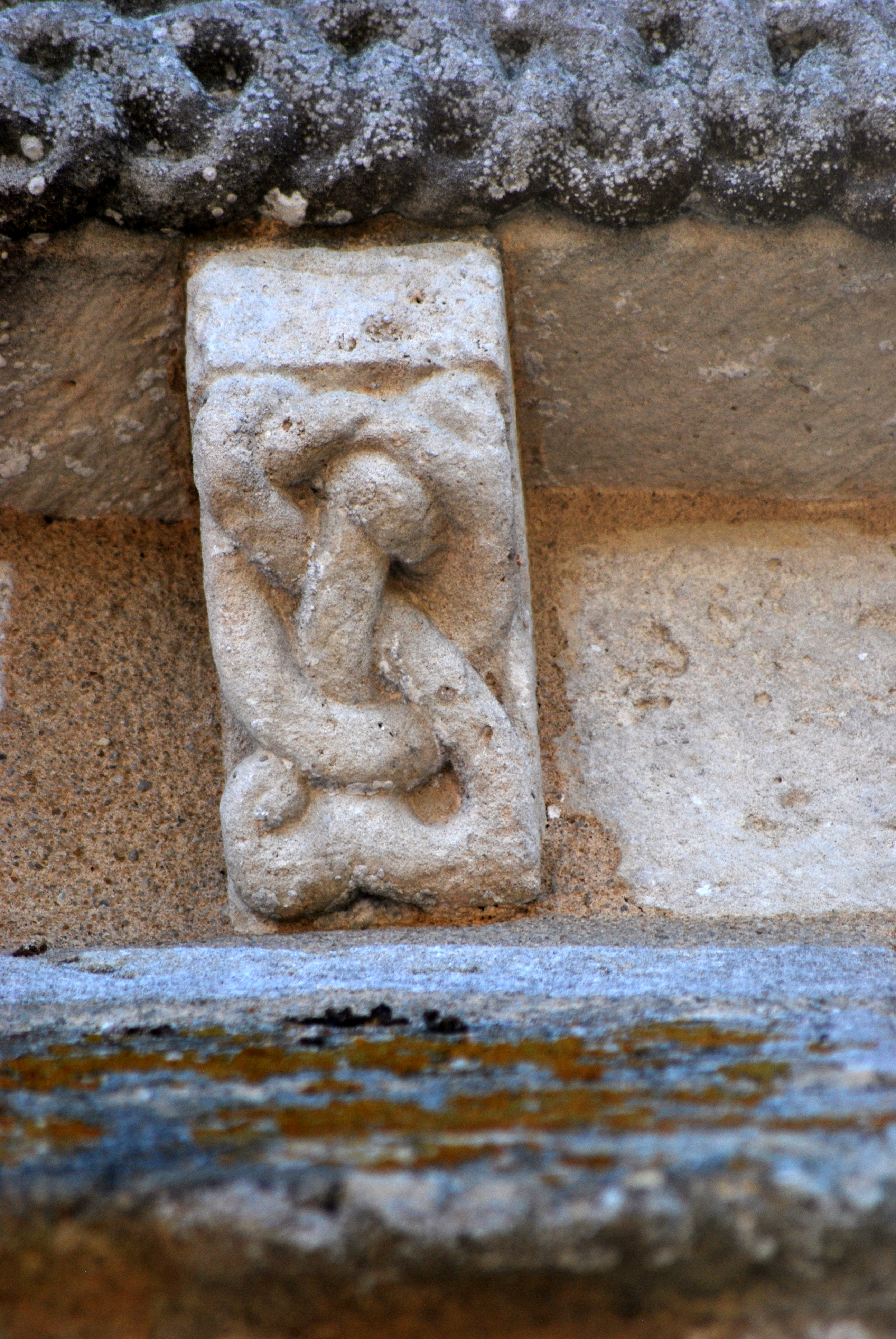
29
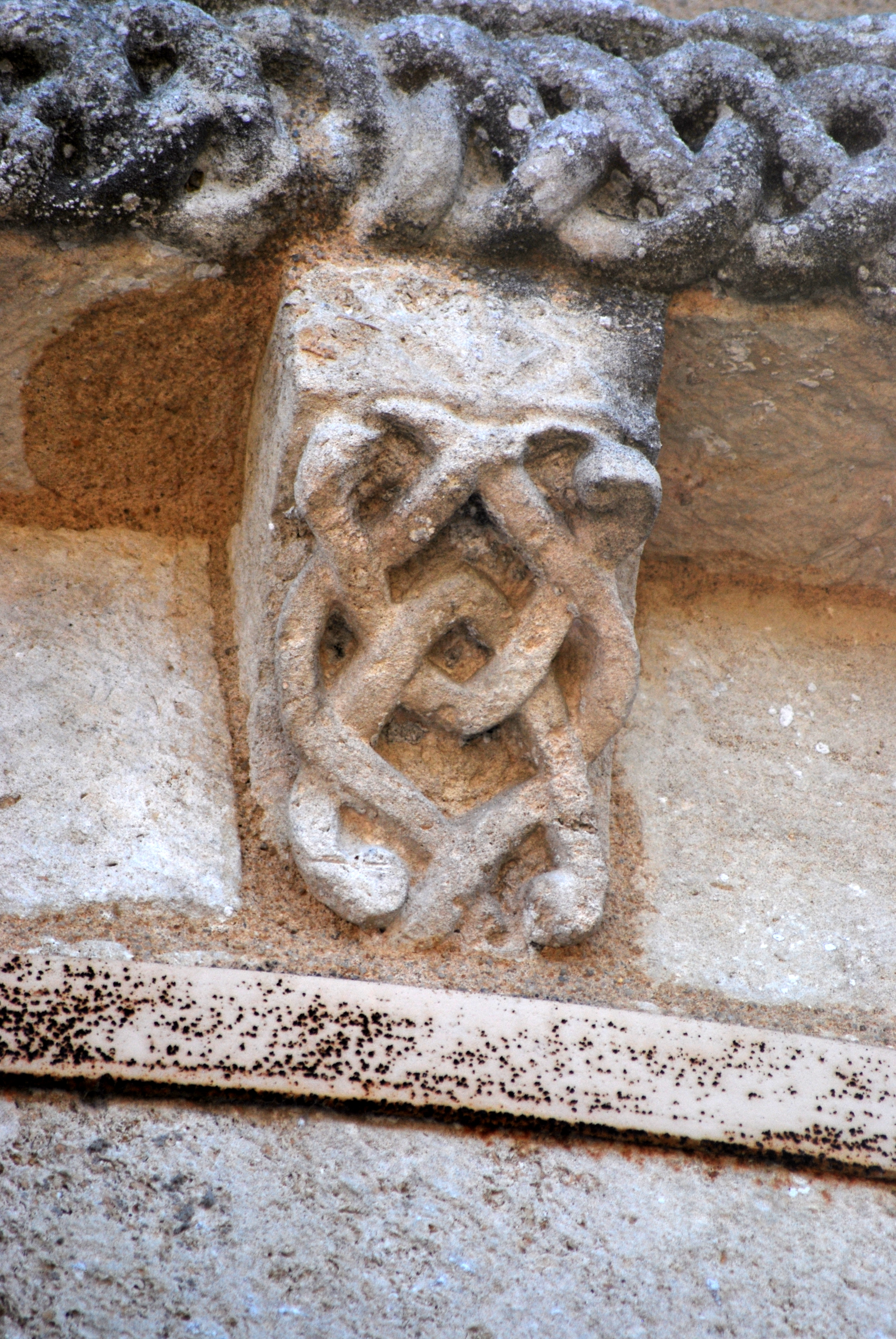
30
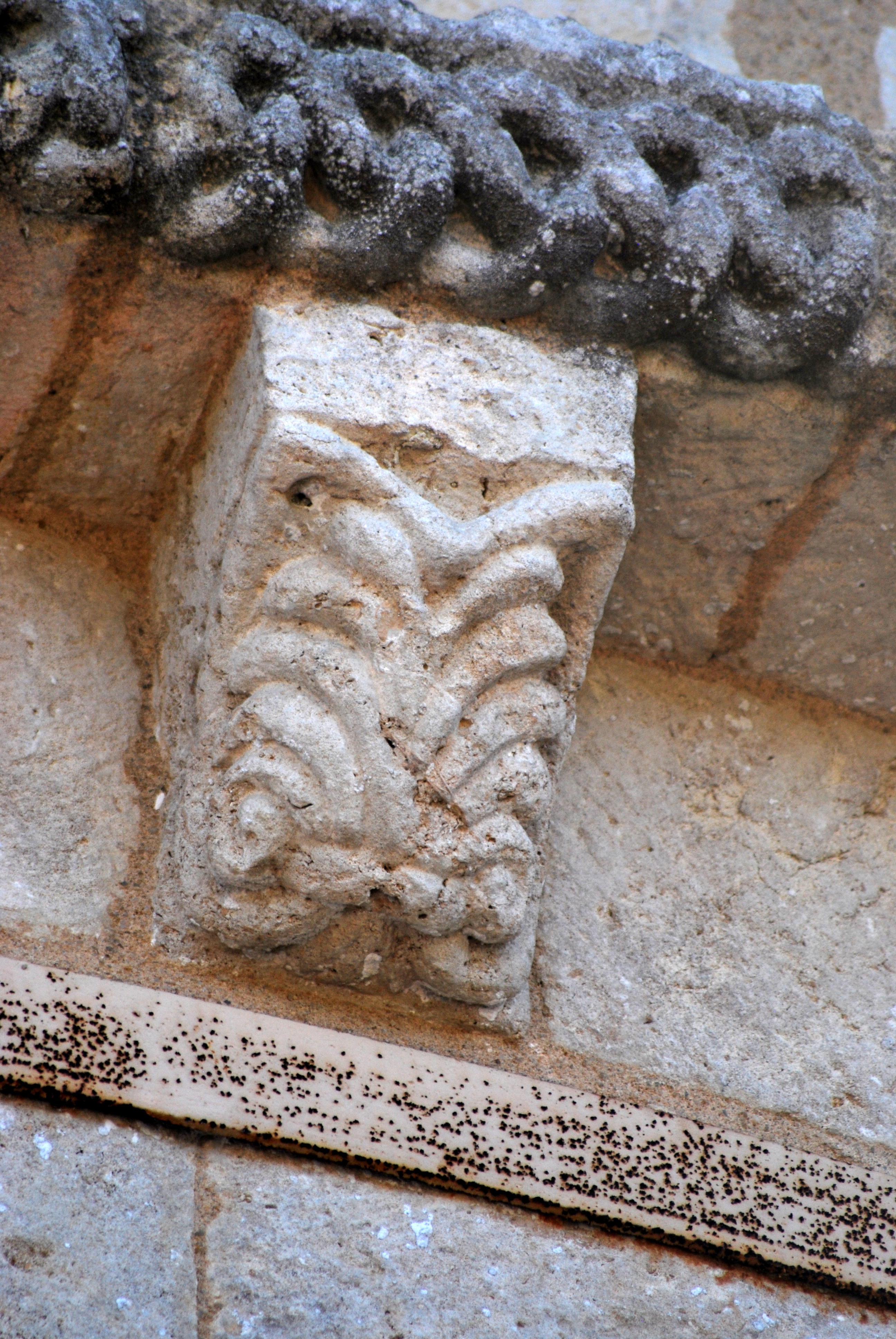
31
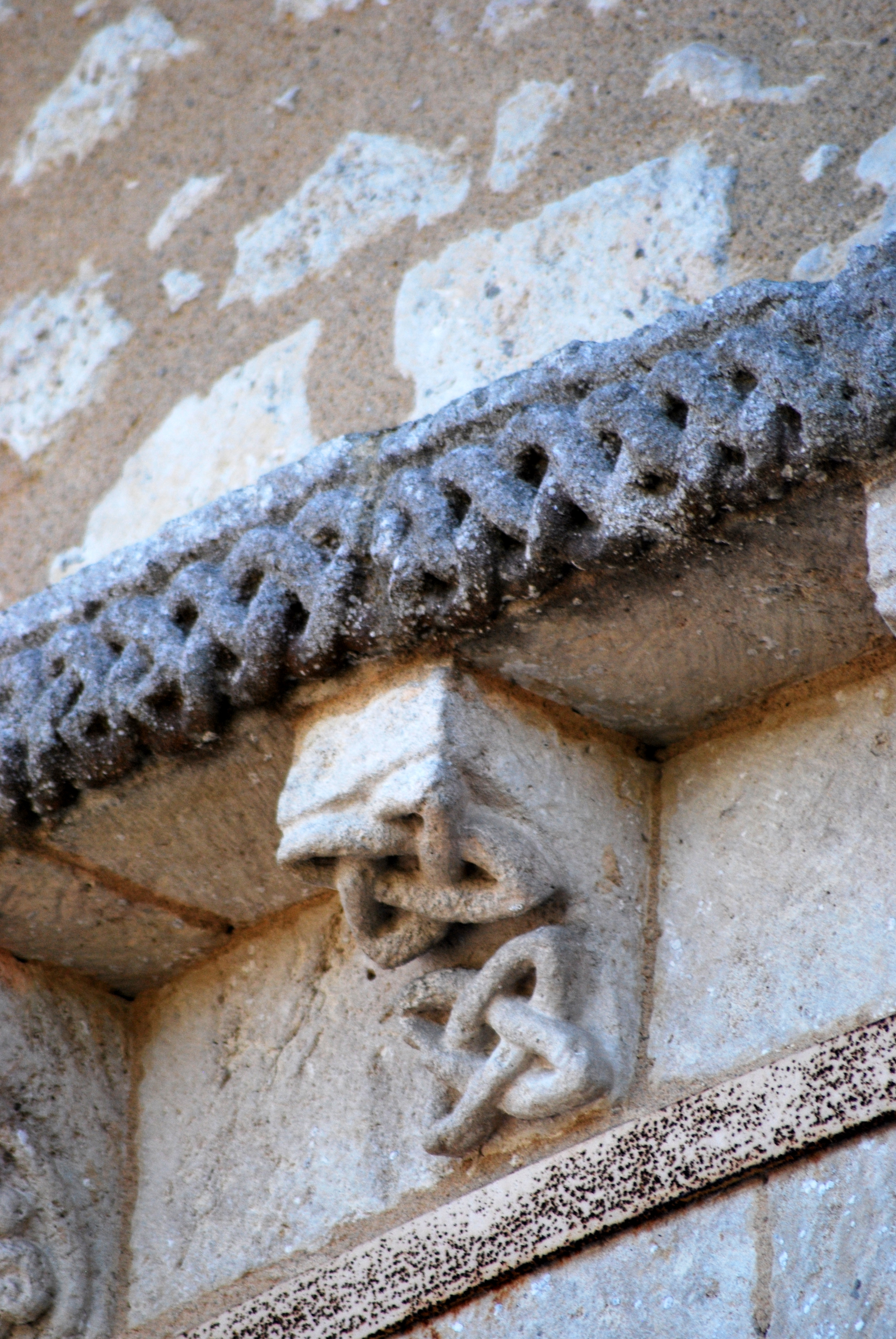
32
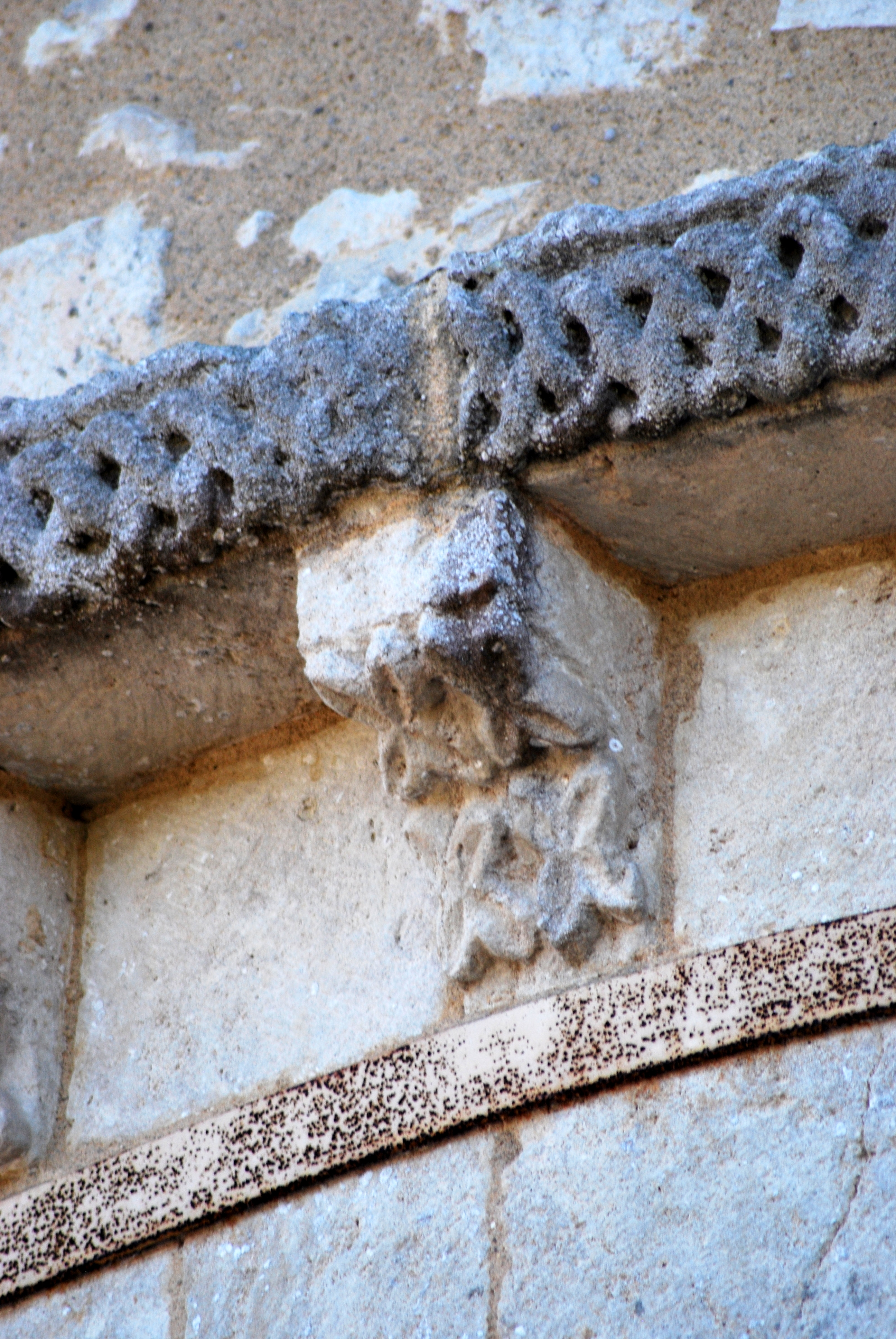
33
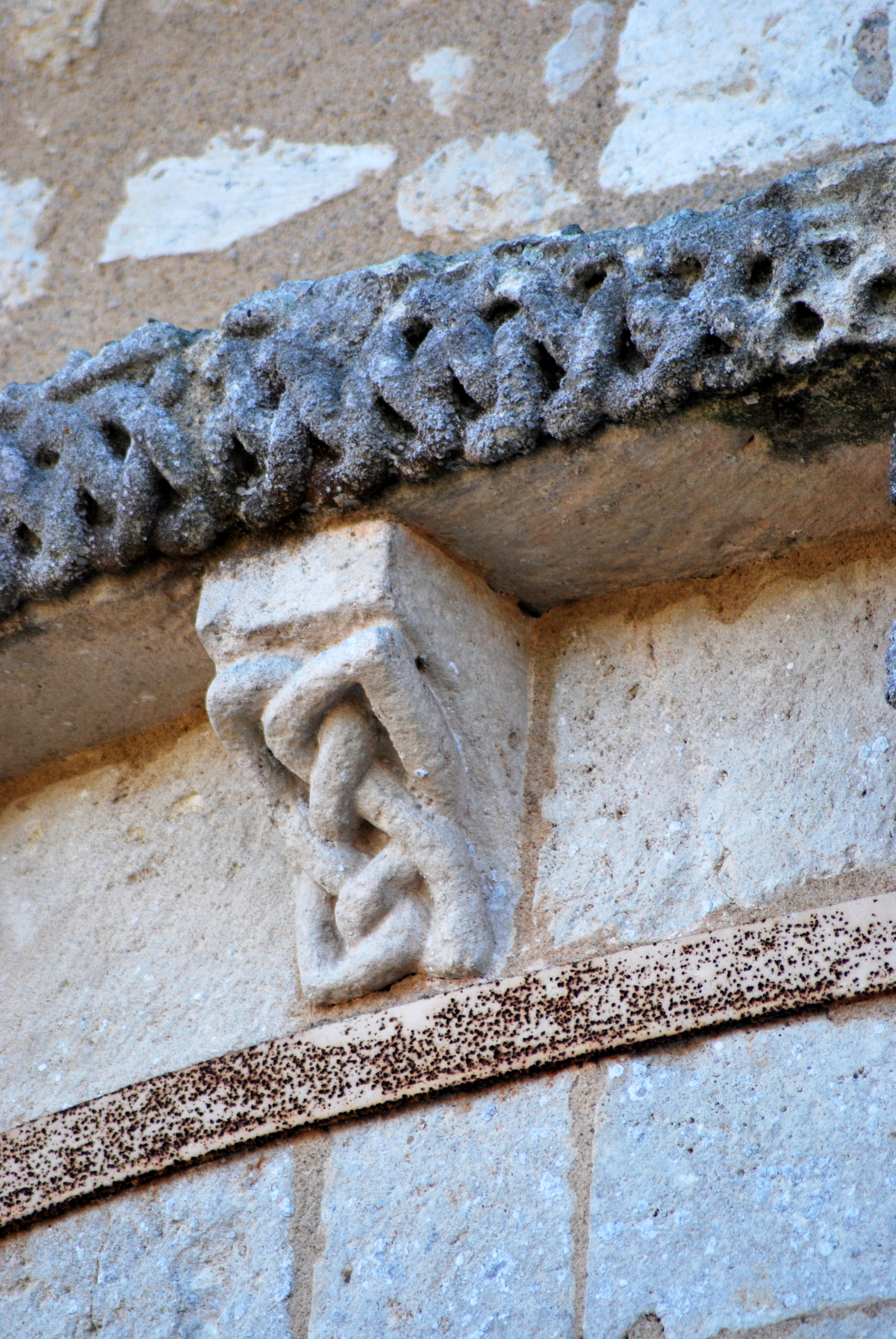
34
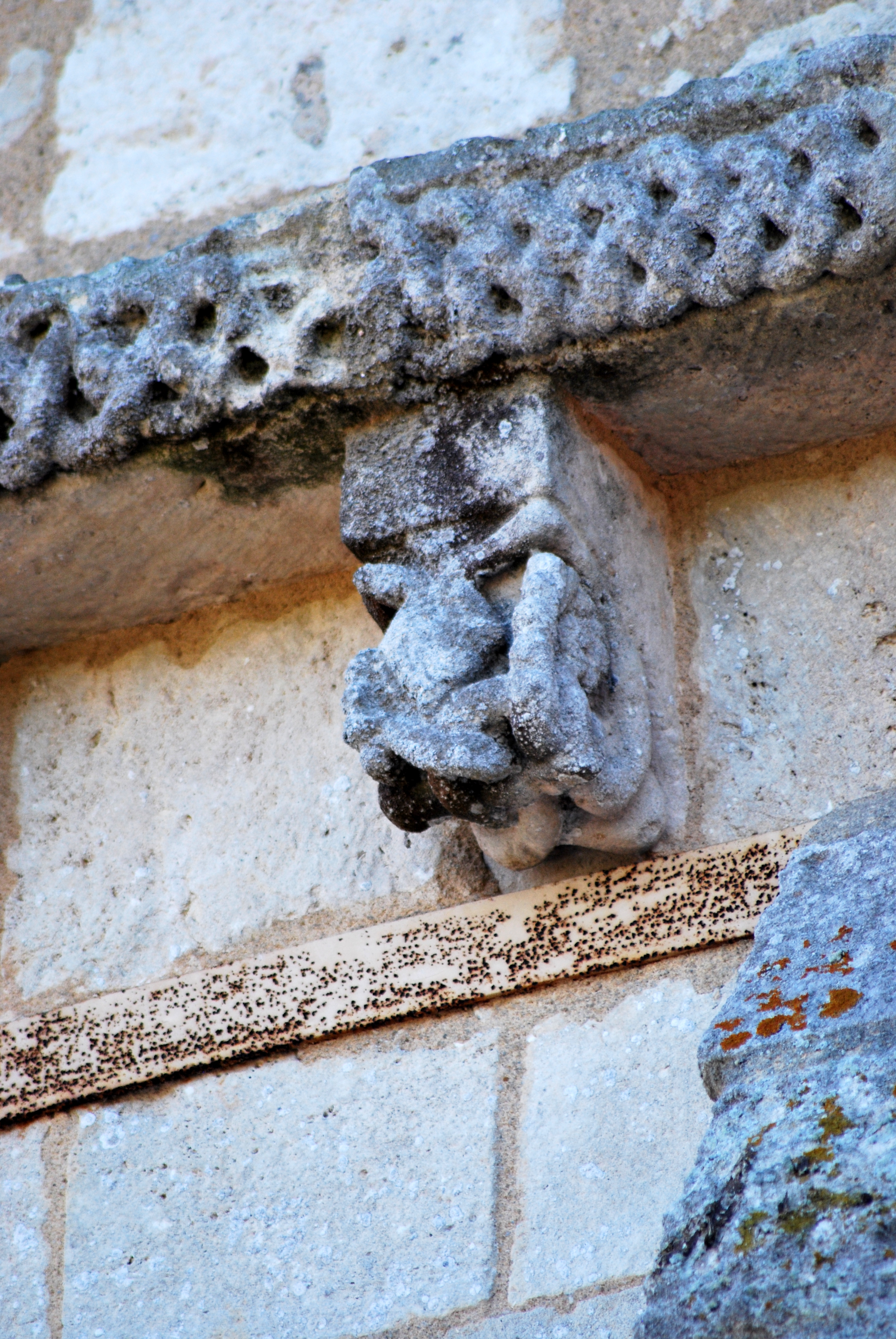
35
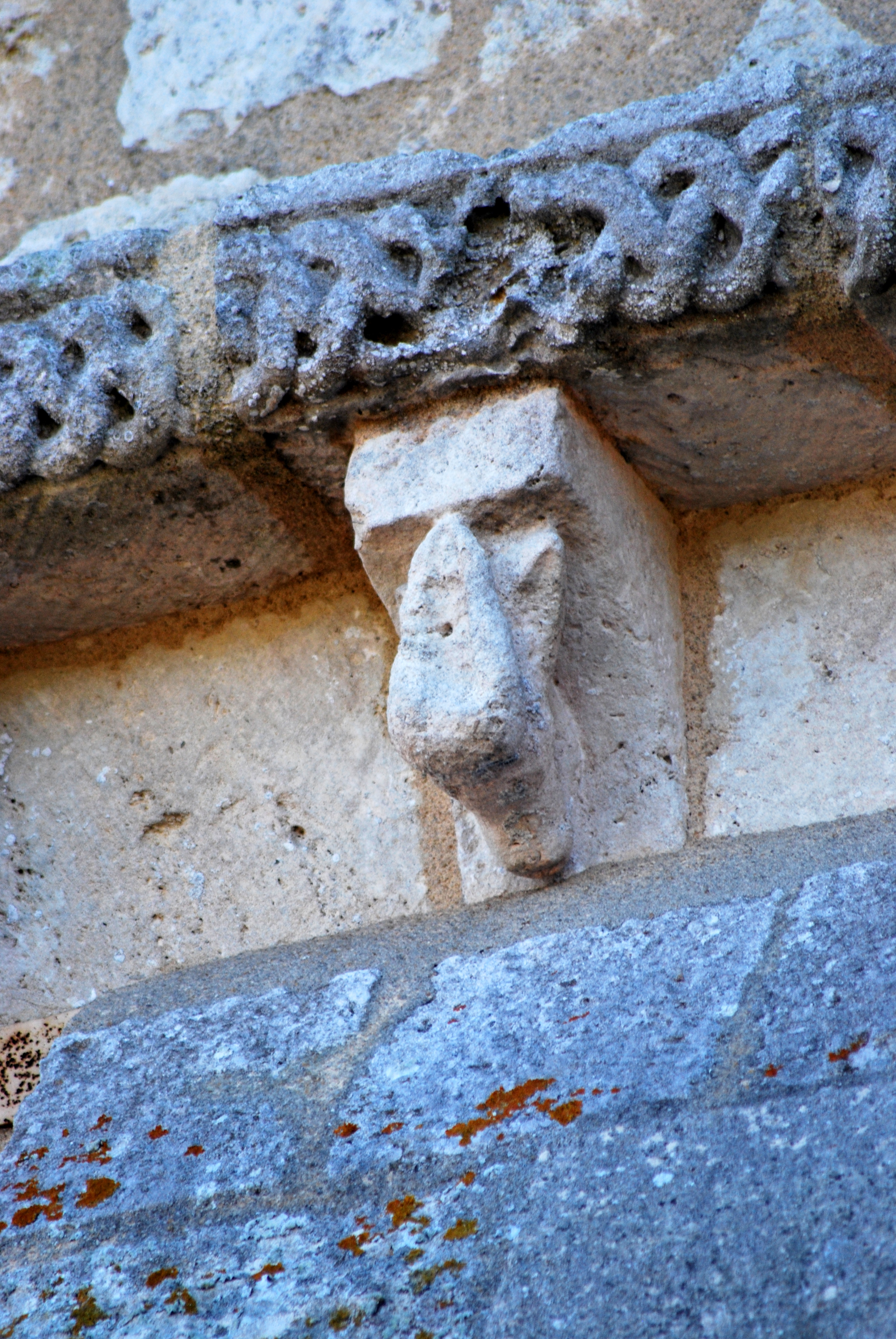
36
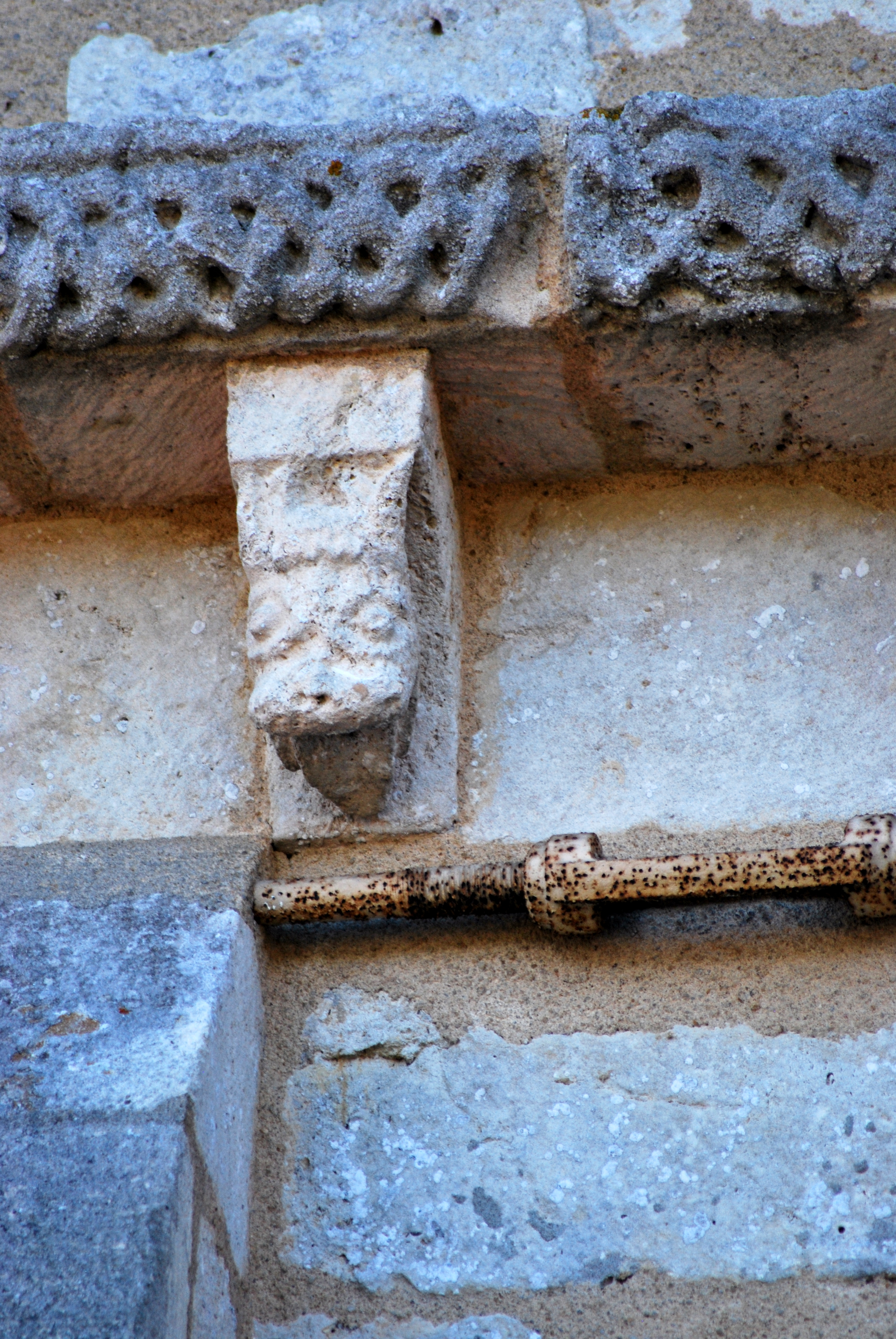
37
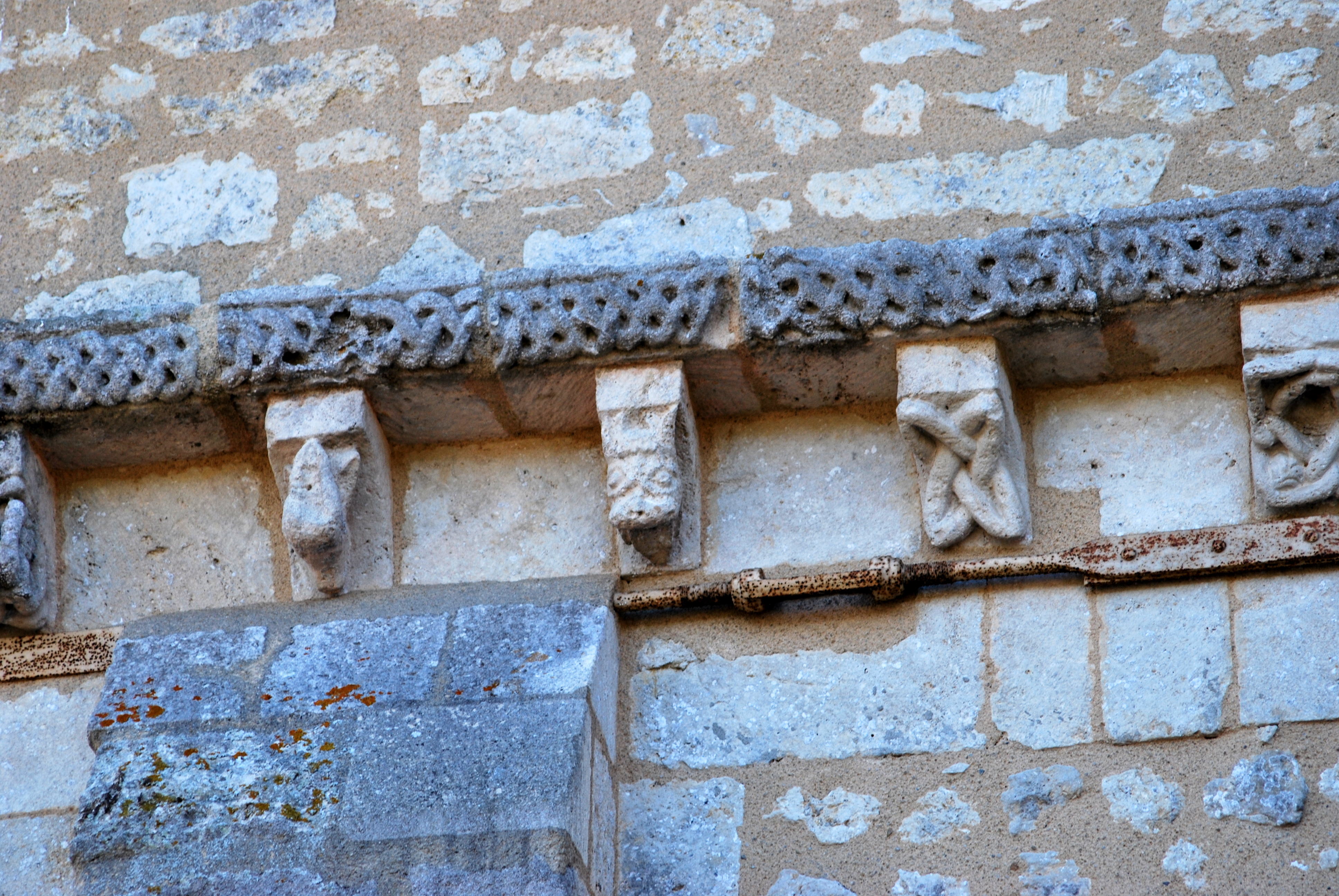
36 à 39
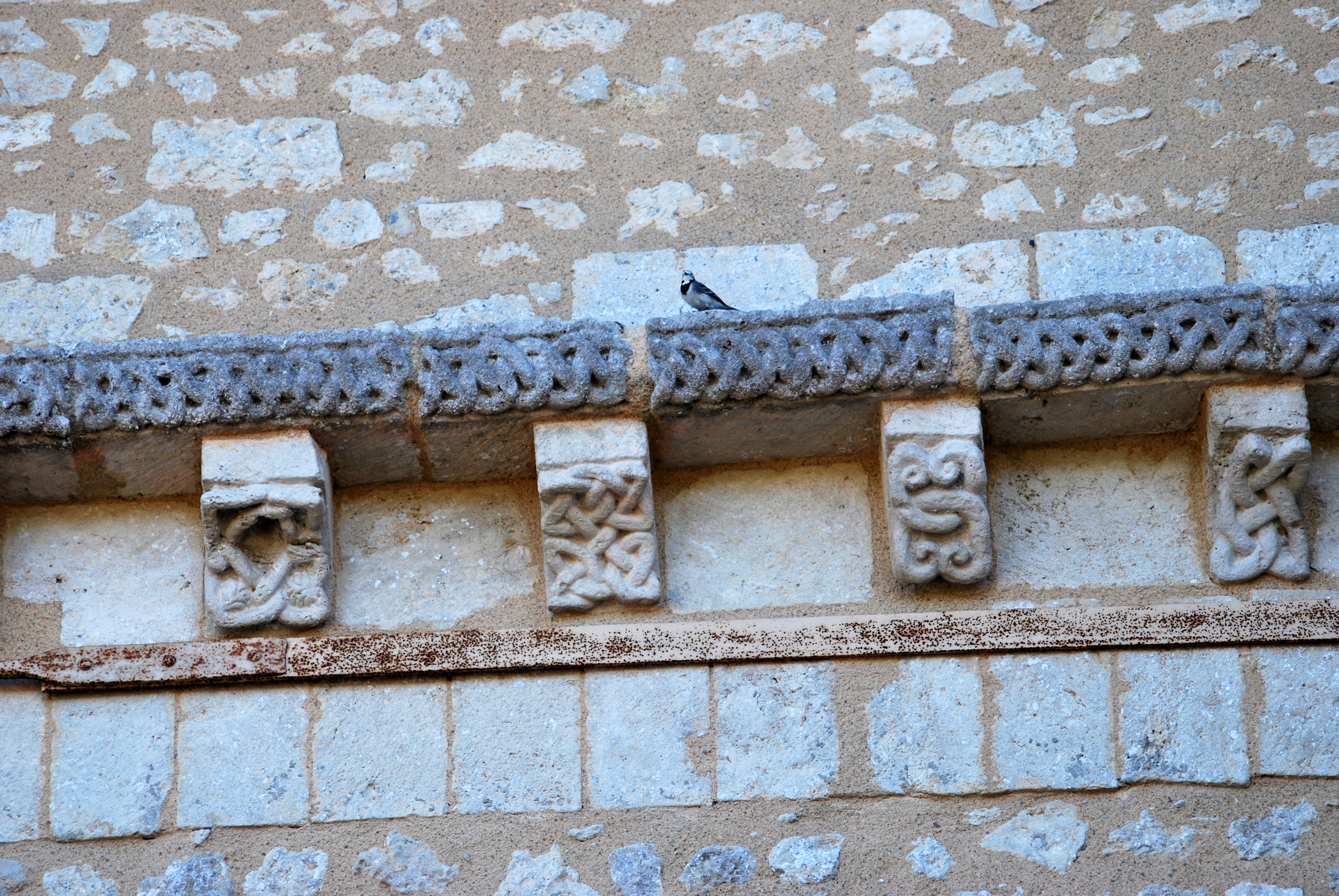
39 à 42
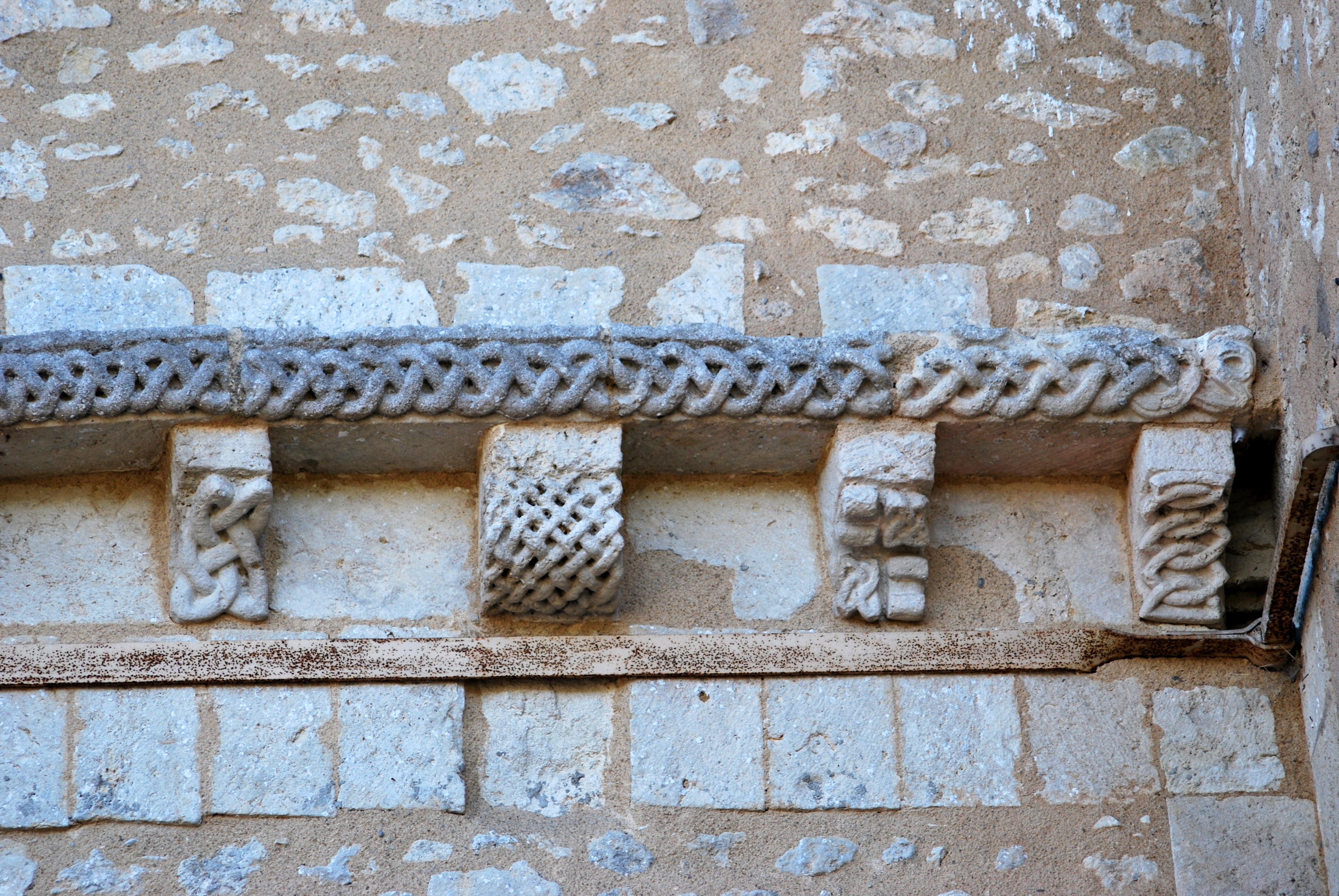
42 à 45

## L'intérieur de l'église

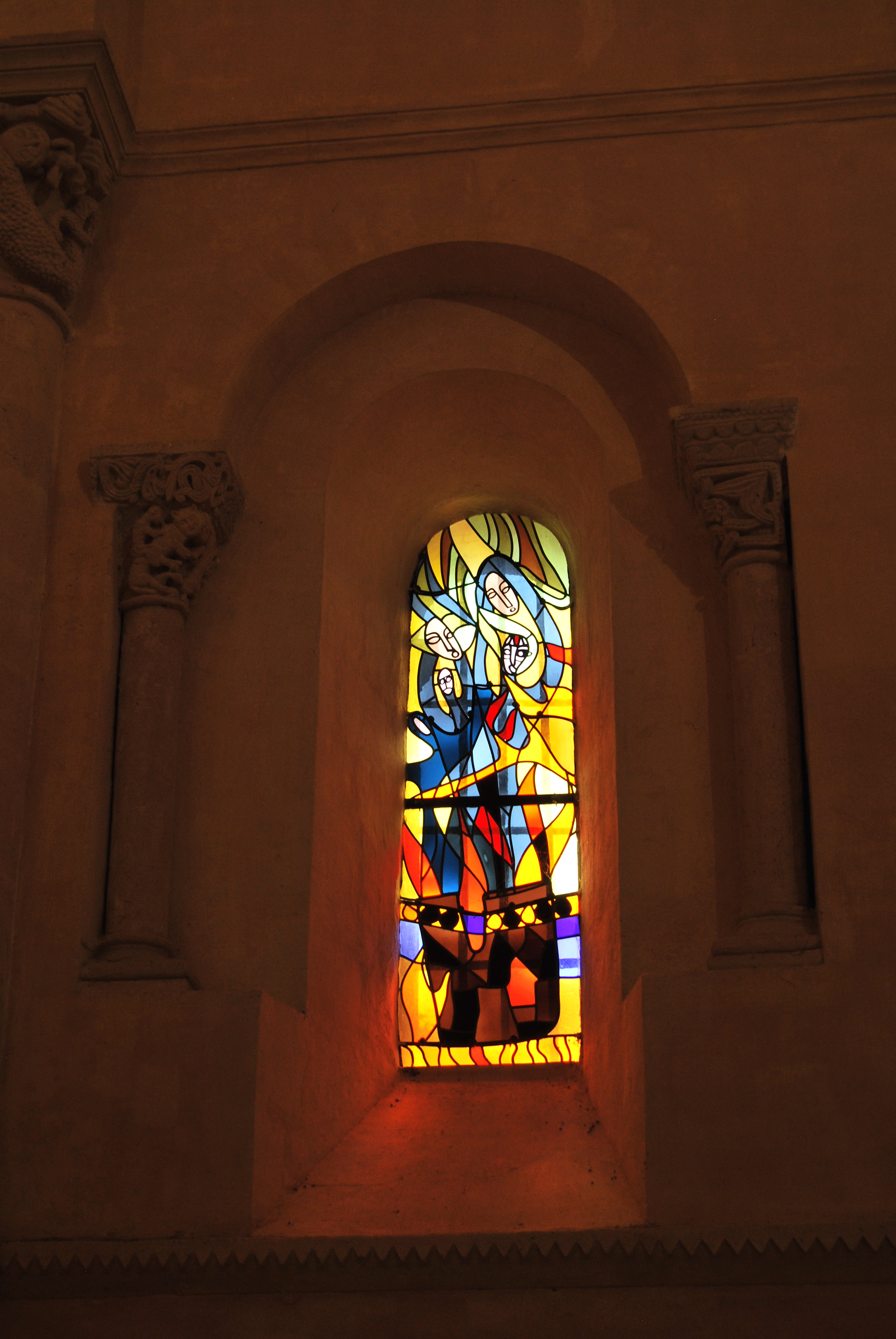
Fenêtre sud
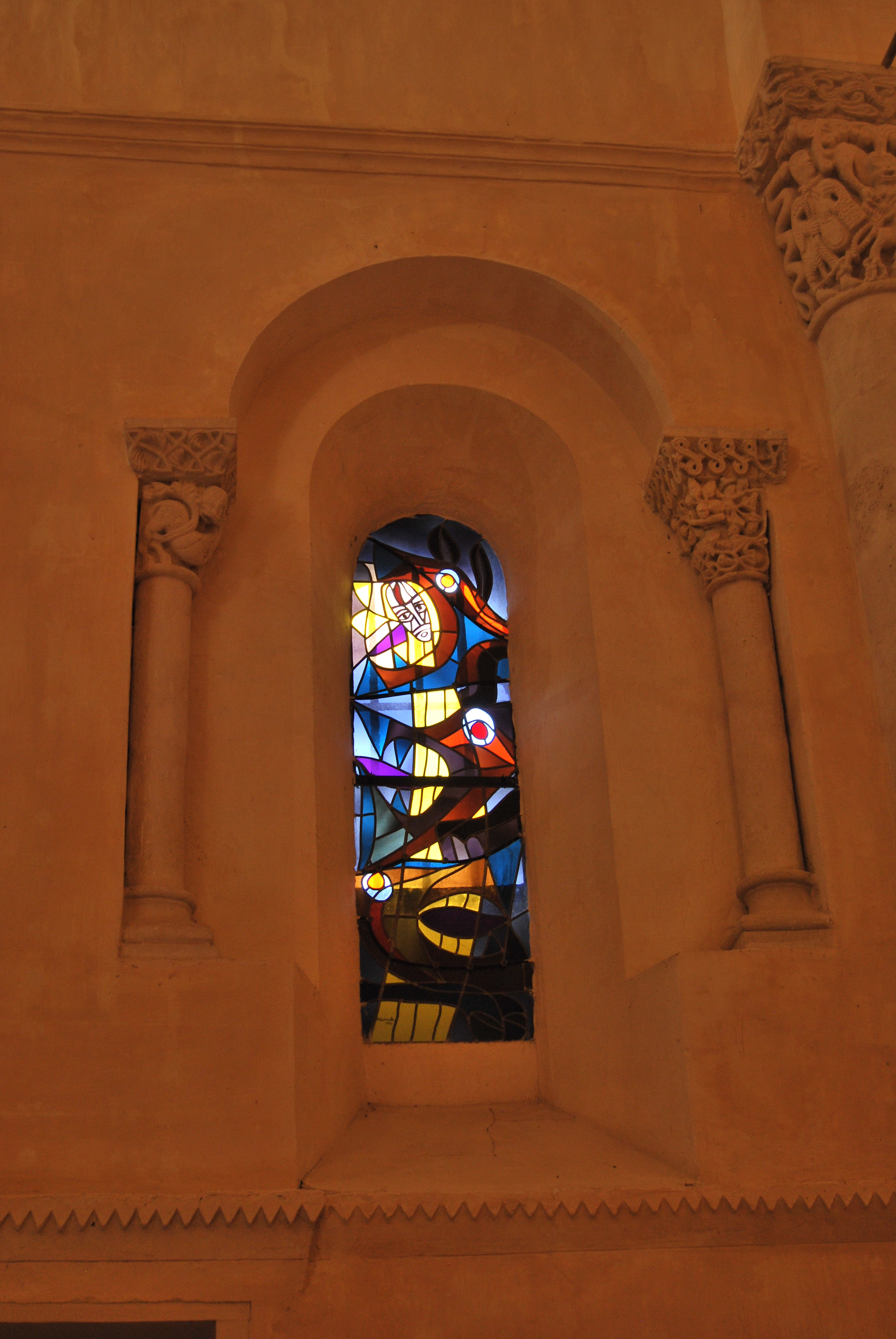
Fenêtre est
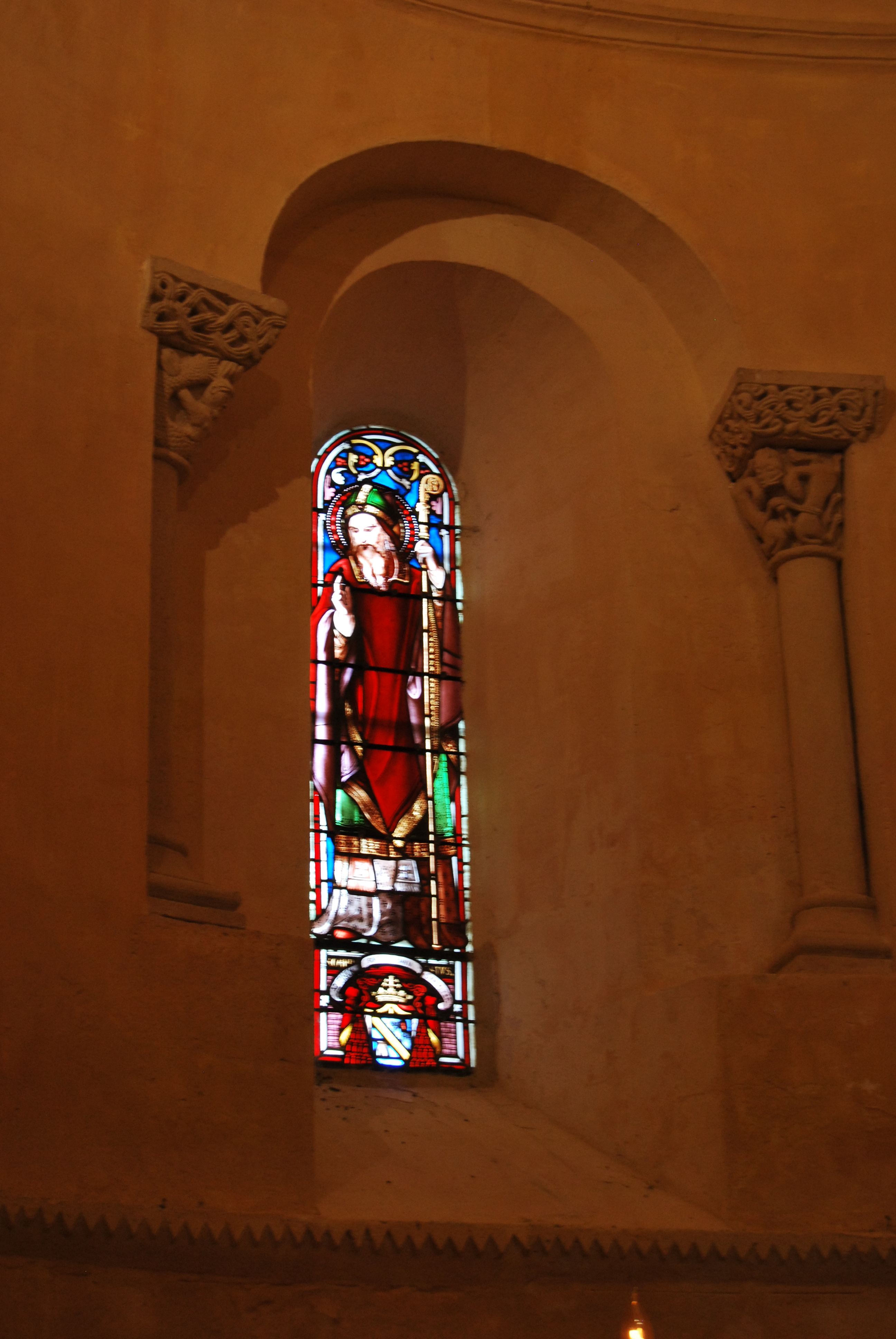
Fenêtre nord

L'église abrite un important mobilier, en particulier une série de bas-reliefs en albâtre, d'origine anglaise, datant des XIVe et XVe siècles.

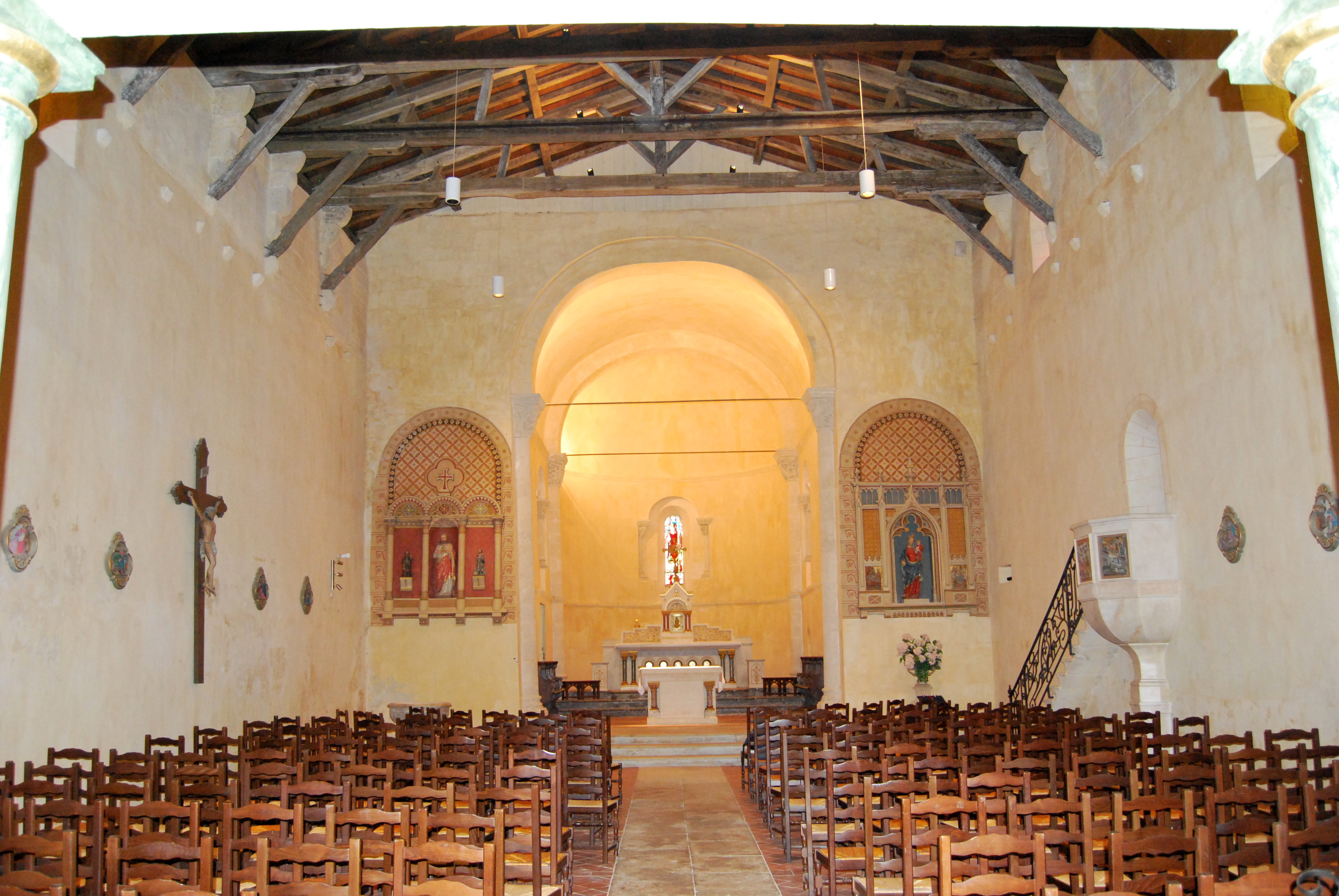
La nef, vers l'est
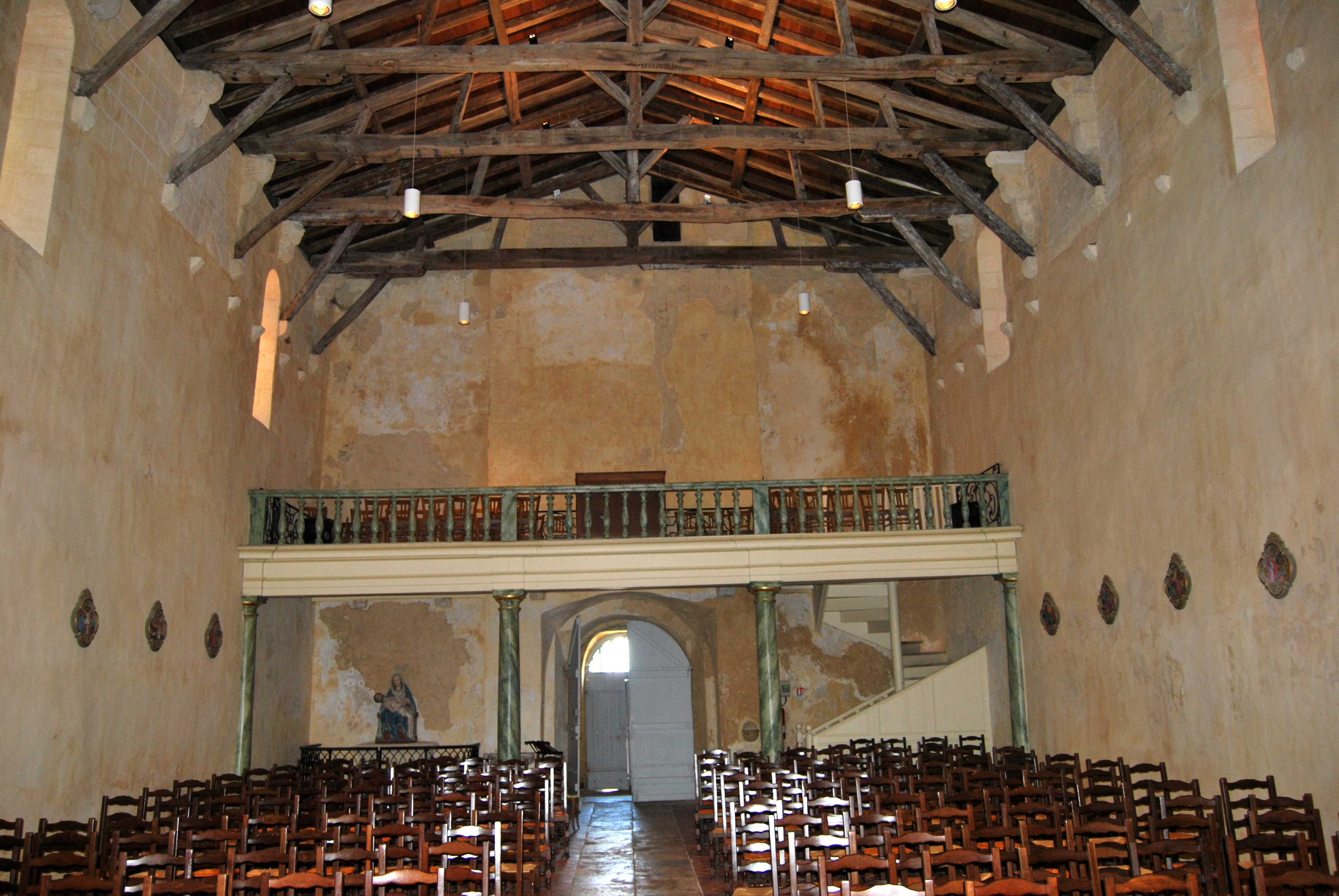
La nef, vers l'ouest
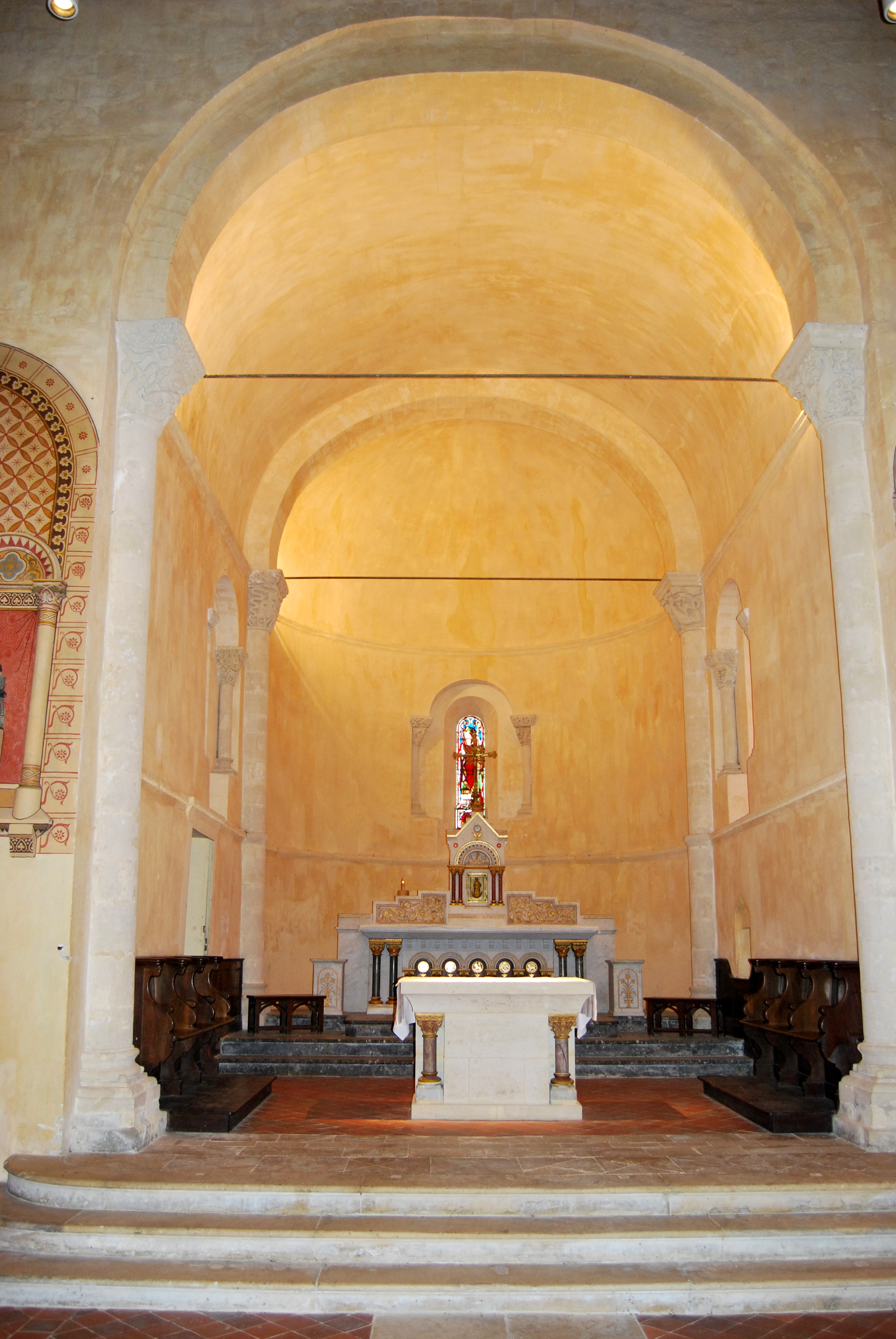
Le sanctuaire
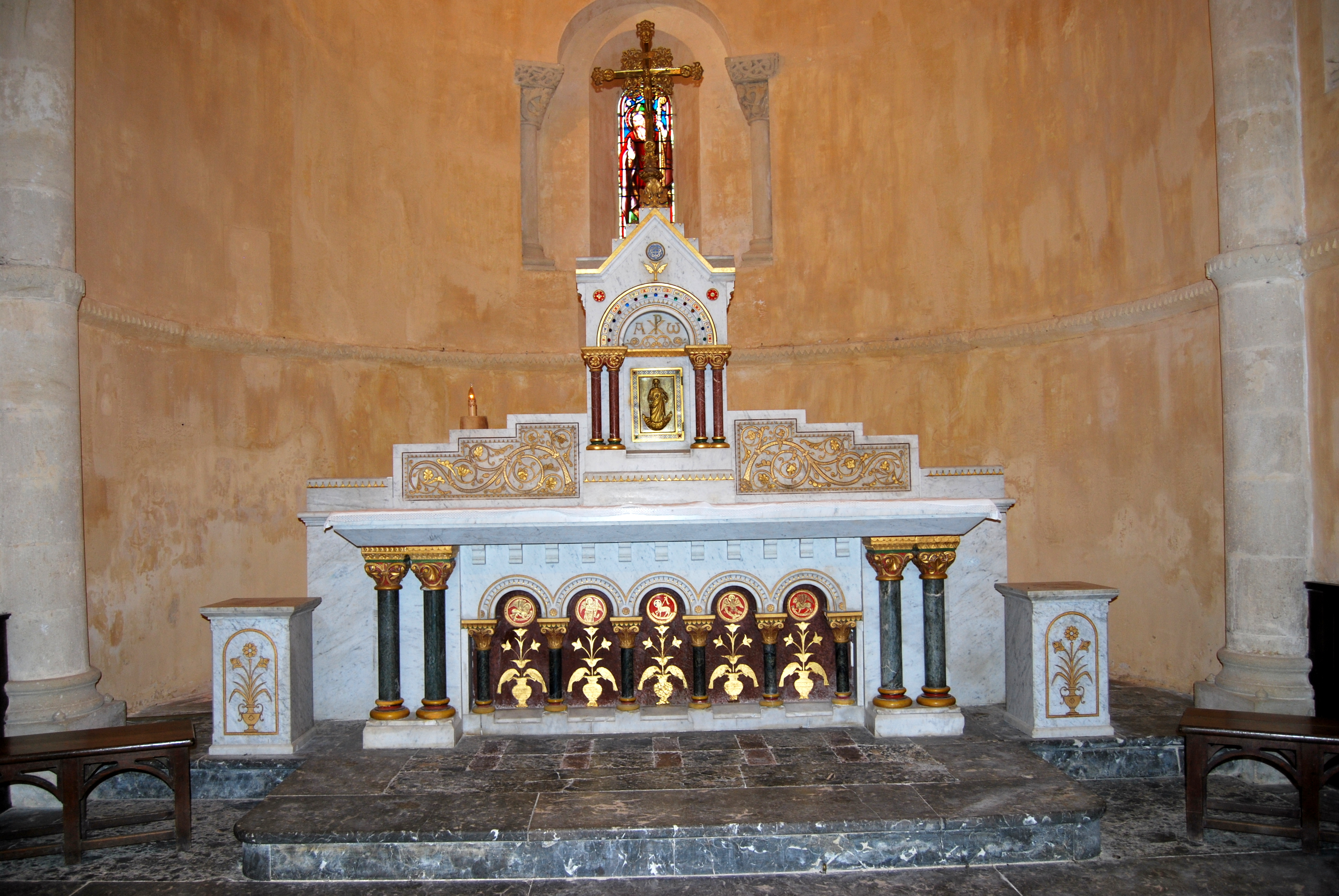
L'autel
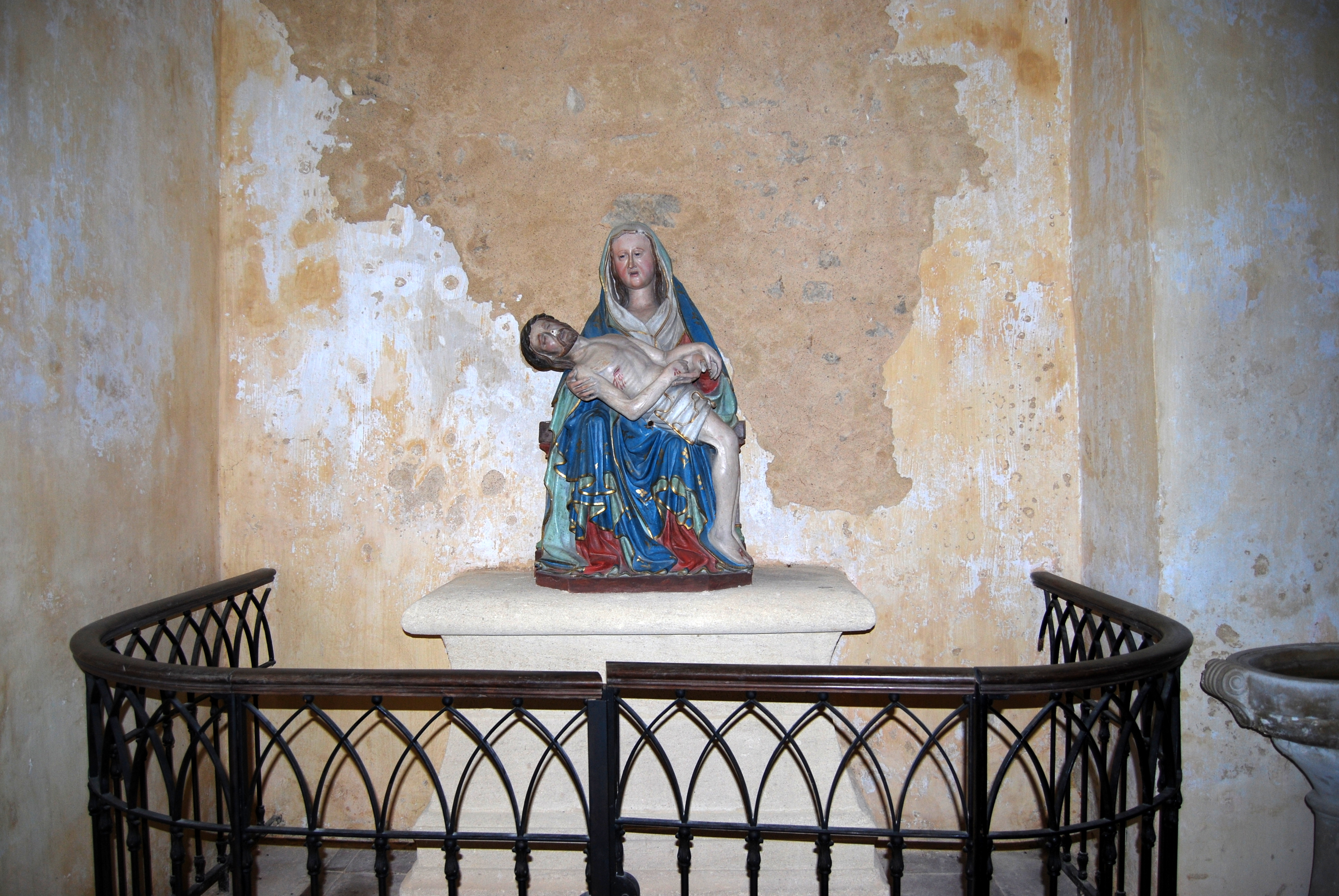
La chapelle ouest
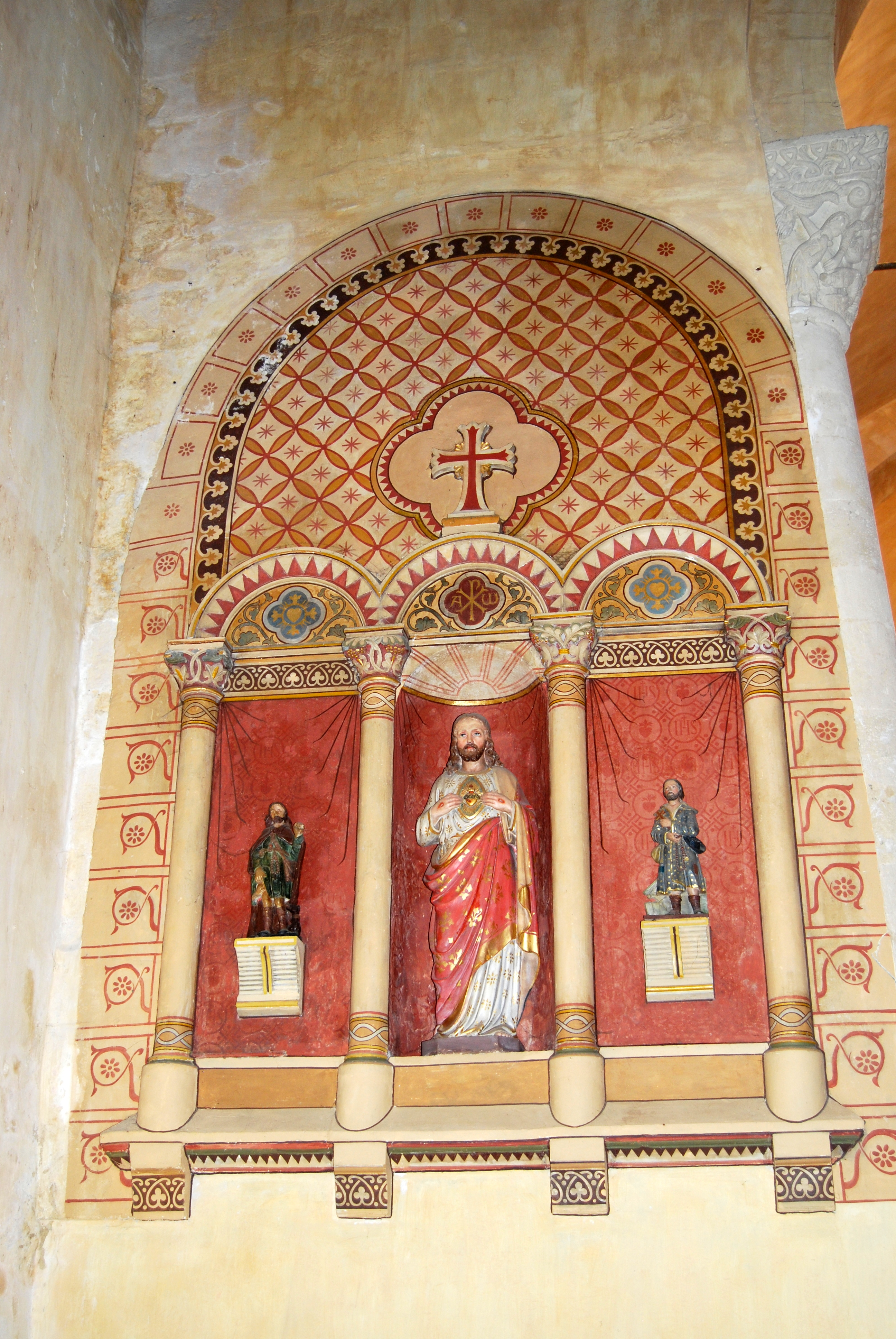
Jésus et saints
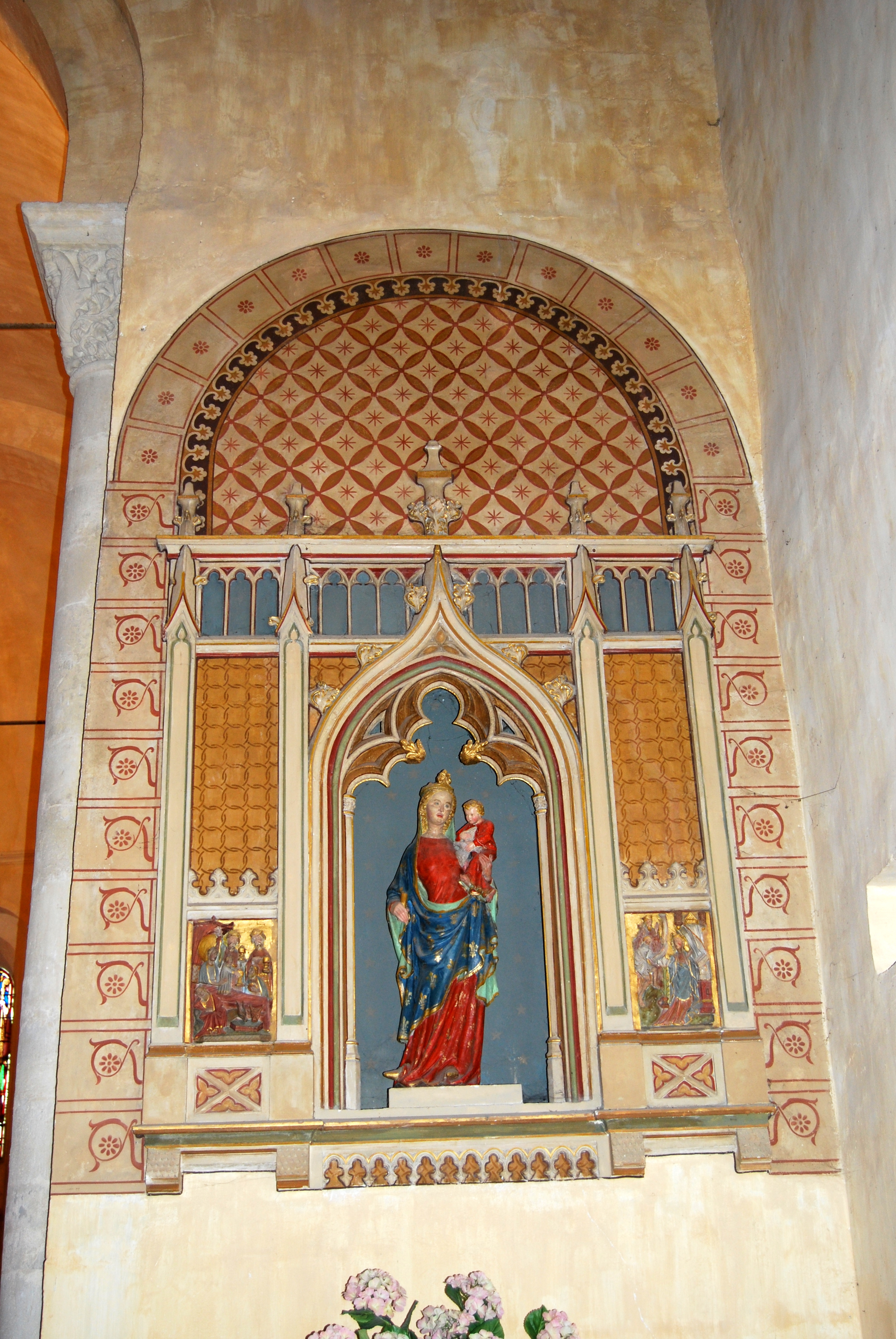
Vierge et enfant

Les vitraux
- Fenêtre sud
- Fenêtre est
- Fenêtre nord

### Le mobilier

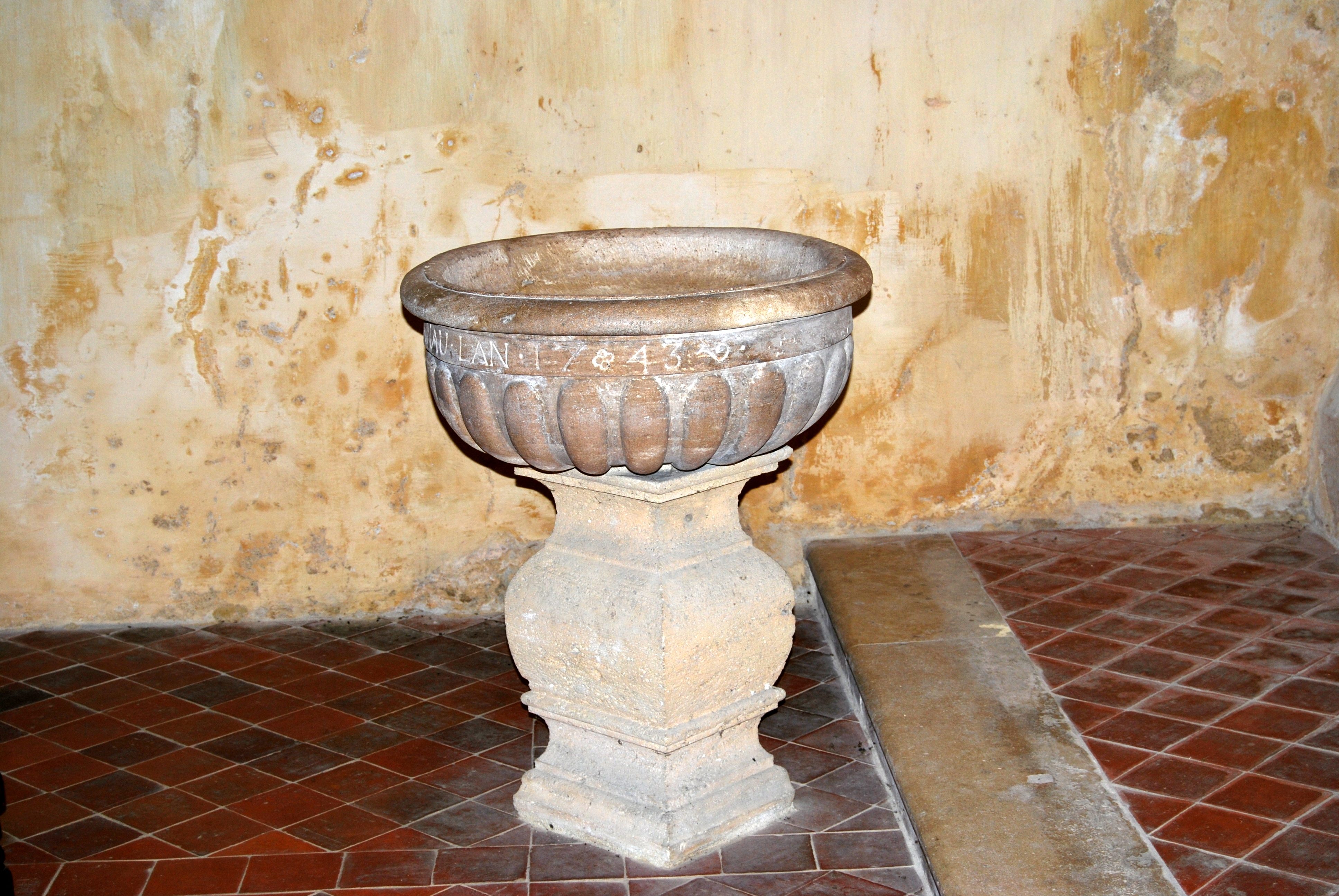
Fonts baptismaux
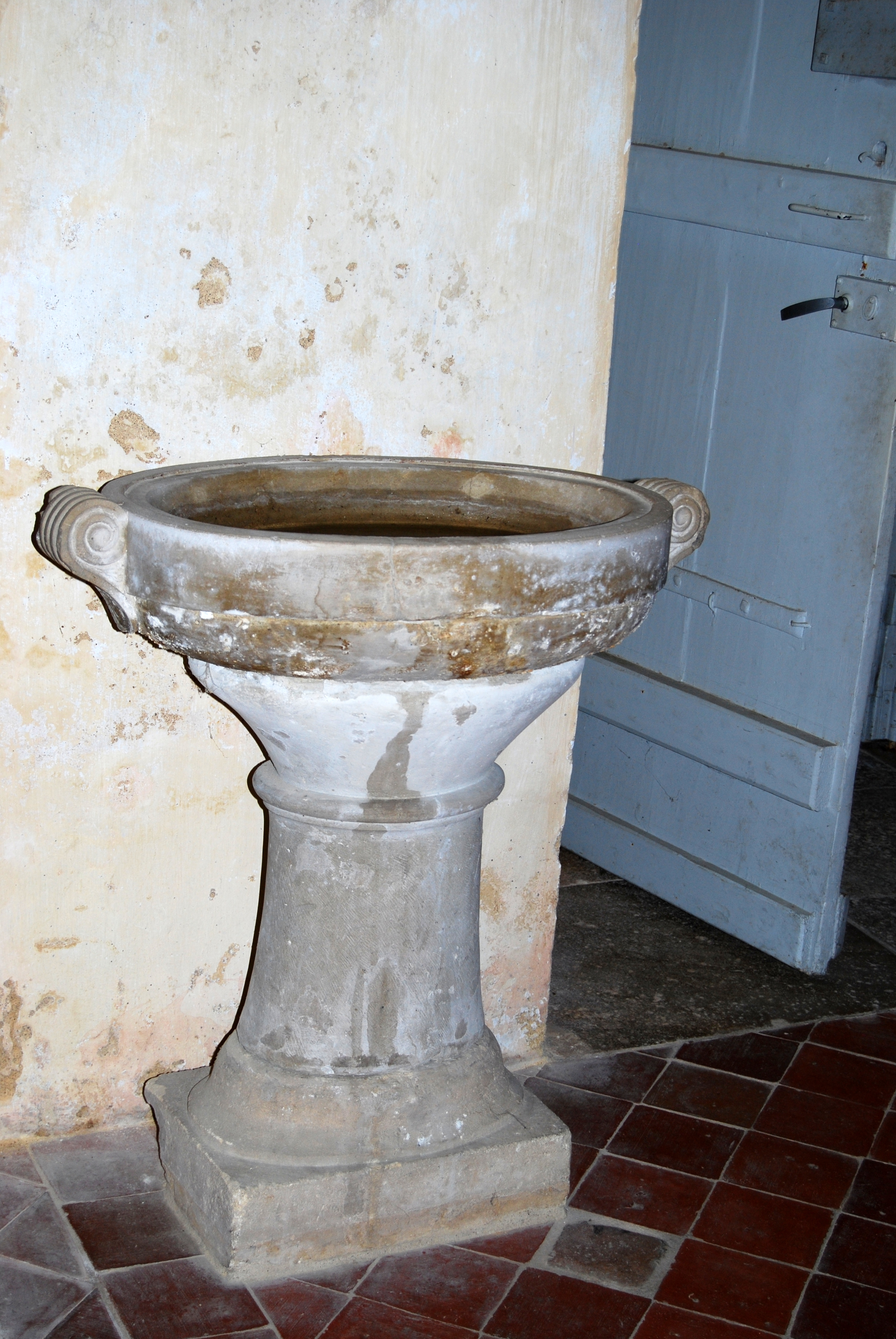
Bénitier (a)
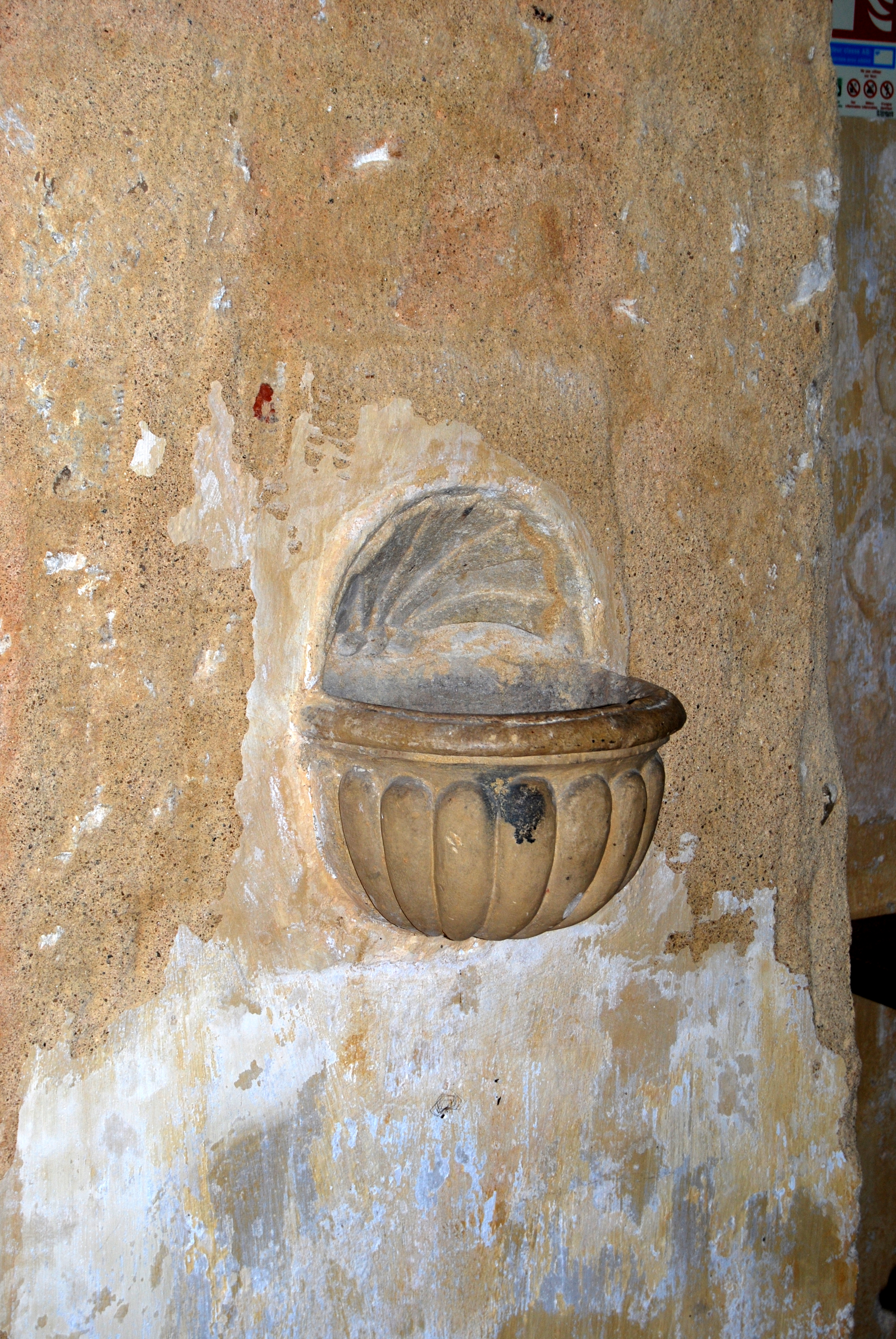
Bénitier (b)
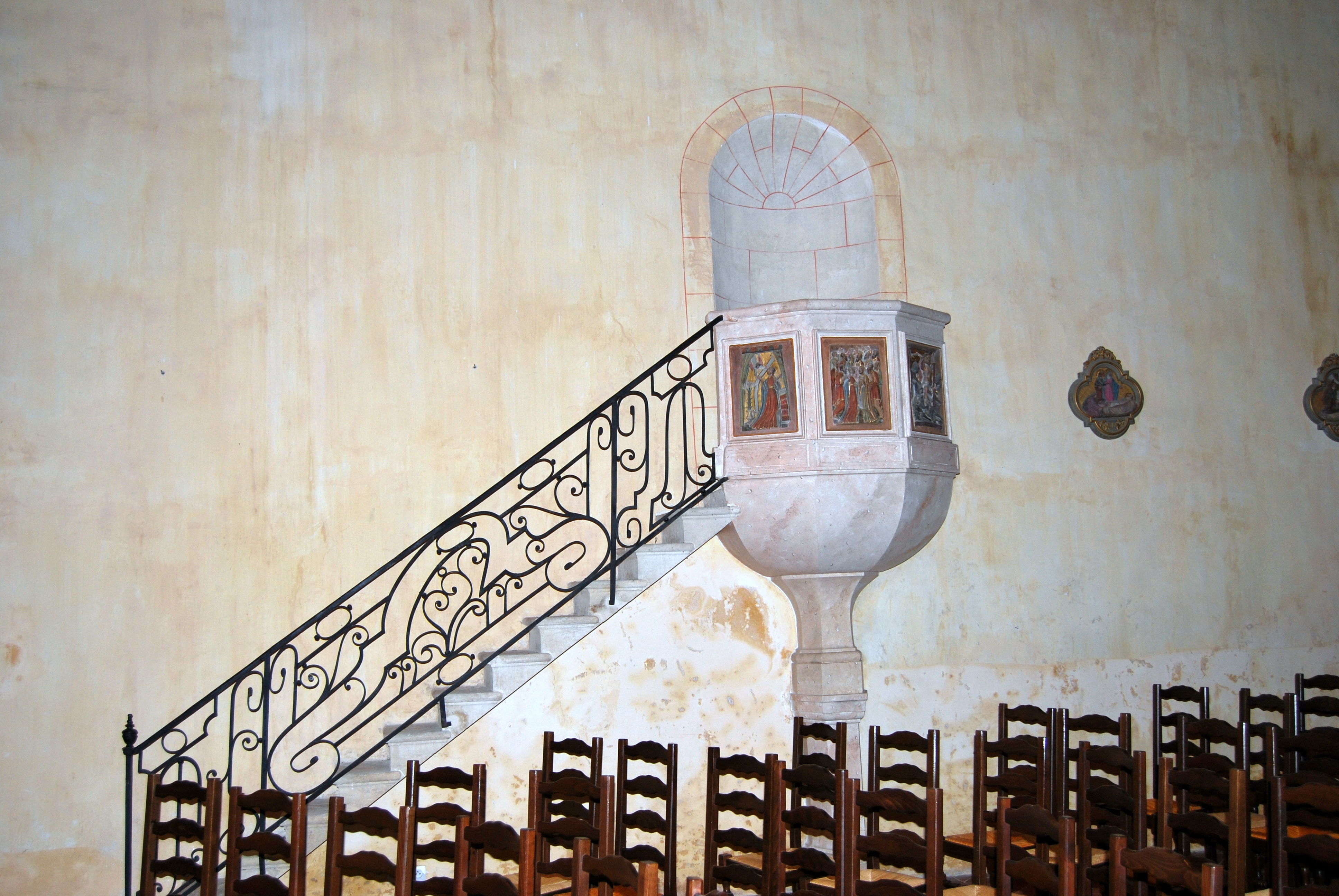
La chaire
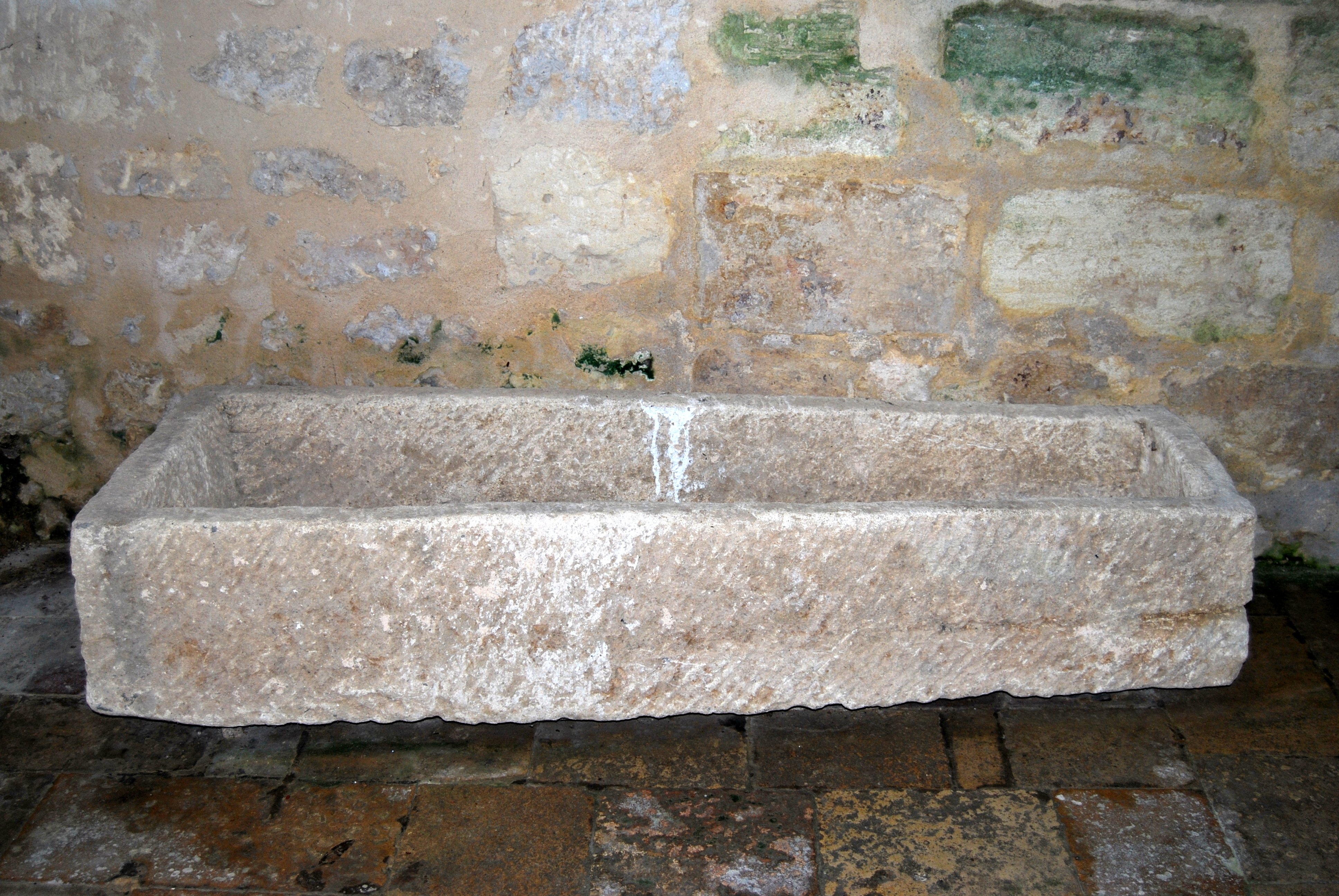
Sarcophage